# Умершие в мае 2023 года
Это список известных людей, соответствующих установленным критериям значимости (см. Википедия:Критерии значимости персоналий), умерших в мае 2023 года.
Причина смерти указывается лишь в исключительных случаях (убийство, самоубийство, гибель в результате военных действий, смертная казнь, ДТП или несчастные случаи). В остальных случаях — не указывается.

## 31 мая

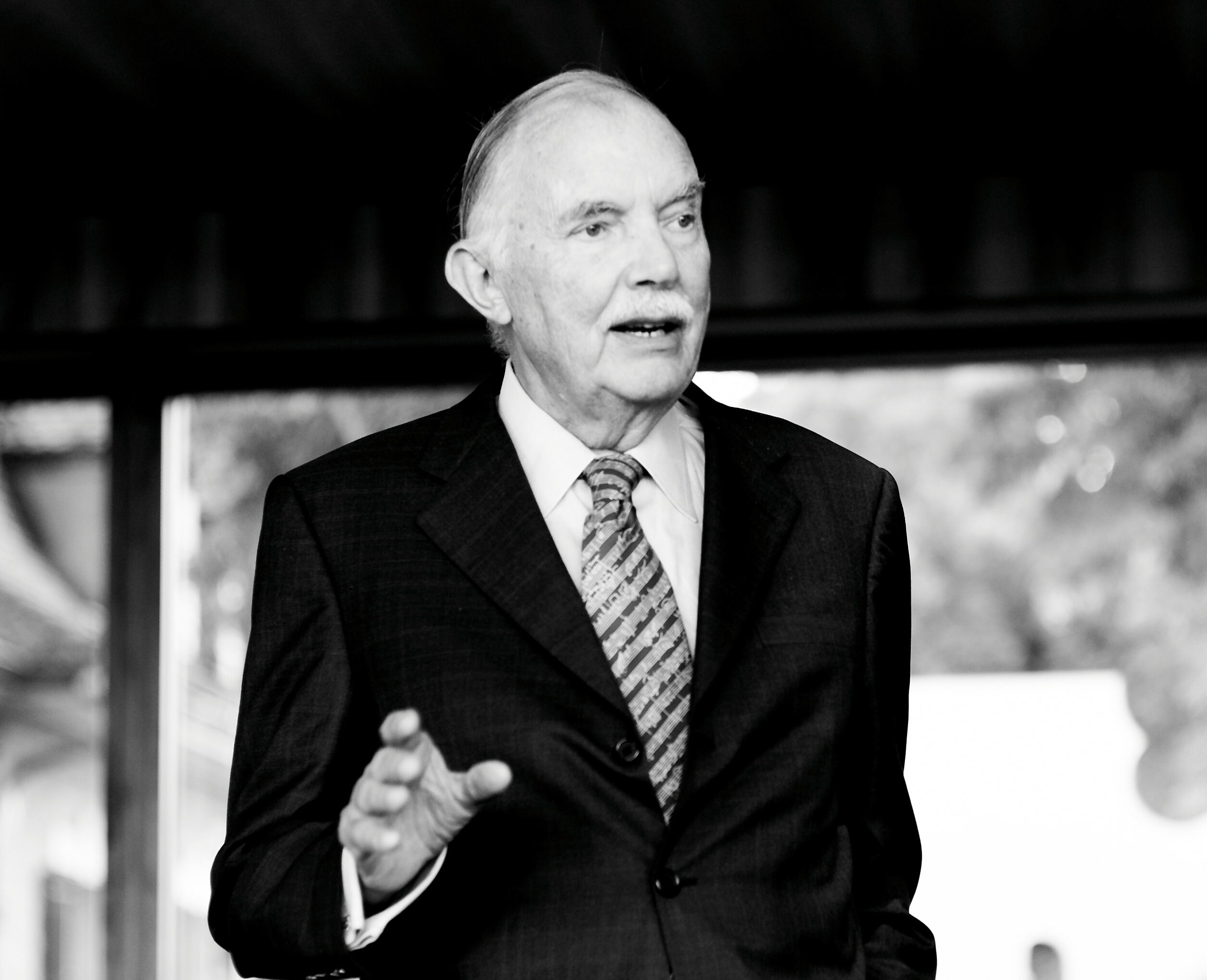
Льюис Бренскомб

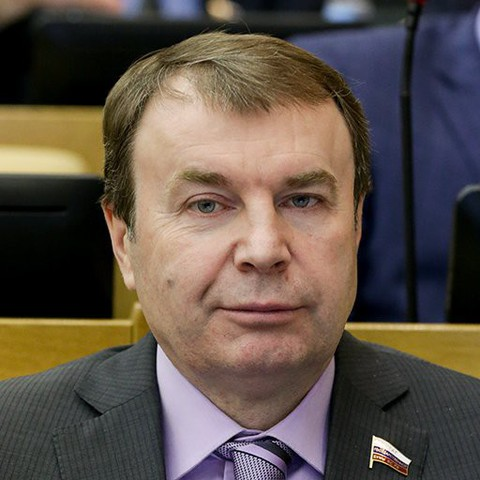
Виктор Зубарев

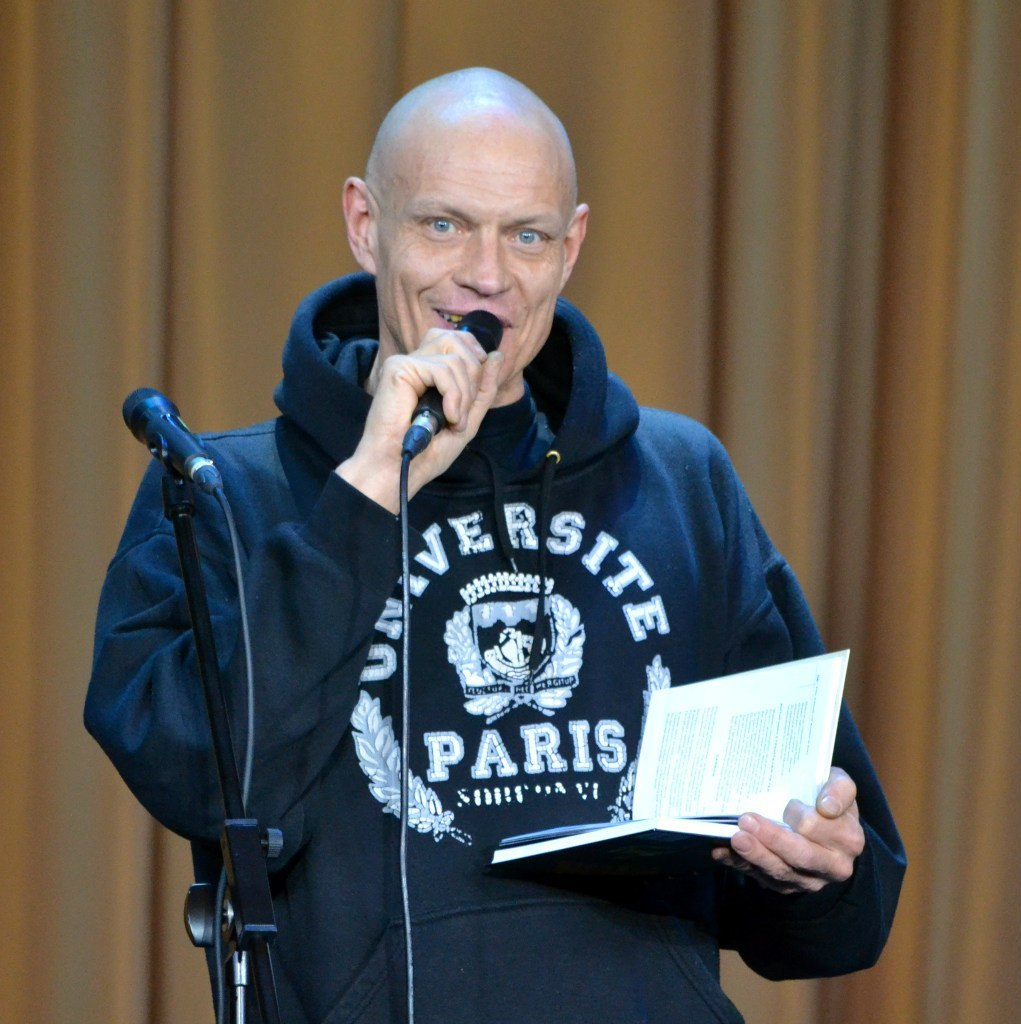
Евгений Мякишев

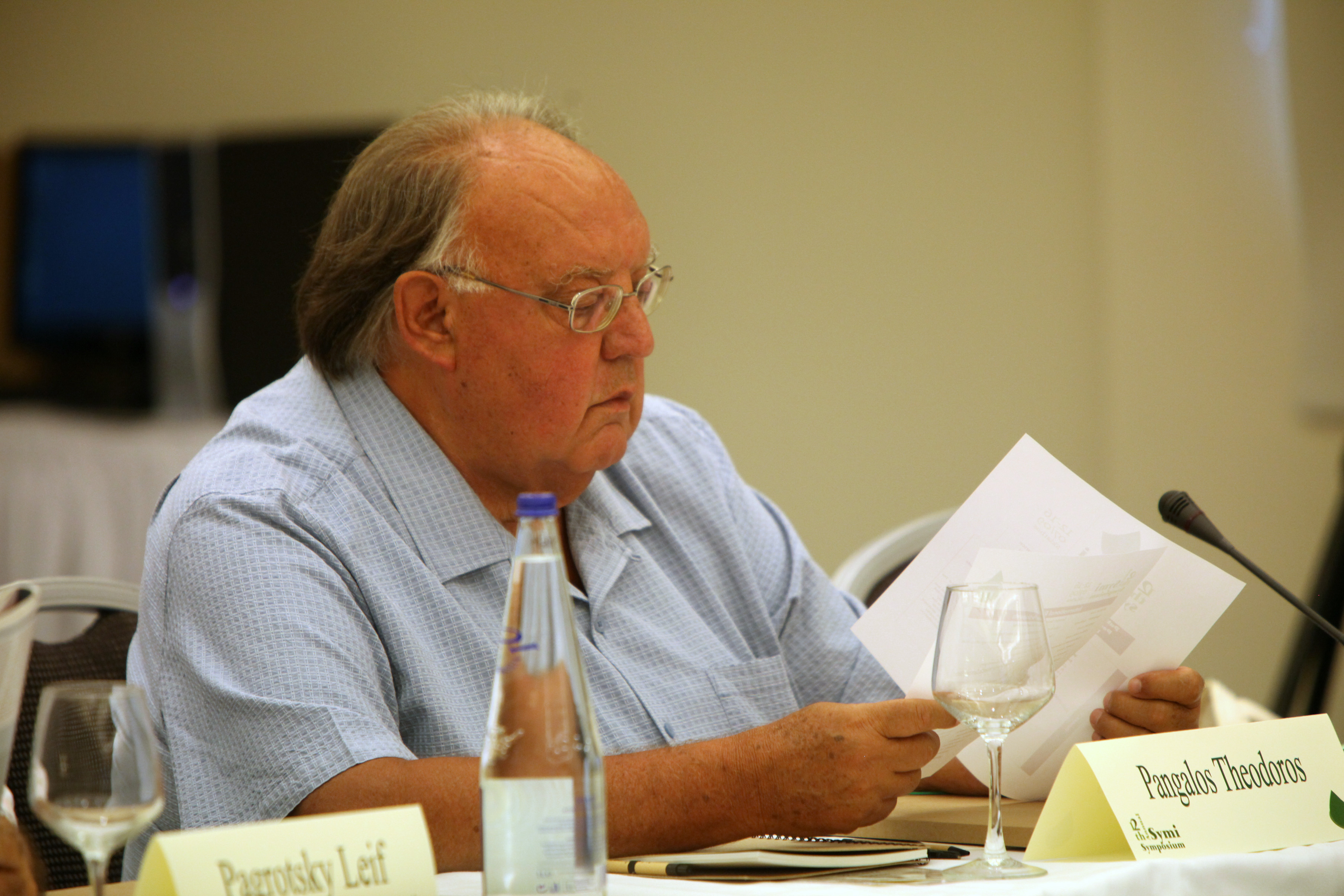
Теодорос Пангалос

- Айду, Кристина Ама Ата (81) — ганская писательница, министр образования (1982—1983)[1].
- Арджунан, Веллаяни[англ.] (90) — индийский писатель, учёный и лингвист[2].
- Балыня, Айно (88) — советская певица, вокалистка Рижского эстрадного оркестра, джаз-оркестра п/у Олега Лундстрема[3].
- Бренскомб, Льюис (96) — американский физик, член НАН США (1970), иностранный член РАН (2003)[4].
- Ди Фульвио, Лука (66) — итальянский актёр[5].
- Зубарев, Виктор Владиславович (62) — российский политический деятель, депутат Государственной думы (c 2007)[6].
- Казаков, Андрей Витальевич (67) — российский кларнетист, профессор Санкт-Петербургской консерватории, заслуженный артист РСФСР (1983)[7].
- Кальдерон, Серхио[нидерл.] (77) — американский актёр[8].
- Мякишев, Евгений Евгеньевич (59) — российский поэт[9].
- Пангалос, Теодорос (84) — греческий политик, вице-премьер (2009—2012)[10].
- Цветкова, Людмила Васильевна (79) — советская и российская актриса и режиссёр-документалист, почётный член РАХ (2016)[11].
- Ширинская, Галина Сергеевна (72) — российская пианистка, профессор Московской консерватории, заслуженная артистка Российской Федерации (2003), дочь С. П. Ширинского[12].
- Этциони, Амитай (94) — американский социолог[13].

## 30 мая

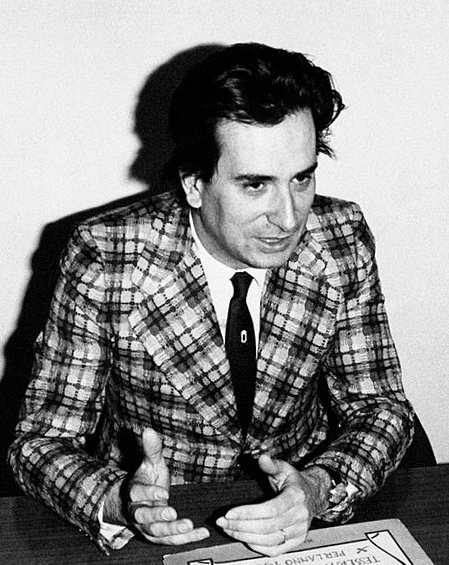
Паоло Портогези

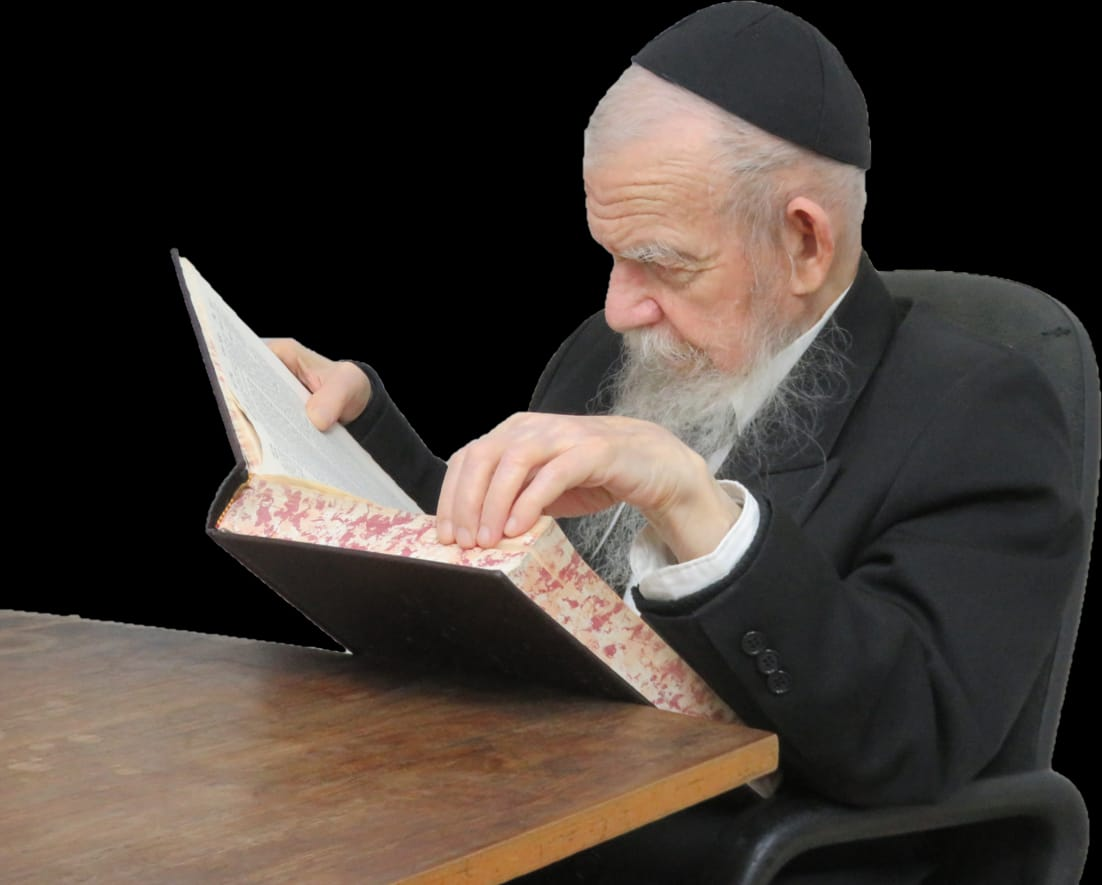
Гершон Эдельштейн

- Бисли, Джон[англ.] (79) — американский актёр[14].
- Войташек, Алексей (70) — словацкий художник[15].
- Громовиков, Валерий Степанович (77) — российский актёр театра и кино, заслуженный артист Российской Федерации (2001)[16].
- Дханоркар, Суреш (47) — индийский политик, депутат Лок сабхи (с 2019)[17].
- Зимкова, Милка[словац.] (71) — словацкая актриса и сценарист[18].
- Луканов, Борис[болг.] (86) — болгарский актёр[19].
- О’Фаррилл, Раиса (51) — кубинская волейболистка, чемпионка летних Олимпийских игр 1992 и 1996 годов[20].
- Пандей, Мина[англ.] (71) — непальская политическая деятельница, депутат парламента Непала (с 2018)[21].
- Портогези, Паоло (91) — итальянский архитектор, теоретик и историк[22].
- Титов, Леонид Алексеевич (83) — советский и российский танцовщик и балетмейстер, заслуженный артист Российской Федерации (1995)[23].
- Шувалов, Игорь Васильевич (88) — советский и российский тренер по лёгкой атлетике, заслуженный тренер РСФСР (1980)[24].
- Эдельштейн, Гершон (100) — израильский раввин и политик, духовный лидер партии Дегель ха-Тора[25].
- Юханссон, Бьёрн[швед.] (73) — шведский хоккеист[26].

## 29 мая

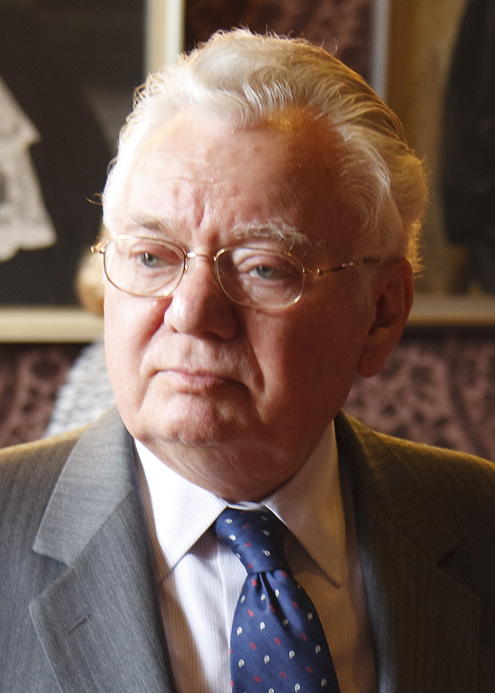
Томас Бюргенталь

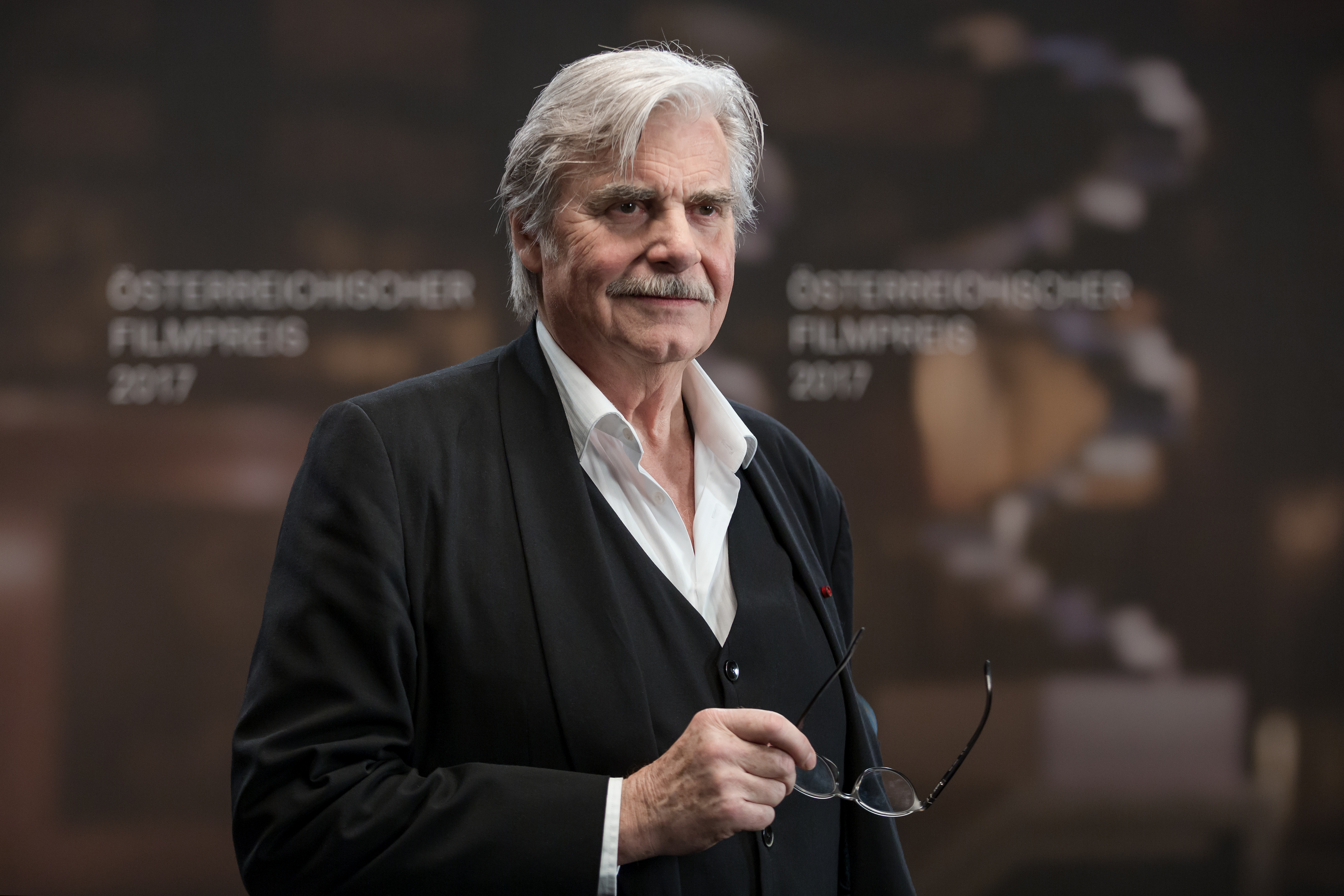
Петер Симонишек

- Бюргенталь, Томас (89) — американский юрист, судья Международного суда ООН (2000—2010)[27].
- Вагнер, Робин[англ.] (89) — американский сценический дизайнер, лауреат премий «Тони» за сценический дизайн (1978, 1990, 2001)[28].
- Касимов, Эльхан Мамед оглы[азерб.] (78) — советский и азербайджанский кинорежиссёр, заслуженный артист Азербайджана (2000)[29].
- Коте, Мишель (72) — канадский актёр[30].
- Масловская, Мирослава (79) — польский хирург, депутат Сейма (2005—2011)[31].
- Маха, Витезслав (75) — чехословацкий борец греко-римского стиля, чемпион Олимпийских игр (1972), чемпион мира (1974, 1977)[32].
- О’Нил, Уильям (90) — американский предприниматель, биржевой маклер и писатель, основатель бизнес-газеты «Investor’s Business Daily»[33].
- Растио, Теппо[фин.] (89) — финский хоккеист и футболист[34].
- Родионов, Андрей Борисович (68) — советский и российский композитор, автор электронной музыки и компьютерных игр[35].
- Симонишек, Петер (76) — австрийский актёр[36].
- Соколова, Марина Николаевна (89) — русская детская писательница[37].
- Туркель, Яаков (88) — израильский юрист, судья Верховного суда (1995—2005)[38].
- Якусси, Хавьер Орландо[исп.] (43) — аргентинский футболист[39].

## 28 мая

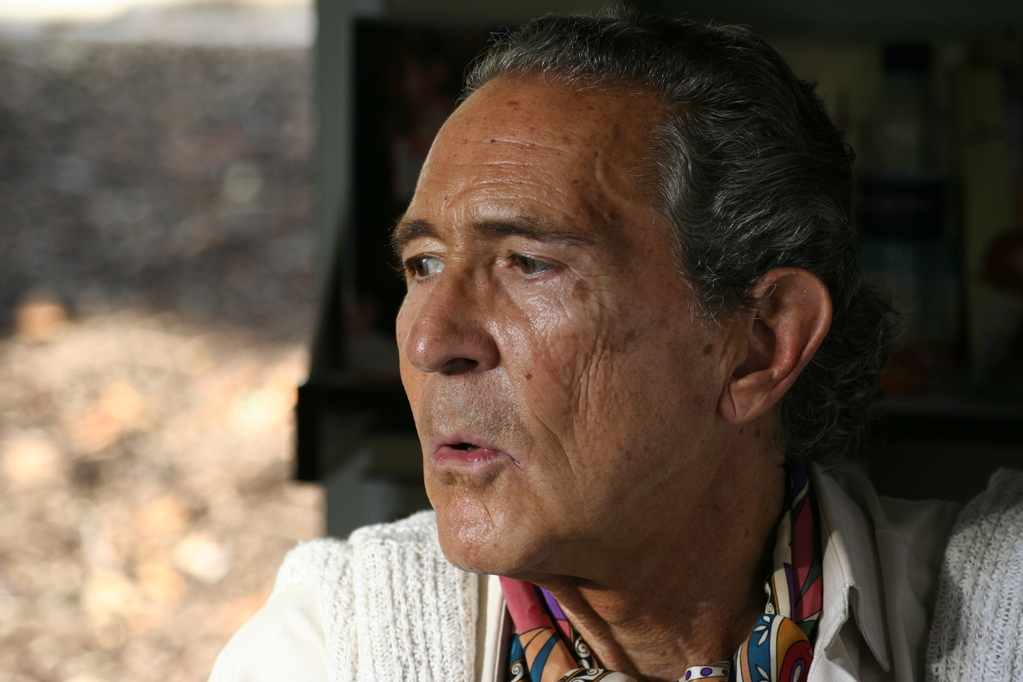
Антонио Гала

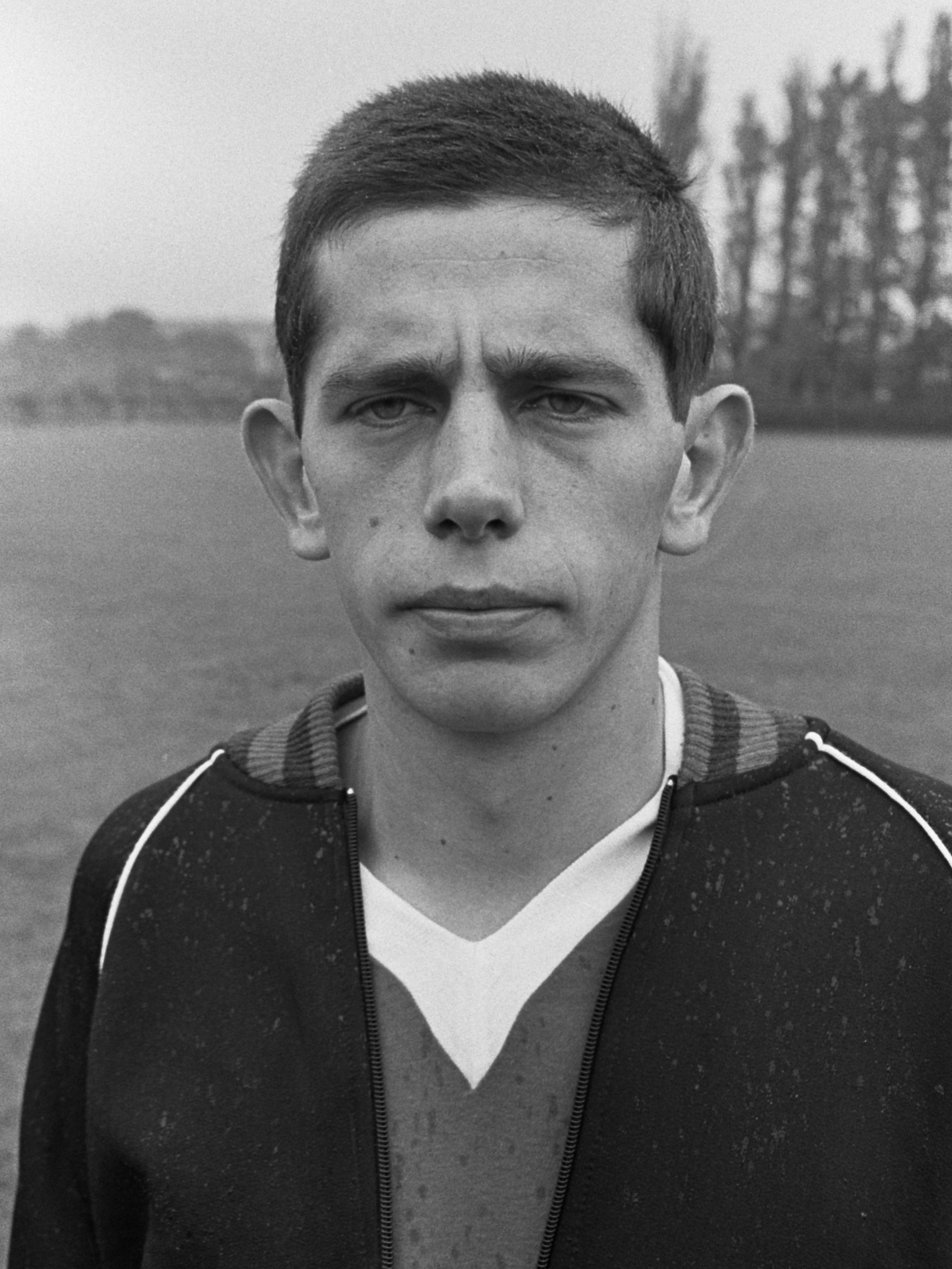
Пит Де Зуте

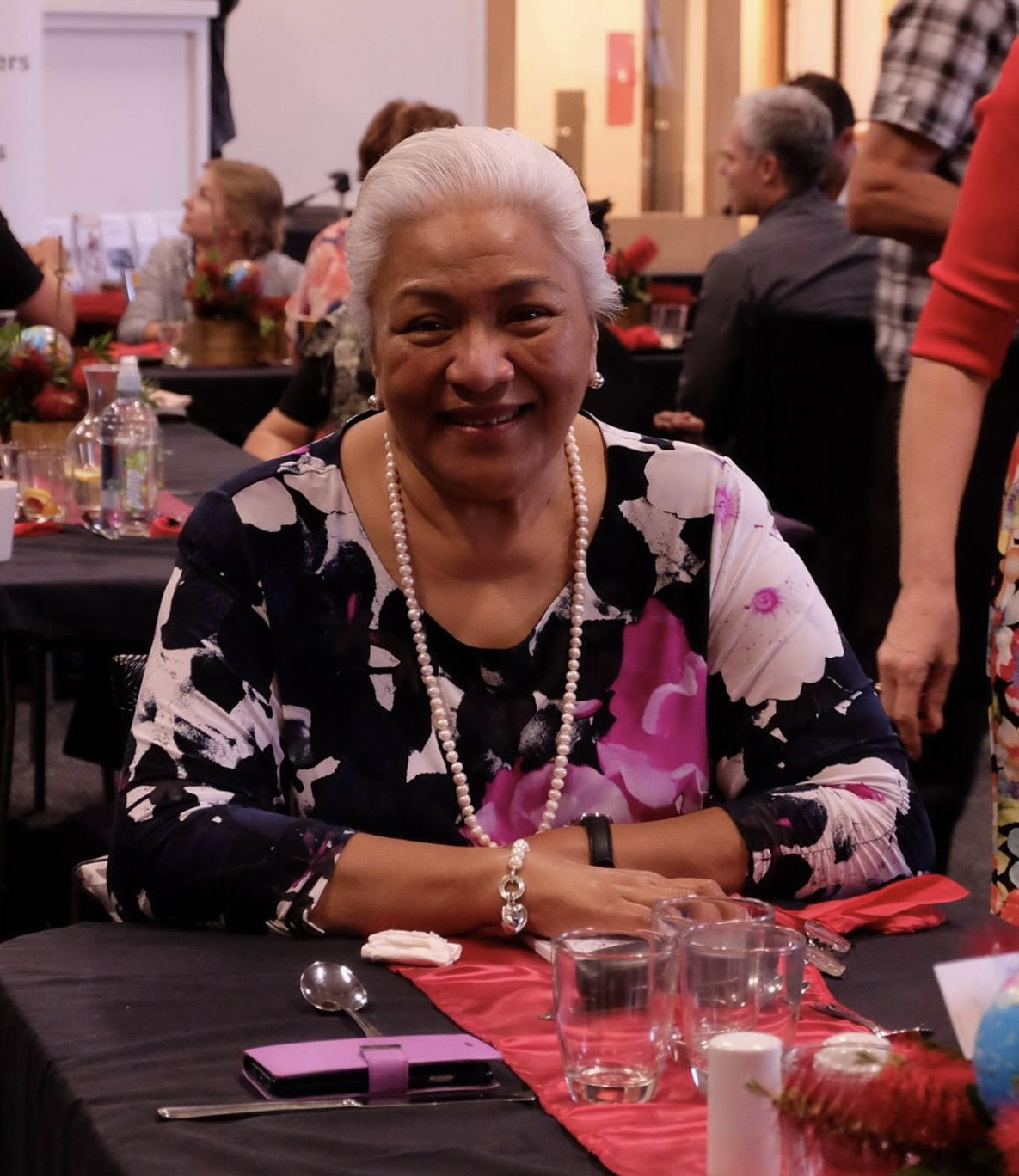
Меле Сиуиликутапу

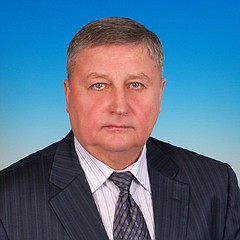
Сергей Сироткин

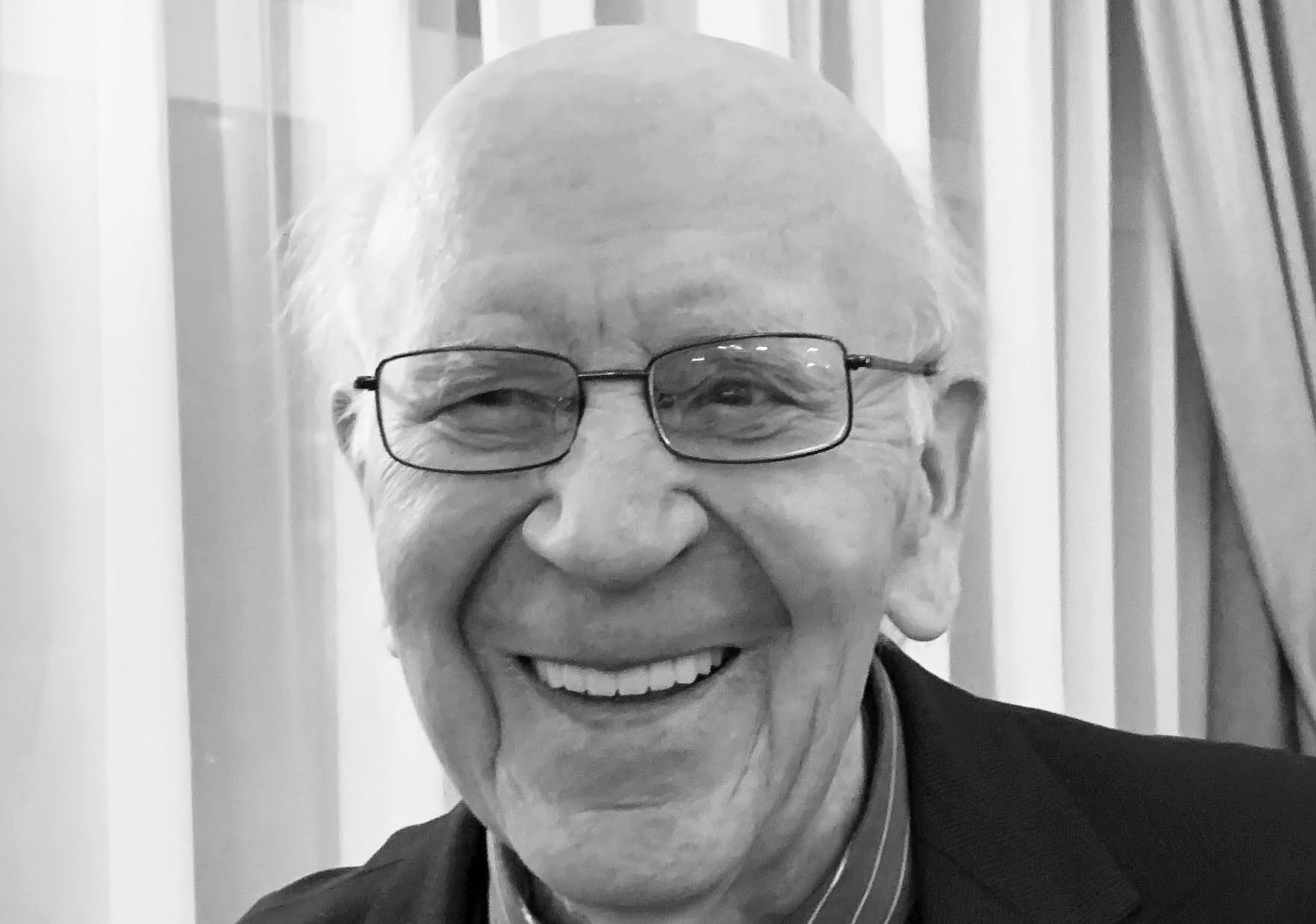
Владимир Ситников

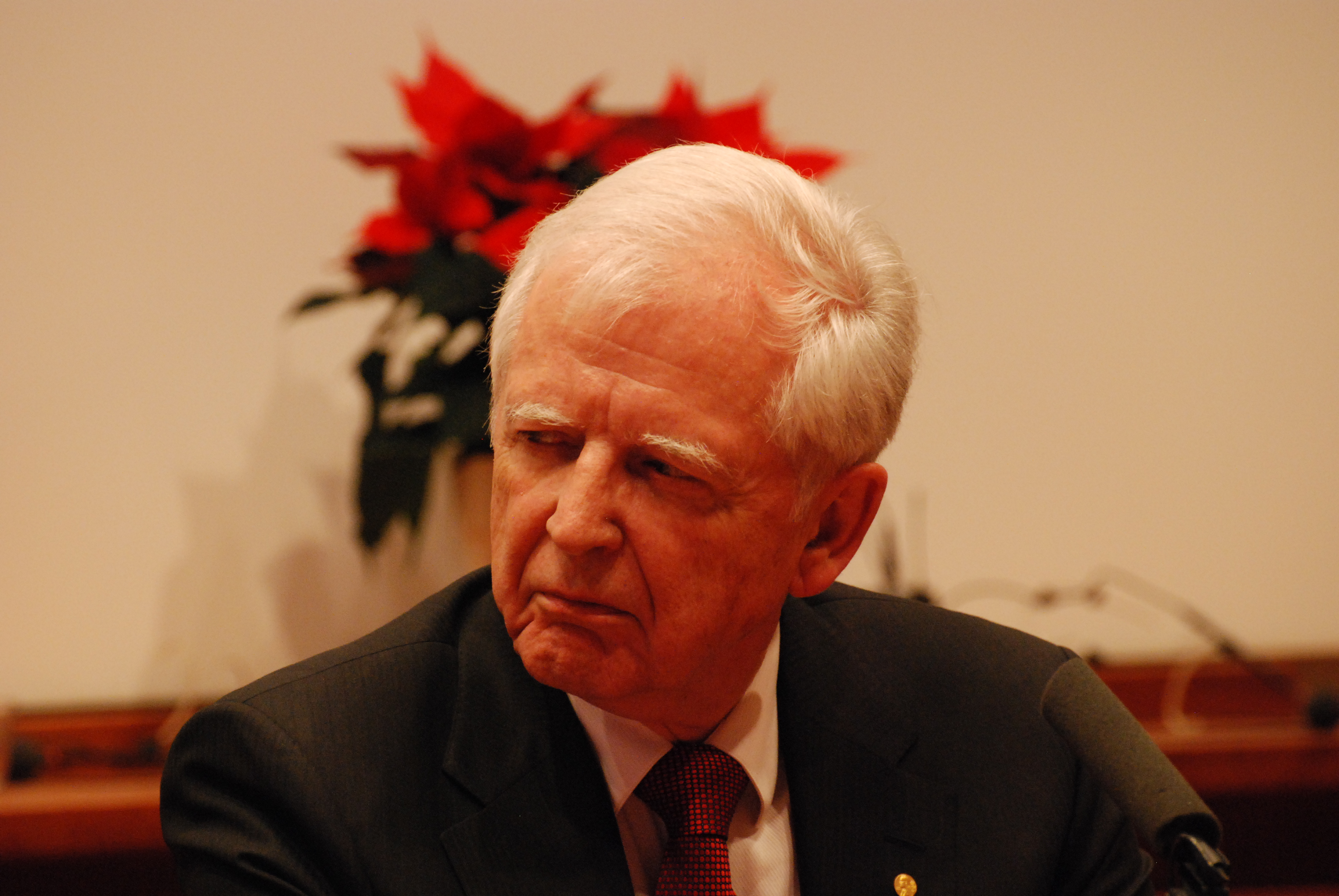
Харальд цур Хаузен

- Барцицца, Иза[итал.] (93) — итальянская актриса[40].
- Боланд, Эрнест Бертран (97) — католический епископ, ординарий епархии Мултана (1966—1984), член монашеского ордена доминиканцев[41].
- Вощак, Одарка Ярославовна (77) — советская и российская арфистка, заслуженная артистка Российской Федерации (2009)[42].
- Гала, Антонио (92) — испанский писатель[43].
- Де Зуте, Пит (79) — нидерландский футболист, игрок национальной сборной[44].
- Сироткин, Сергей Никанорович (71) — российский политик и государственный деятель, депутат Государственной думы от ЛДПР (2003—2008, 2011—2016)[45].
- Ситников, Владимир Арсентьевич (92) — советский и российский писатель[46].
- Сиуиликутапу, Меле (75) — принцесса Тонги и политик, член Законодательного собрания (1975—1978)[47].
- Тизуяр, Карим[фр.] (60) — алжирский композитор и автор-исполнитель на кабильском языке[48].
- Хаузен, Харальд цур (87) — немецкий вирусолог, лауреат Нобелевской премии по физиологии или медицине (2008)[49].
- Черноземский, Иван (90) — болгарский врач-онколог, министр здравоохранения Болгарии (1990—1991)[50].
- Чхве Иль Нам[кор.] (90) — южнокорейский писатель[51].

## 27 мая

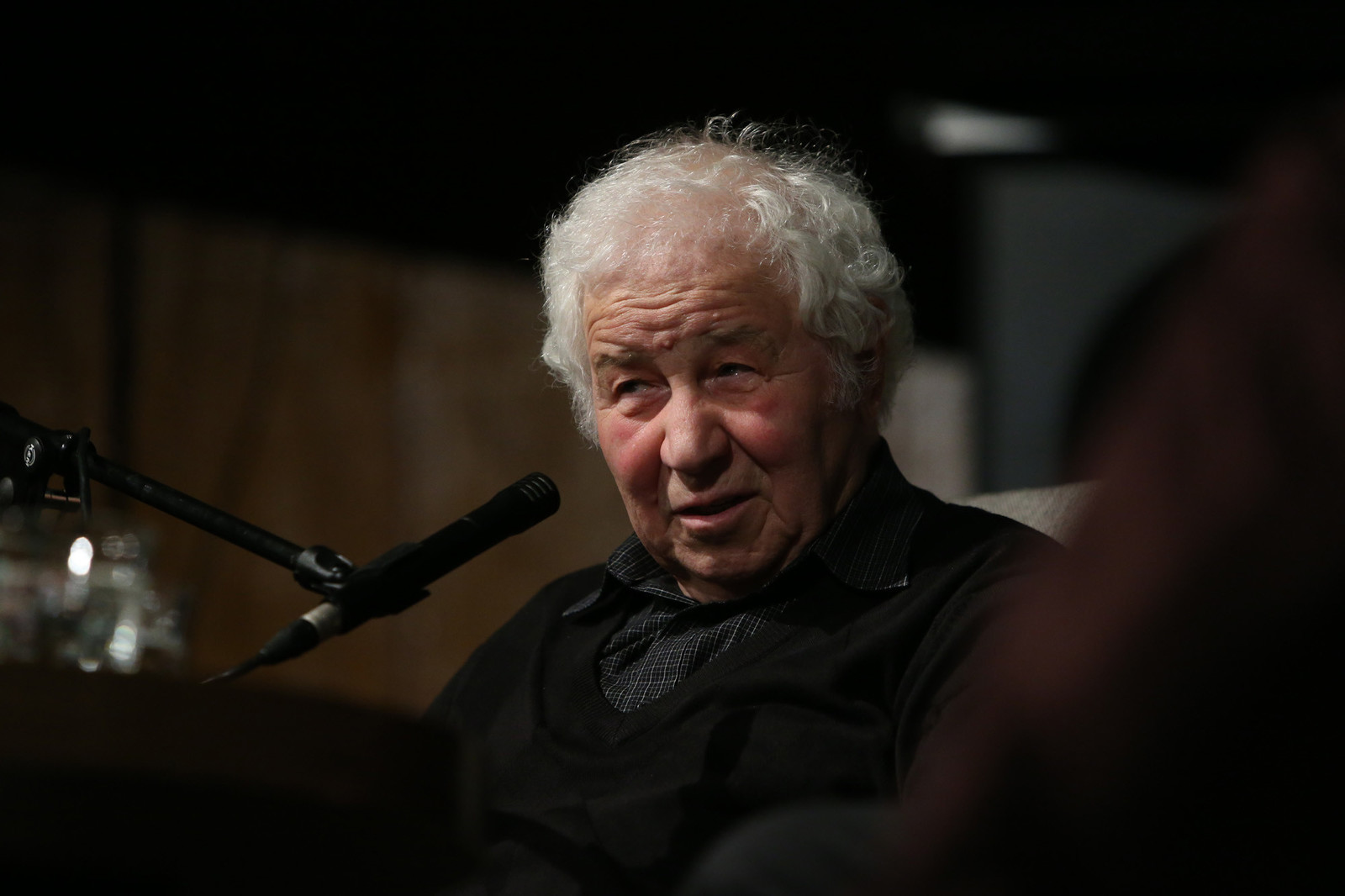
Илья Кабаков

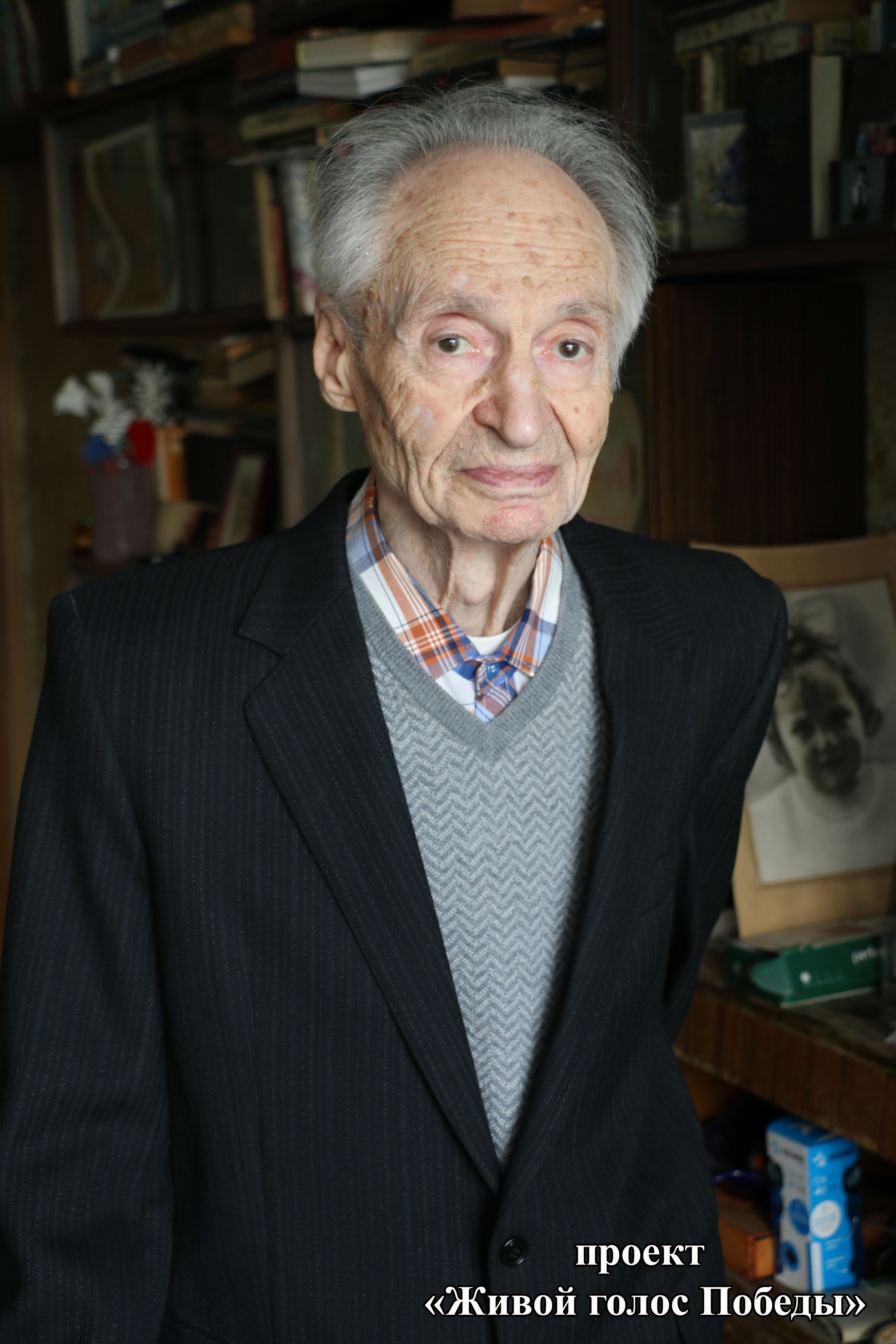
Илья Крупник

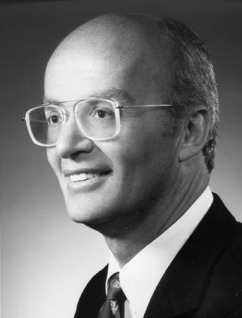
Джеймс Гаиюс Уатт

- Диас, Мариус[исп.] (89) — испанский политик, мэр Бадалоны (1979—1983)[52].
- Дханапала, Джаянтха[англ.] (84) — шриланкийский дипломат, посол в США (1995—1997)[53].
- Еламанов, Уали Бисаканович (70) — советский и казахский военачальник, генерал-майор, командующий войсками Южного военного округа (2002—2004)[54].
- Кабаков, Илья Иосифович (89) — советский и американский художник, представитель московского концептуализма, почётный зарубежный член РАХ (2008)[55].
- Каряка, Дмитрий Викторович (45) — украинский футболист[56].
- Крупник, Илья Наумович (97) — русский писатель[57].
- Лаконьята, Эктор[исп.] (60) — парагвайский врач, политик и дипломат, министр иностранных дел (2009—2011)[58].
- Мрвик, Ян (84) — чехословацкий спортсмен (академическая гребля), бронзовый призёр Олимпийских игр (1964) и чемпионата Европы (1963)[59].
- Рехтман, Мордехай[ивр.] (97) — израильский фаготист, дирижёр, педагог и аранжировщик[60].
- Розетт, Клаудия[англ.] (67) — американская журналистка[61].
- Уатт, Джеймс Гаиюс (85) — американский политик, министр внутренних дел США (1981—1983)[62].

## 26 мая

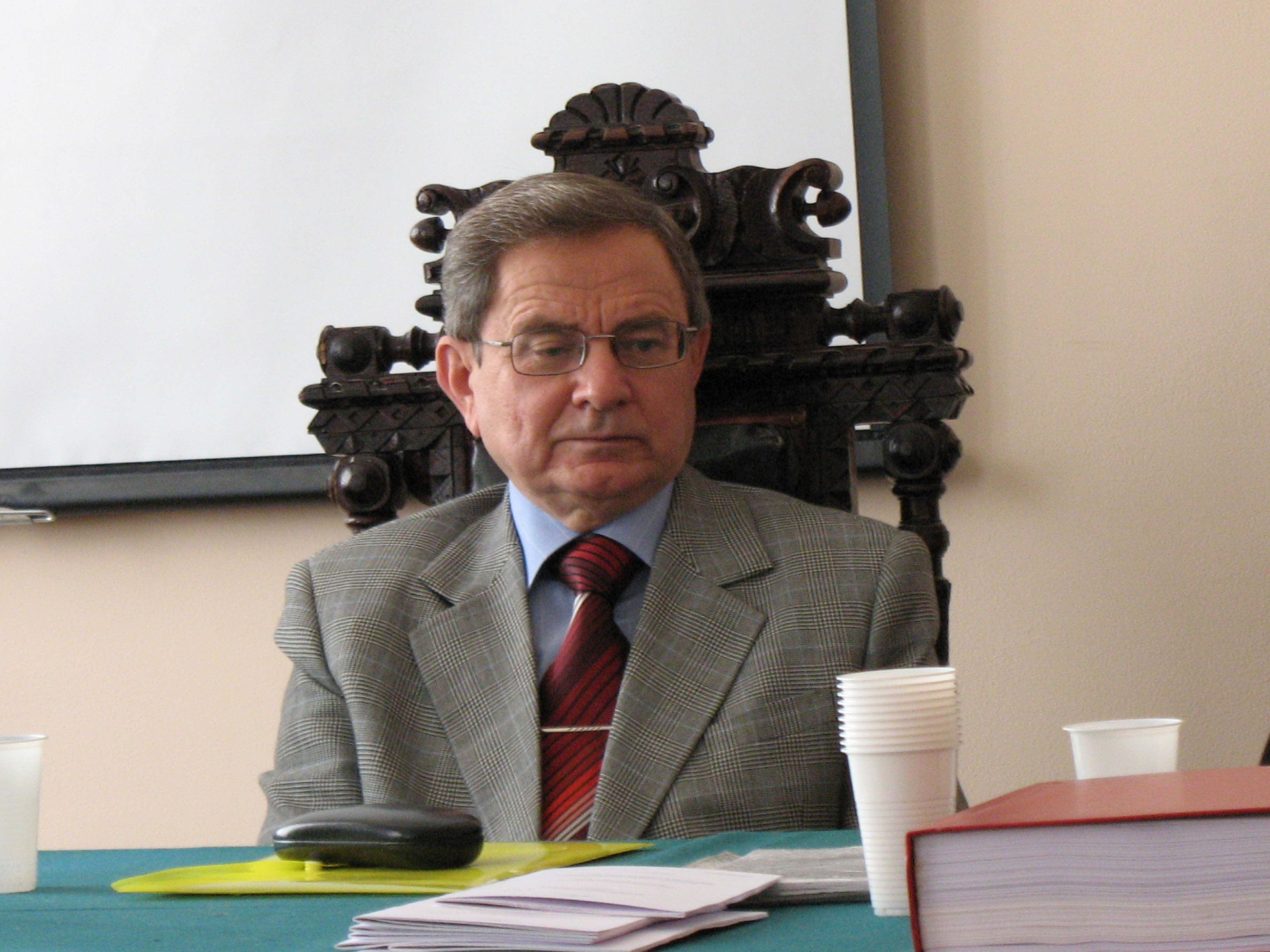
Вадим Касевич

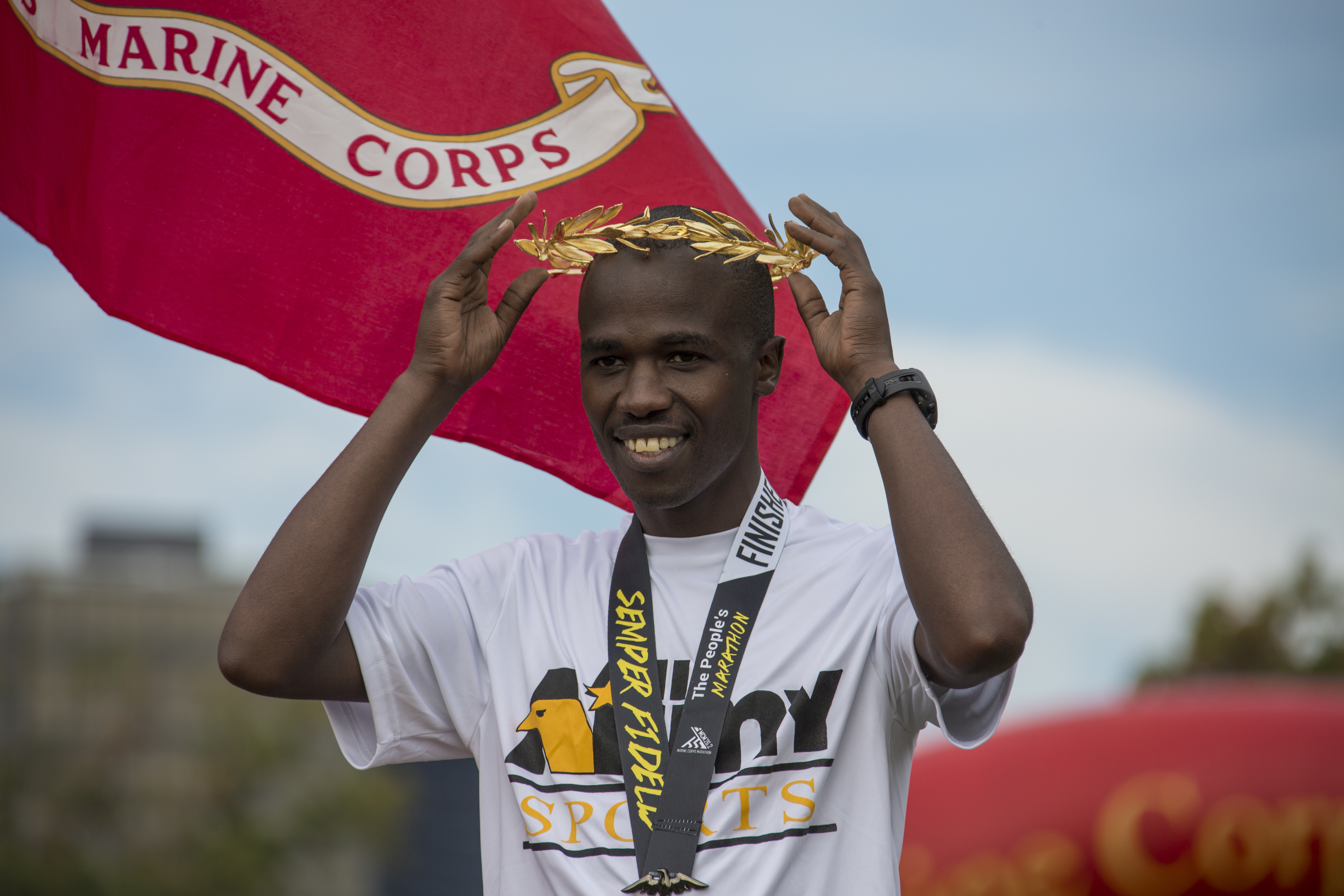
Самюэль Косгеи

- Васильев, Игорь Владимирович (57) — советский и российский гандболист, чемпион летних Олимпийских игр (1992), чемпион мира (1993)[63].
- Касевич, Вадим Борисович (81) — советский и российский лингвист и востоковед, доктор филологических наук (1982), профессор СПбГУ (1995)[64].
- Кент, Сол (83) — американский активист за продление жизни, пионер в вопросах крионики; подсвергнут криоконсервации[65].
- Косгеи, Самюэль (37) — кенийский и американский бегун на длинные дистанции, бывший рекордсмен мира в беге на 25 км по шоссе[66].
- Линь Вэньюэ[кит.] (89) — тайваньская писательница и переводчица[67].
- Морган, Эмили[англ.] (45) — британская журналистка[68].
- Наяк, Говиндарай[англ.] (89) — индийский писатель и профессор[69].
- Уилсон, Рубен[англ.] (88) — американский джазовый органист[70].
- Фельдманн, Ханс-Петер (82) — немецкий художник-концептуалист[71].
- Ходи, Ласло[англ.] (88) — венгерский и австралийский баскетболист, участник Олимпийских игр (1952, 1964), серебряный призёр чемпионата Европы (1953)[72].
- Чиччомессере, Роберто[итал.] (76) — итальянский политик, депутат Европарламента (1984—1989)[73].

## 25 мая

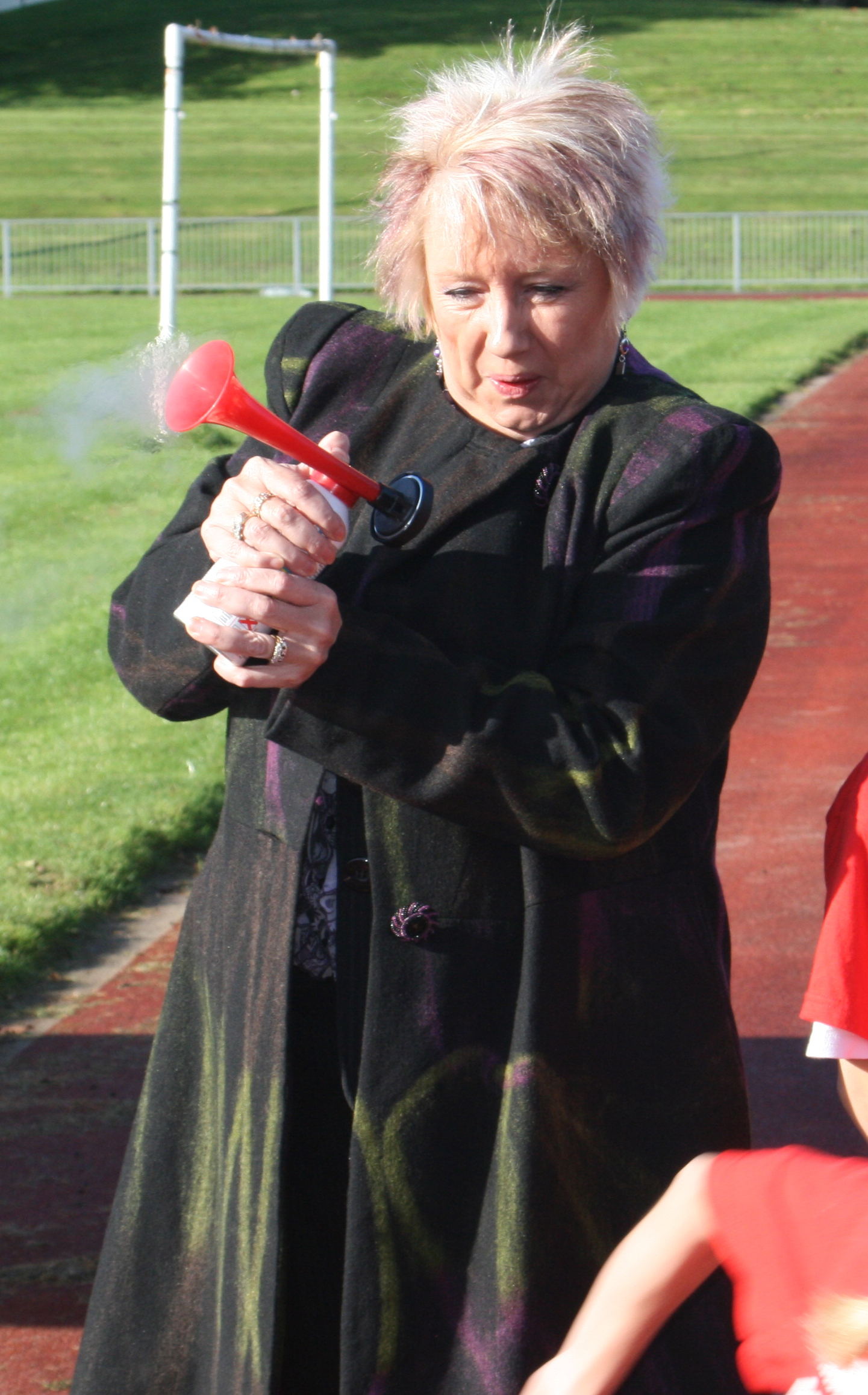
Карен Ламли

- Дустмухамедова, Кизлярхон (76) — советская и узбекская танцовщица, хореограф и актриса, народная артистка Узбекской ССР (1984)[74].
- Касаткин, Вадим Фёдорович (77) — российский хирург-онколог, член-корреспондент РАМН (2004—2014), член-корреспондент РАН (2014)[75].
- Кочанова, Гергана[рум.] (38) — болгарская модель; убийство[76].
- Крюков, Николай Петрович (88) — советский военачальник, заслуженный военный лётчик СССР (1975), генерал-лейтенант авиации (1983)[77].
- Куявский, Мацей[пол.] (70) — польский актёр[78].
- Ламли, Карен (59) — британский политик, член Палаты общин (2010—2017)[79].
- Лакенмахер, Вольфганг[нем.] (79) — немецкий гандболист, участник Олимпийских игр (1972)[80].
- Маккин, Джой[англ.] (93) — австралийская кантри-певица и автор песен[81].
- Макманус, Джим (83) — английский актёр[82].
- Моисеенко, Валентин Григорьевич (93) — советский и российский геолог, академик РАН (1997)[83].
- Мюрат, Жан-Луи[фр.] (71) — французский певец и автор песен[84].
- Нильссон, Стефан (композитор)[швед.] (67) — шведский композитор[85].
- Пламмер, Хазел (114) — американская супердолгожительница[86].
- Прокопов, Вячеслав Михайлович (76) — советский и российский трубач, заслуженный артист Российской Федерации (2001)[87].
- Фарр, Гленн[англ.] (77) — американский киномонтажёр, лауреат премии «Оскар» за лучший монтаж (1984)[88].
- Хайдар, Риад[пол.] (71) — польский врач и политик, депутат Сейма (с 2019)[89].
- Хацей, Евгений Владимирович (46) — российский хоккеист и хоккейный функционер[90].

## 24 мая

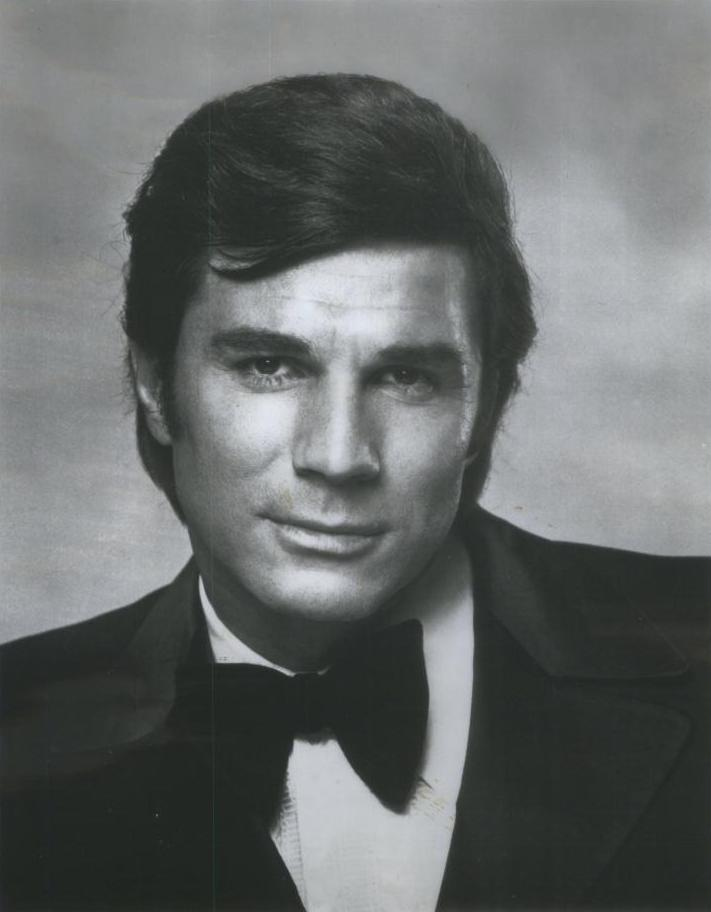
Джордж Махарис

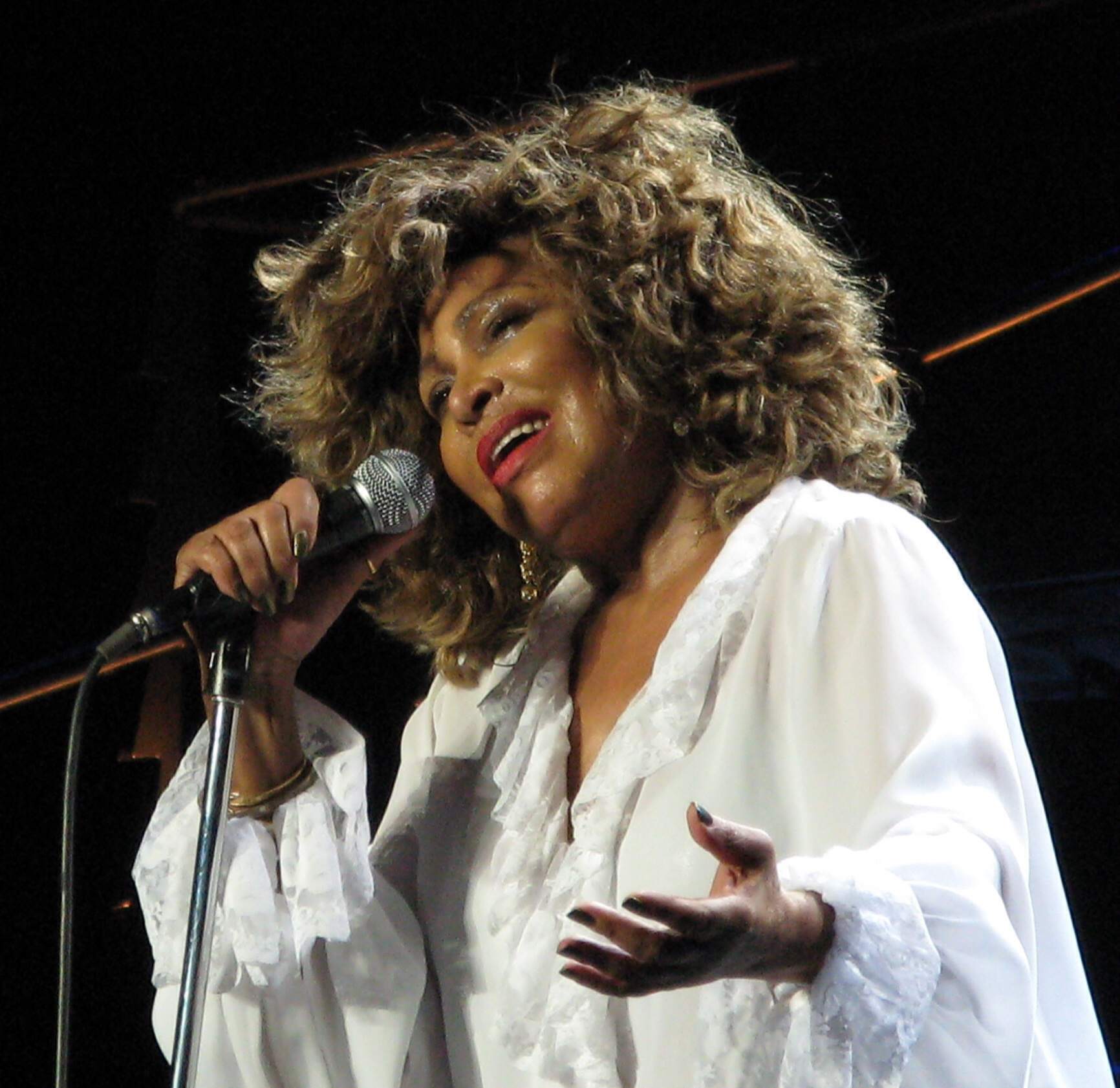
Тина Тёрнер

- Альварес Фуэнтес, Хавьер[исп.] (67) — мексиканский композитор[91].
- Гендлер, Джек Мартин[люкс.] (75) — словацкий скрипач и дирижёр[92].
- Герибан, Дано[словац.] (43) — словацкий актёр[93].
- Голицын, Андрей Кириллович (90) — один из организаторов (1990) и предводитель (1990—2002) Российского дворянского собрания[94].
- Кент, Гари[англ.] (89) — американский кинорежиссёр, актёр и каскадёр[95].
- Ли, Билл[англ.] (94) — американский музыкант[96].
- Мартынов, Иван Васильевич (103) — советский и российский химик, директор ГосНИИОХТа (1961—1978) и Института физиологически активных веществ АН СССР (1978—1989), член-корреспондент РАН (1991; член-корреспондент АН СССР с 1981), Герой Социалистического Труда (1974)[97].
- Матюхин, Валерий Александрович (74) — украинский дирижёр и пианист, народный артист Украины (2004)[98].
- Махарис, Джордж (94) — американский актёр театра и кино[99].
- Нур, Норбаити Исран[англ.] (54) — индонезийский политик, депутат Совета народных представителей (2014—2015)[100].
- Озтуна, Эргун (85) — турецкий футболист[101].
- Тина Тёрнер (83) — американская и швейцарская певица, автор песен, актриса и танцовщица, обладательница восьми премий «Грэмми»[102].

## 23 мая

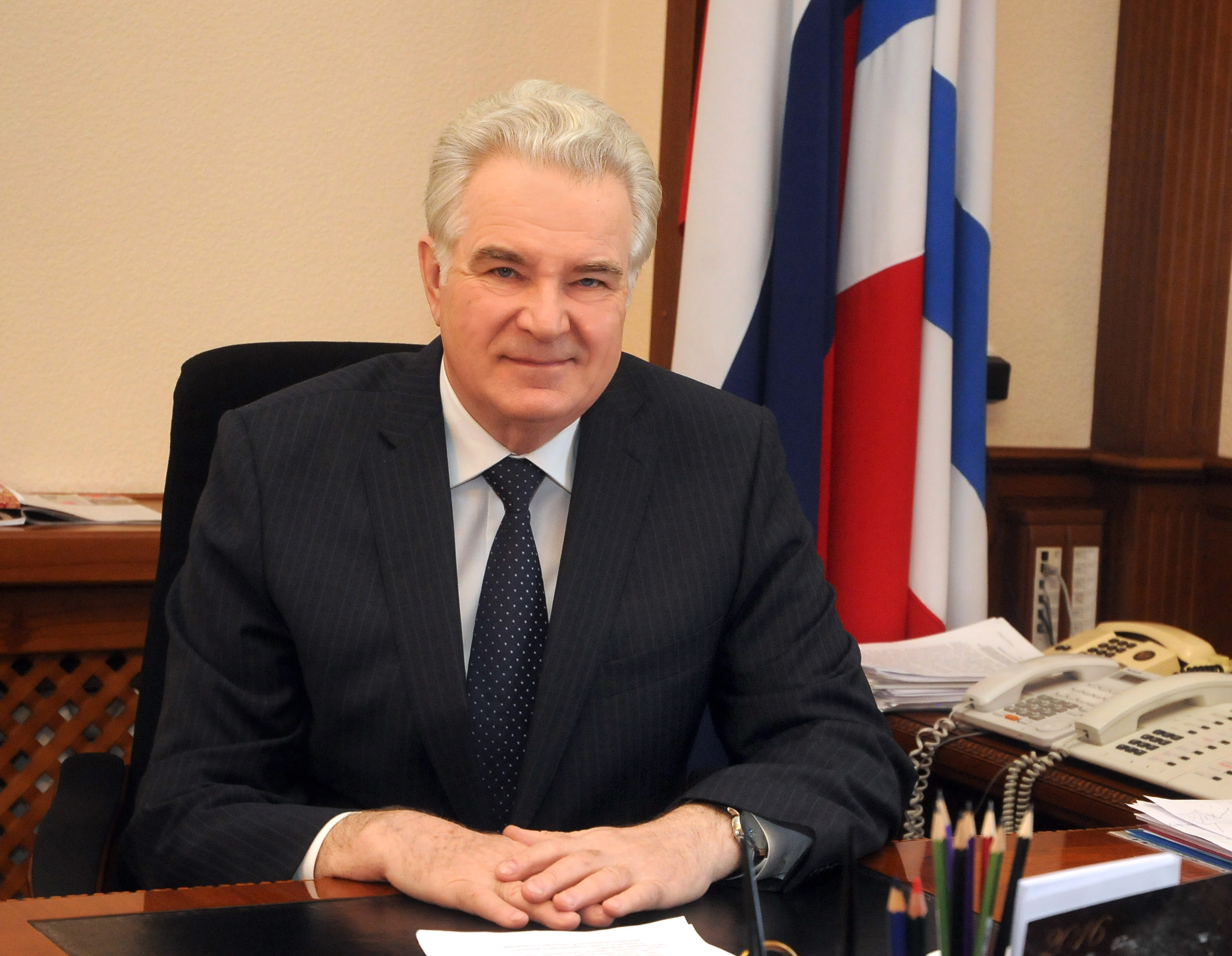
Владимир Варнавский

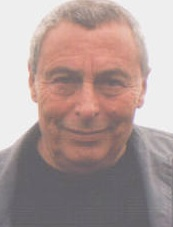
Анатолий Добрович

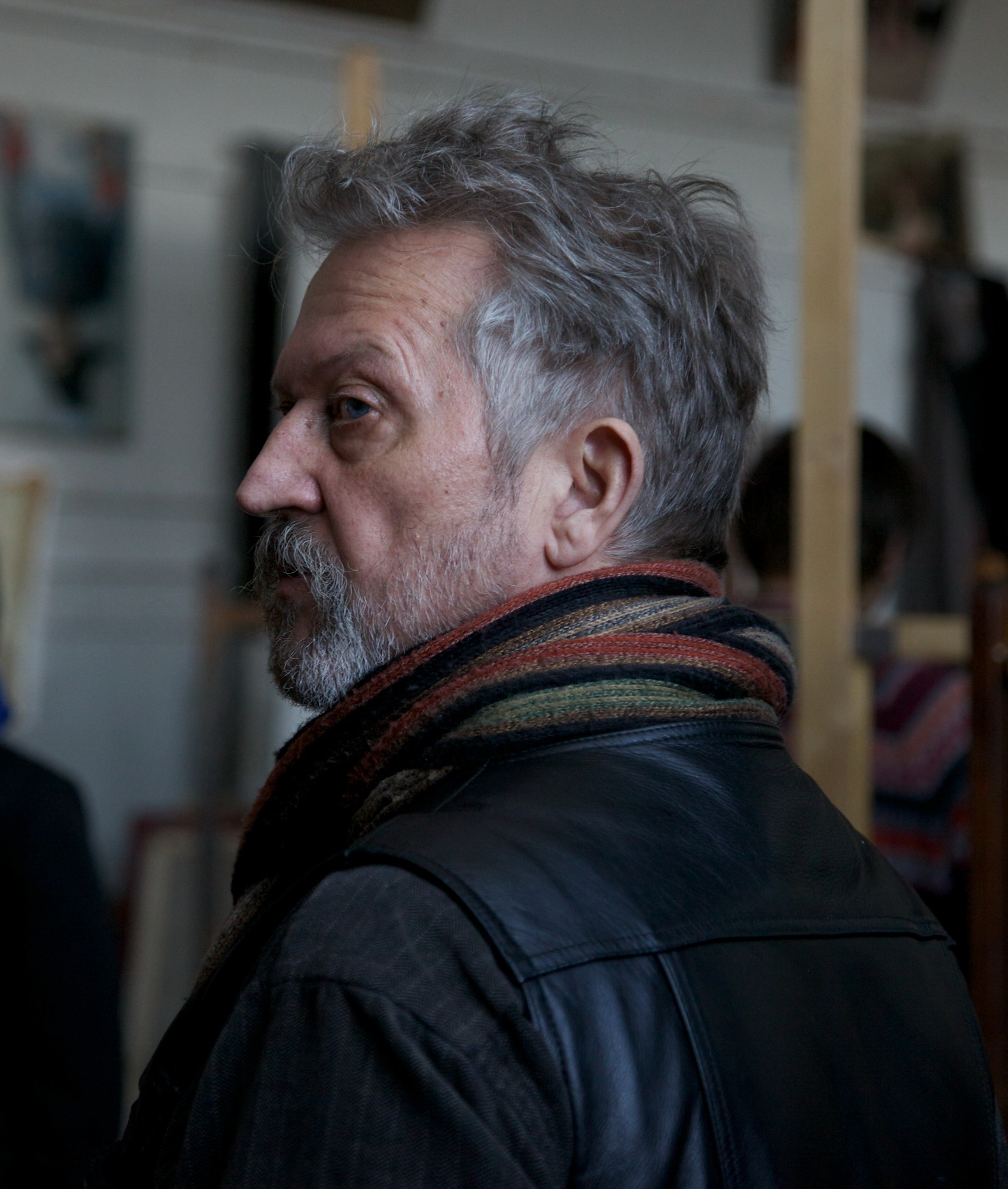
Николай Лысак

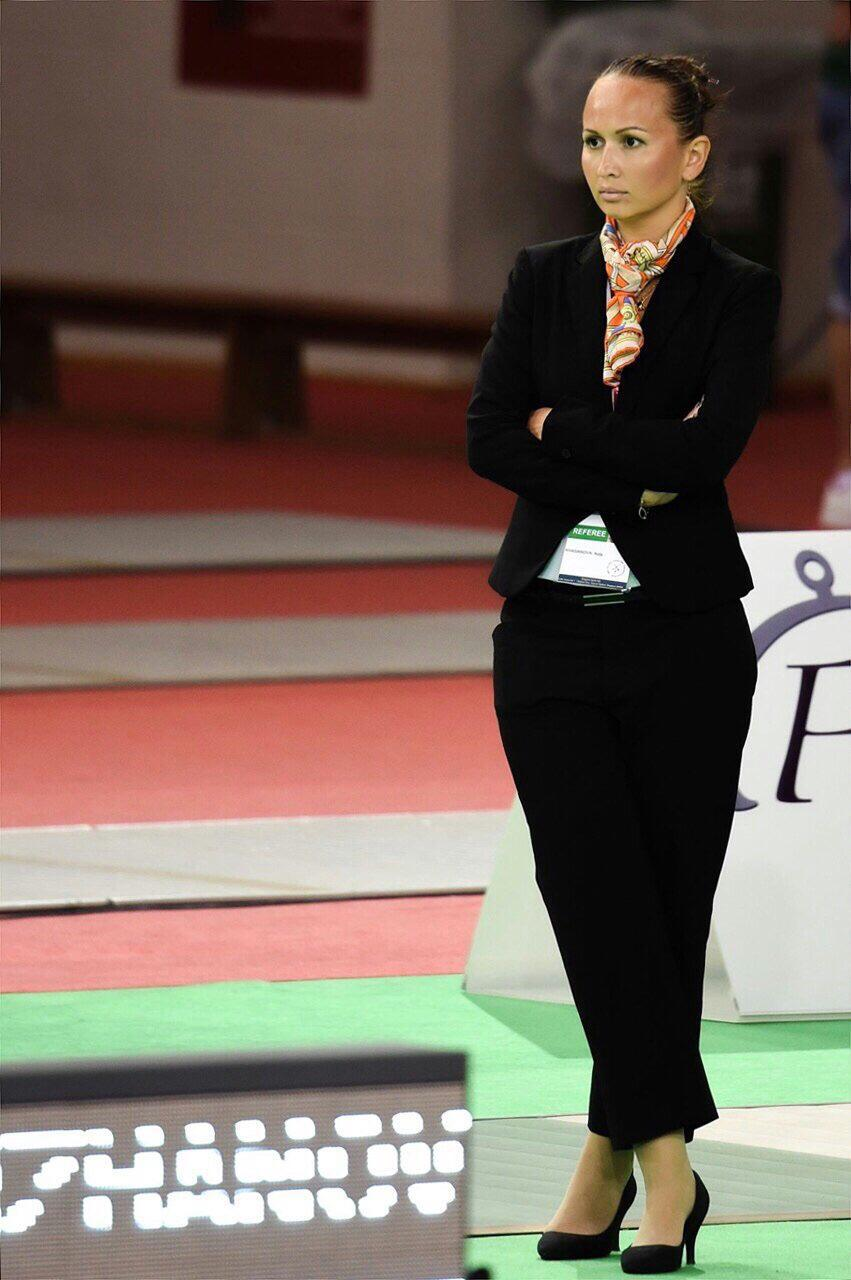
Аида Хасанова

- Адамс, Марк (64) — американский бас-гитарист (Saint Vitus)[103].
- Варнавский, Владимир Алексеевич (76) — российский политический деятель, председатель Законодательного собрания Омской области (с 1994)[104].
- Даннинг, Джон[англ.] (81) — американский детективный писатель[105].
- Добрович, Анатолий Борисович (89) — советский и израильский врач-психиатр, русский поэт[106].
- Килибарда, Новак[англ.] (89) — черногорский политик, член парламента (1990—1998), заместитель премьер-министра (1998—2000)[107].
- Кульбач, Сергей (30) — украинский фигурист[108].
- Лысак, Николай Семёнович (72) — российский живописец, профессор Академии художеств им. Репина, заслуженный художник Российской Федерации (2009)[109].
- Митого, Дэвид[англ.] (32) — футболист Экваториальной Гвинеи, игрок национальной сборной (тело нашли в этот день)[110].
- Ньюби, Чес (81) — британский бас-гитарист, известный по работе с The Beatles[111].
- Ньюмен, Флойд[англ.] (91) — американский саксофонист[112].
- Нэш, Коттон[англ.] (80) — американский баскетболист («Лос-Анджелес Лейкерс», «Кентукки Колонелс»)[113].
- Одри, Жан[фр.] (88) — французский лингвист[114].
- Солнцев, Сергей Николаевич (75) — заслуженный военный лётчик РФ, начальник Службы безопасности полётов авиации Вооружённых Сил РФ (2001—2005), генерал-лейтенант[115].
- Ткач, Алойз[словац.] (89) — словацкий католический прелат, епископ (1990—1995) и архиепископ (1995—2010) Кошицкий[116].
- Хасанова, Аида Ильясовна (39) — узбекистанская рапиристка и саблистка, международный судья по фехтованию[117].
- Циммер, Роберт[англ.] (75) — американский математик, президент Чикагского университета (2006—2021)[118].
- Прус, Руслан Анатольевич (40) — украинский военнослужащий, старший лейтенант, участник российско-украинской войны, Герой Украины (2024, посмертно); погиб в бою.

## 22 мая
- Бенацци, Вагнер[порт.] (68) — бразильский футболист и тренер[119].
- Гарифуллин, Ильдар Ильфатович (59) — советский и российский лыжный двоеборец, бронзовый призёр чемпионата мира (1984)[120].
- Громаков, Владимир Яковлевич (87) — советский инженер-строитель[121].
- Дреер, Майкл[нем.] (79) — швейцарский политик, депутат Федерального собрания (1987—1999)[122].
- Дионисиу, Эдуарда[порт.] (77) — португальская писательница[123].
- Зайцев, Александр Александрович (63) — советский и российский актёр театра и кино, заслуженный артист Российской Федерации (2004)[124].
- Кассим, Исмаил[англ.] (63) — малайзийский политик, депутат Парламента (2008—2013), сенатор (1999—2005)[125].
- Мустафов, Ферус[англ.] (72) — македонский саксофонист[126].
- Палилов, Владимир Александрович (69) — советский хоккеист[127].
- Польхаммер, Эрик[исп.] (68) — чилийский поэт[128].
- Редди, Кетху Вишванатха[англ.] (83) — индийский писатель[129].
- Саба, Элиас (91) — ливанский политический деятель, министр обороны (1970—1971) и финансов (1970—1972, 2004—2005)[130].
- Сарат Бабу (71) — индийский актёр[131].
- Сатай, Вахид[англ.] (93) — сингапурский актёр, комик и певец[132].
- Уденхаут, Вим (85) — суринамский политик, премьер-министр (1984—1986)[133].
- Чжэн Чжэньяо[кит.] (86) — китайская актриса, лауреат премии «Золотой петух» (1982, 2004)[134].

## 21 мая

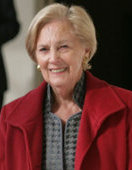
Альма Адамкене

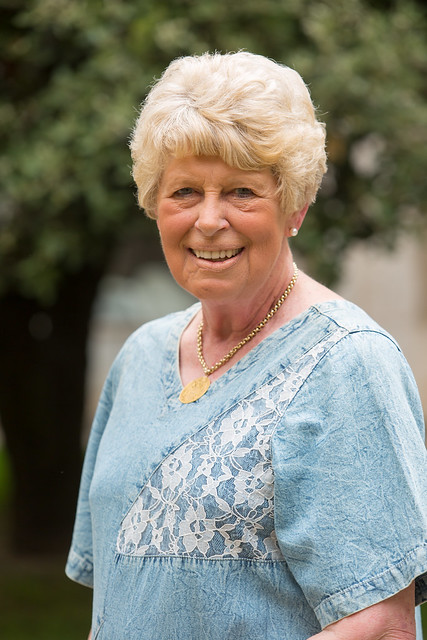
Маргарет Арчер

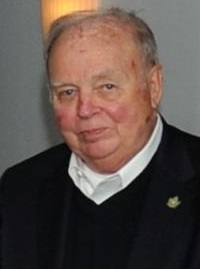
Чарльз Дональд Бейтмен

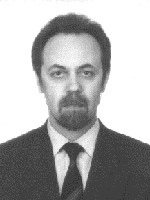
Евгений Крестьянинов

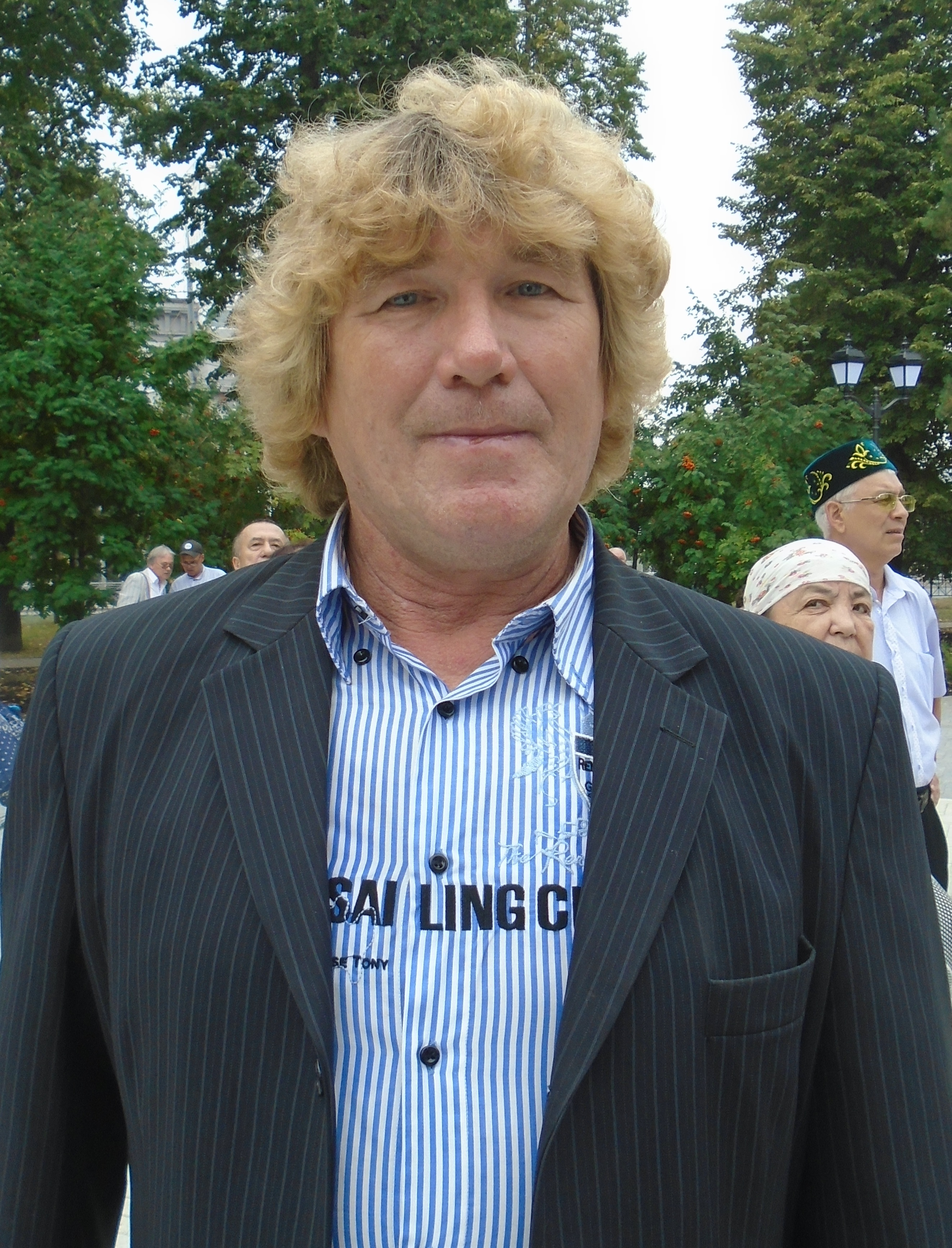
Зуфер Сафин

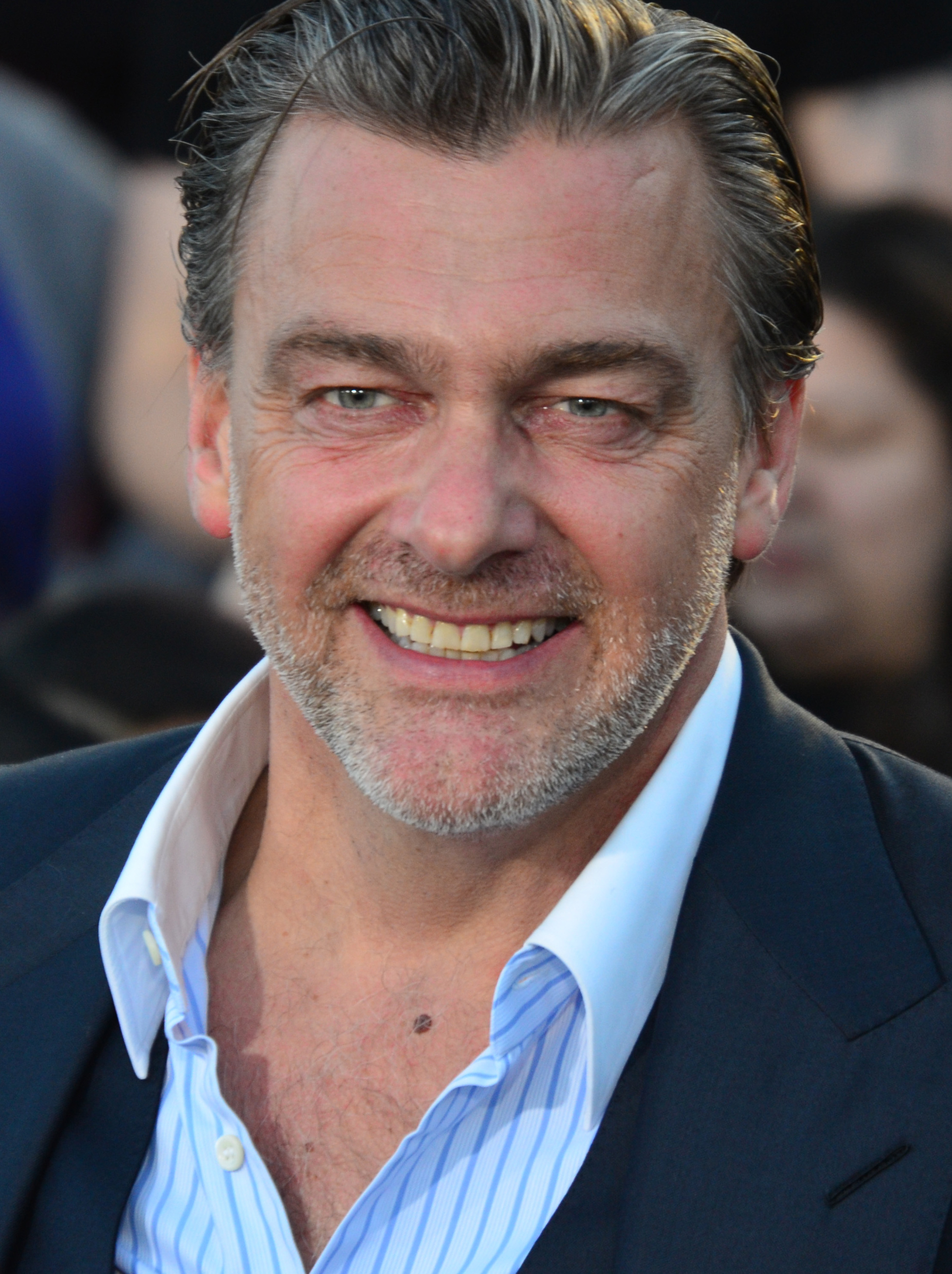
Рэй Стивенсон

- Адамкене, Альма (96) — первая леди Литвы (1998—2003, 2004—2009)[135].
- Арруфат, Антон (87) — кубинский драматург, поэт и писатель[136].
- Арчер, Маргарет (80) — британский социолог[137].
- Бейтмен, Чарльз Дональд (91) — канадский и американский инженер, изобретатель системы предупреждения о близости земли (GPWS)[138].
- Большова, Валентина Анатольевна (86) — советская легкоатлетка (спринтер и барьерист), чемпионка Европы (1958), участница летних Олимпийских Игр (1960)[139].
- Грей, Клейленд Бойден[англ.] (80) — американский политический деятель, советник Белого дома (1989—1993), постоянный представитель США в ЕС (2006—2007)[140].
- Дженнингс, Дэвид М.[англ.] (74) — американский политик, спикер Палаты представителей Миннесоты (1985—1987)[141].
- Крестьянинов, Евгений Владимирович (74) — российский политический деятель, член Совета Федерации (1994—1996)[142].
- Маклауд, Дональд[англ.] (82) — шотландский богослов[143].
- Ноэль, Клод[англ.] (74) — тринидадский боксёр, чемпион мира по боксу в лёгком весе по версии WBA (1981)[144].
- Сафин, Зуфер Ядкарович (55) — российский певец, заслуженный артист Татарстана[145].
- Сомарайю, Тхотакура[англ.] (68) — индийский композитор, автор киномузыки[146].
- Стивенсон, Рэй (58) — британский актёр[147].
- Чернов, Сергей Владимирович (50) — российский актёр театра и кино, заслуженный артист Российской Федерации (2014)[148].
- Эймс, Эд[англ.] (95) — американский певец (The Ames Brothers)[149].

## 20 мая

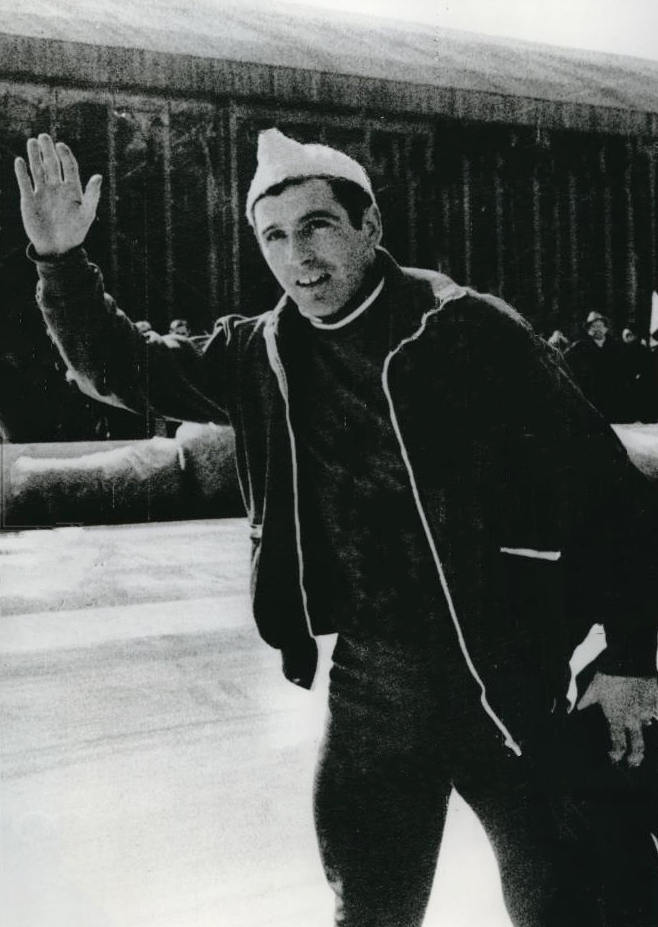
Ричард Макдермотт

- Булонь, Кристиан Аарон[фр.] (60) — французский фотограф и актёр[150].
- Вальтон, Луис[исп.] (73) — мексиканский политик, сенатор (2006—2012), муниципальный президент Акапулько (2012—2015)[151].
- Геташвили, Нина Викторовна (72) — советский и российский искусствовед, почётный член РАХ (2018)[152].
- Десенн, Пол[англ.] (63) — венесуэльский виолончелист и композитор[153].
- Зисафель, Зохар[ивр.] (74) — израильский предприниматель, один из основателей «RAD Group»[154].
- Китамура, Сэйго[яп.] (76) — японский политик, член Палаты представителей (с 2000)[155].
- Клемешов, Виктор — российский певец и музыкант-мультиинструменталист[156].
- Ланг, Дьёрди[венг.] (66) — венгерская актриса и певица[157].
- Макдермотт, Ричард Терренс (82) — американский конькобежец, олимпийский чемпион (1964)[158].
- Рануччи, Санте[итал.] (89) — итальянский шоссейный велогонщик, чемпион мира (1955)[159].
- Сойер, Том[англ.] (77) — американский политик, член Палаты представителей (1987—2003), мэр Акрона (1984—1986)[160].
- Стерникова, Мария Александровна (79) — советская и российская актриса[161].
- Тауфер, Вено (90) — словенский поэт, эссеист, драматург и переводчик[162].
- Эдвардс, Марв[англ.] (88) — канадский хоккеист («Питтсбург Пингвинз», «Торонто Мейпл Лифс»)[163].

## 19 мая

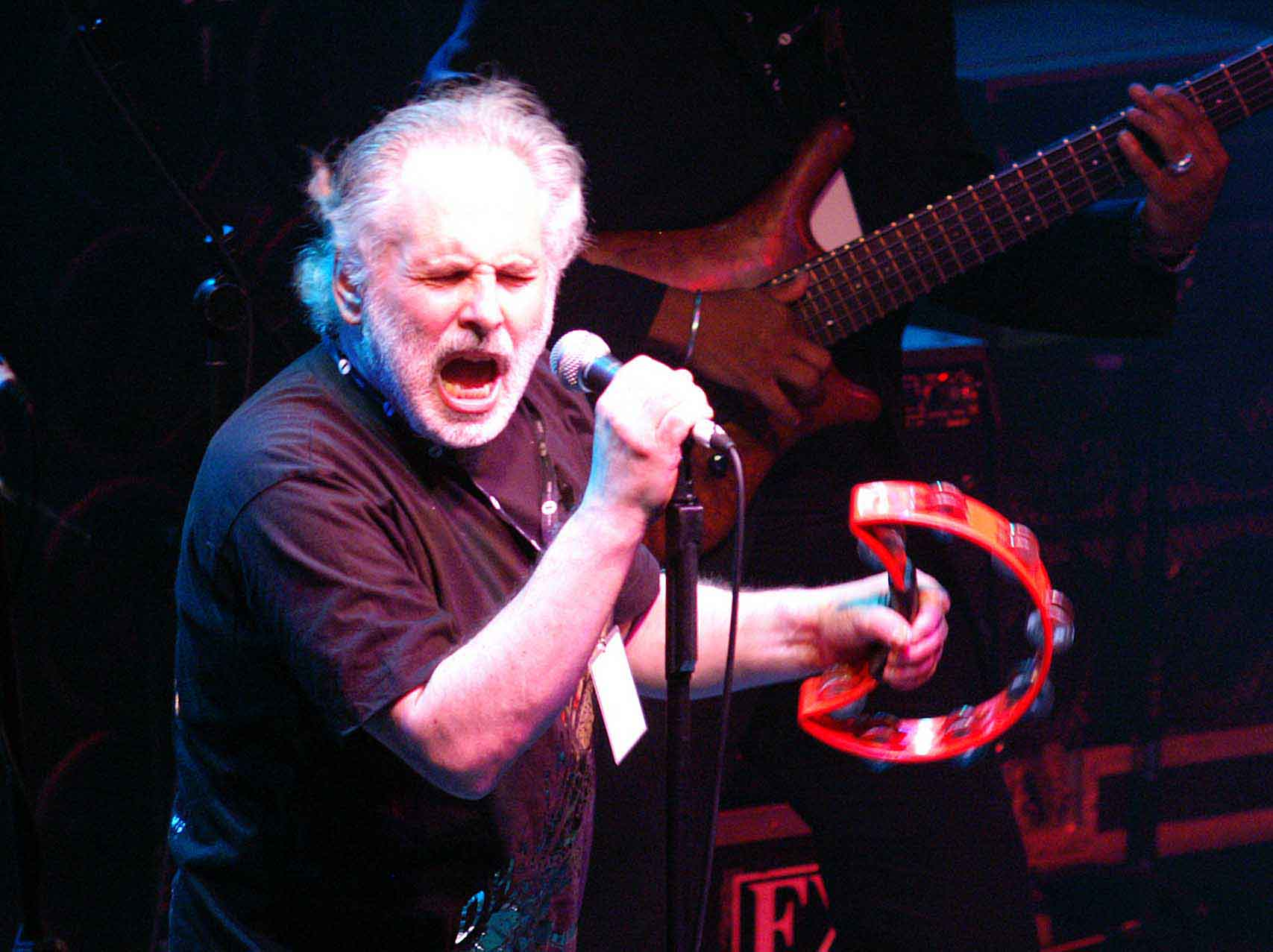
Питер Браун

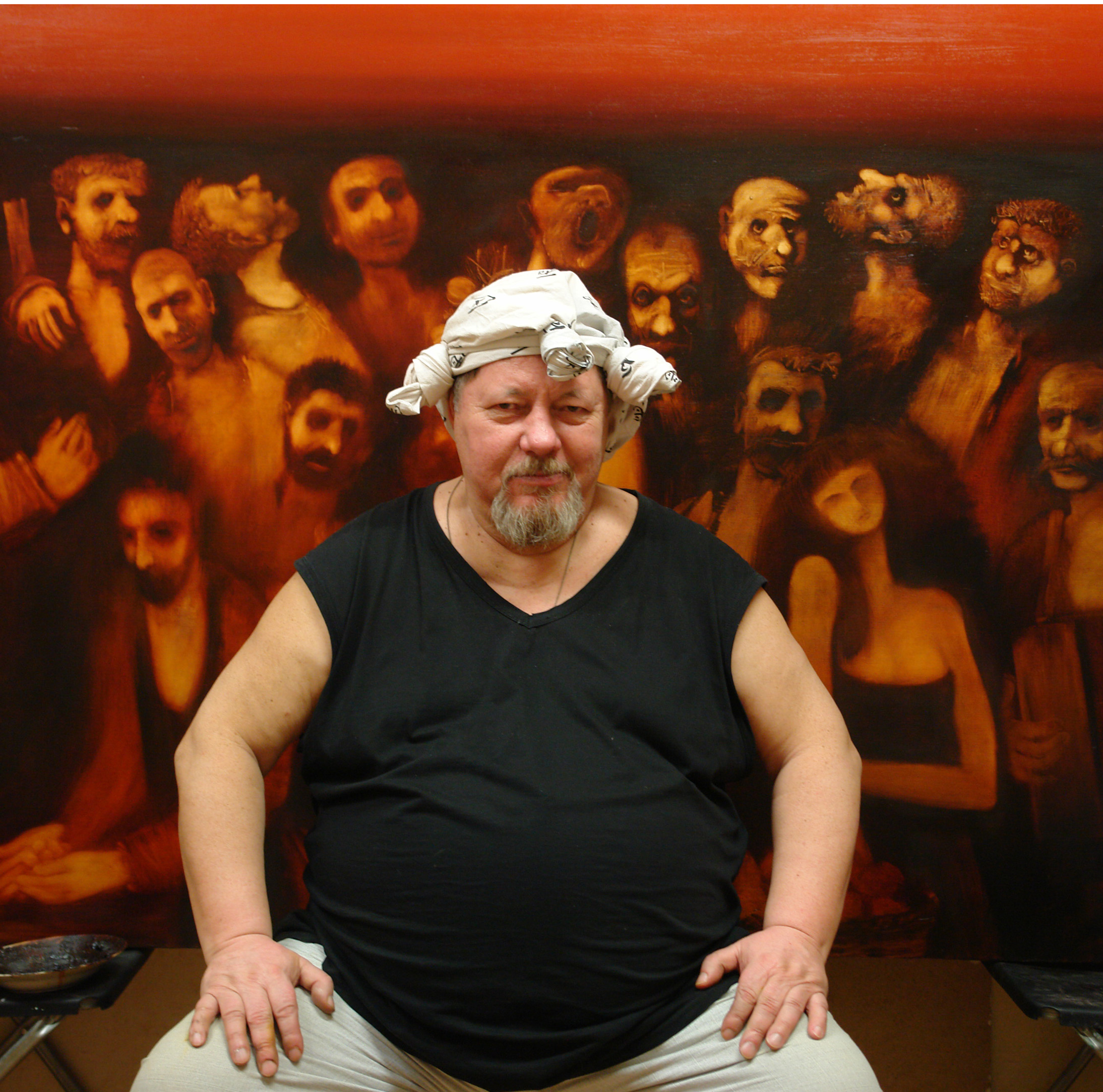
Сергей Воржев

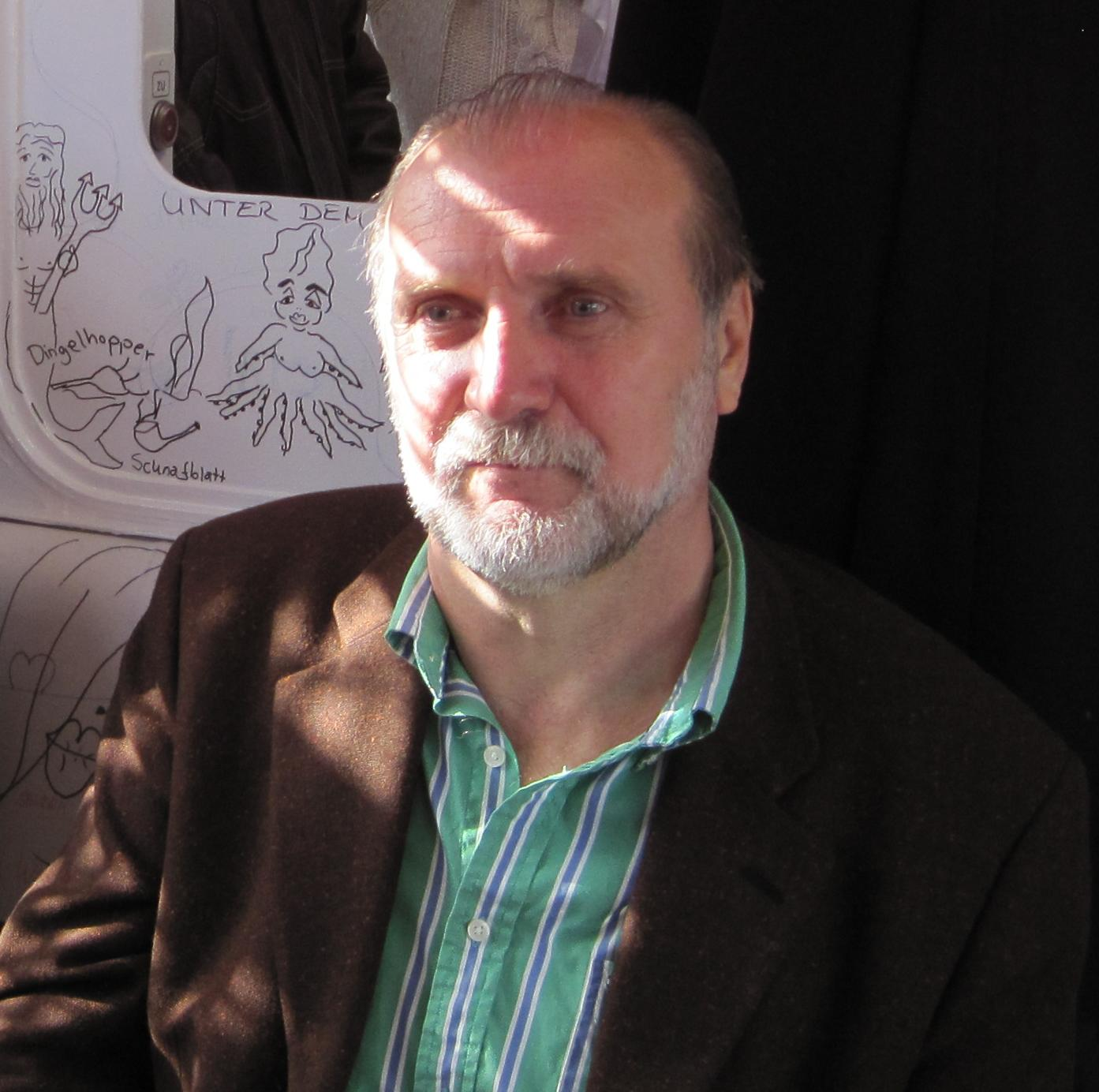
Джевад Карахасан

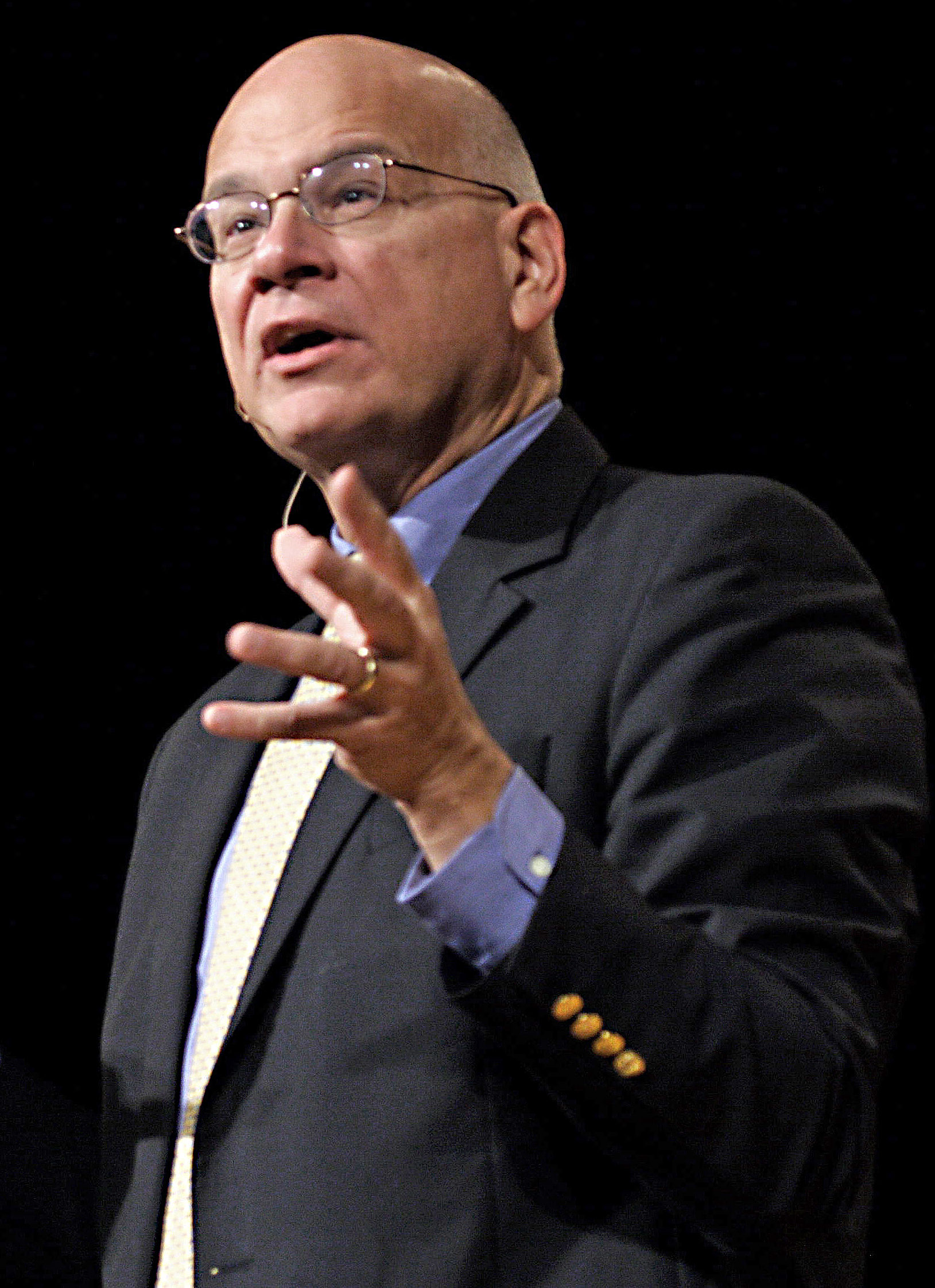
Тимоти Келлер

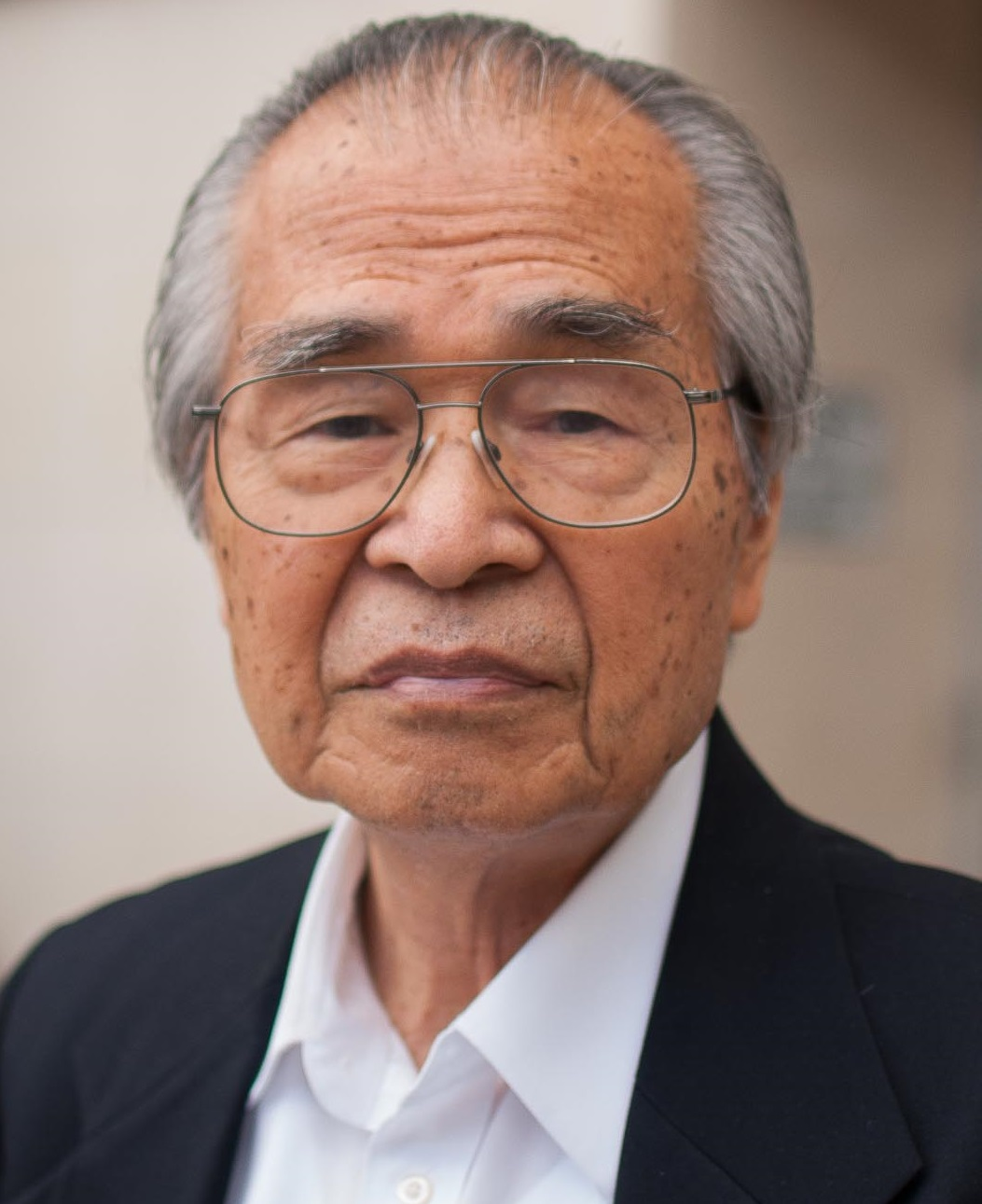
Масатоси Нэи

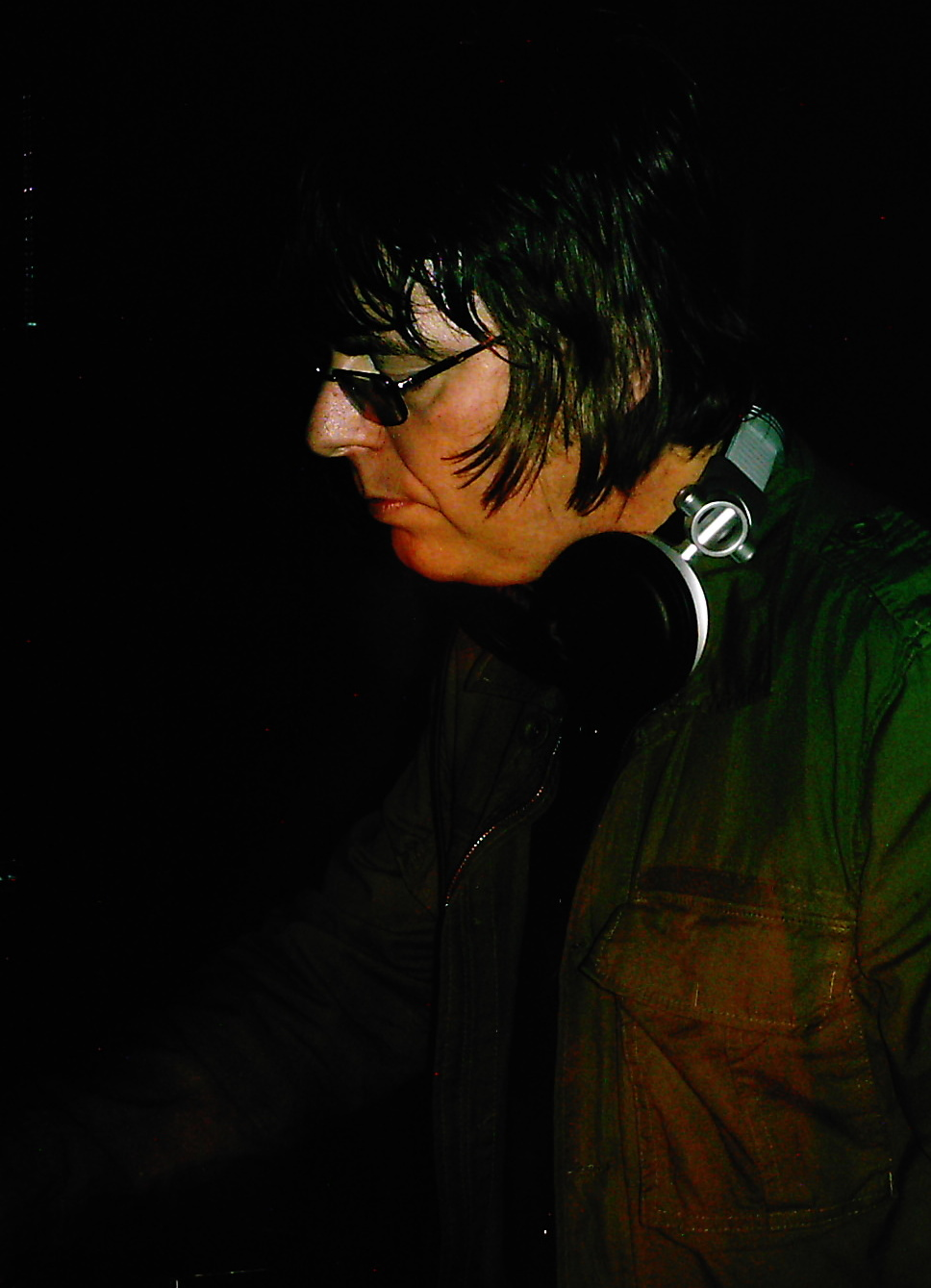
Энди Рурк

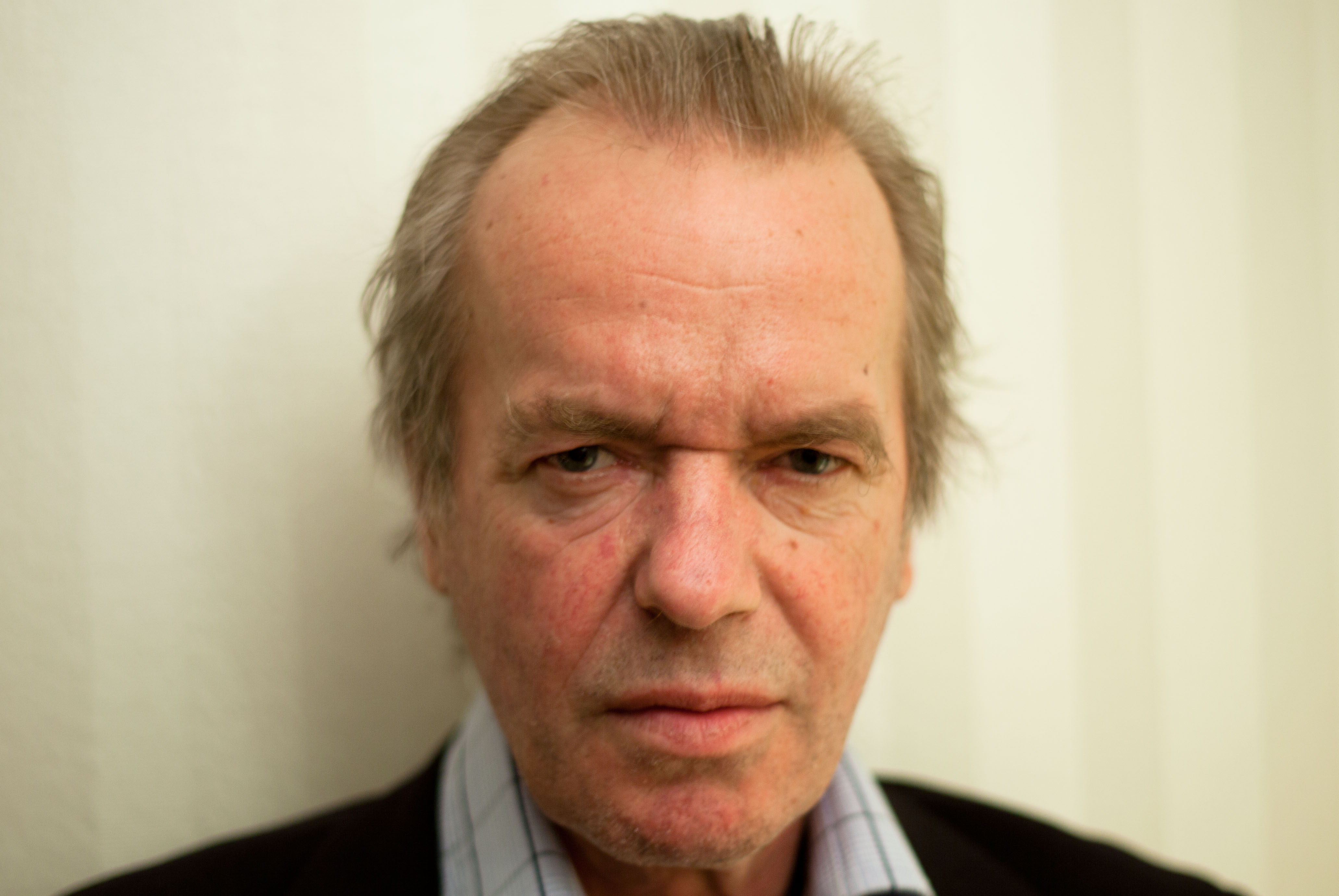
Мартин Эмис

- Айрленд, Кевин[англ.] (89) — новозеландский поэт[164].
- Берри, Мэрион[англ.] (80) — американский политик, член Палаты представителей (1997—2011)[165].
- Браун, Пит (82) — английский поэт-песенник и певец[166].
- Бут, Брайан[англ.] (89) — австралийский крикетер, участник летних Олимпийских игр 1956 года в составе национальной сборной по хоккею на траве[167].
- Василюк, Олег Николаевич (78) — советский и российский актёр, каскадёр и постановщик трюков[168].
- Воржев, Сергей Дмитриевич (73) — российский живописец, заслуженный художник Российской Федерации (1996)[169].
- Карахасан, Джевад (70) — боснийский писатель[170].
- Келлер, Тимоти (72) — американский пастор, теолог и христианский апологет, основатель Пресвитерианской Церкви Искупителя в Нью-Йорке[171].
- Краснов, Евгений Васильевич (89) — советский и российский геолог, доктор геолого-минералогических наук (1973), профессор, заслуженный деятель науки Российской Федерации[172].
- Лукошков, Евгений Владиславович (65) — советский и российский актёр и театральный режиссёр, заслуженный артист Российской Федерации (2002)[173].
- Нэи, Масатоси (92) — американский биолог, профессор университета штата Пенсильвания, член Национальной академии наук США (1997)[174].
- Рурк, Энди (59) — британский музыкант, басист рок-группы The Smiths (1982—1986)[175].
- Спенсер, Дерек[англ.] (87) — британский политик, Генеральный солиситор Англии и Уэльса (1992—1997), Член Парламента (1983—1987, 1992—1997)[176].
- Эмис, Мартин (73) — английский прозаик и критик[177].

## 18 мая

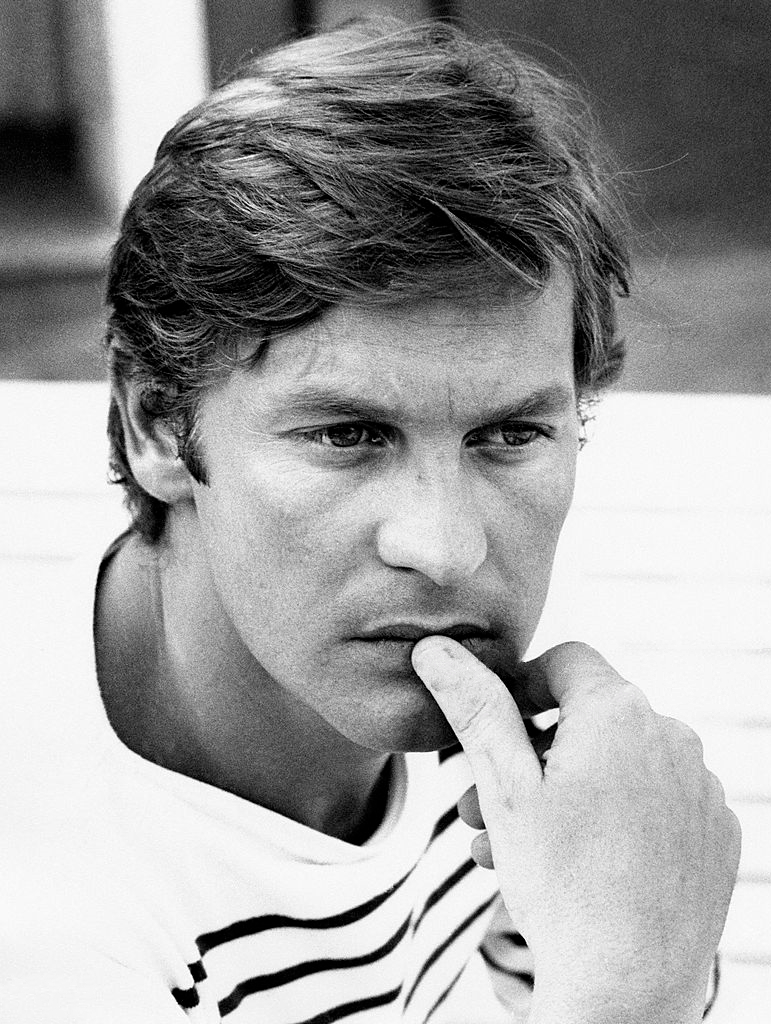
Хельмут Бергер

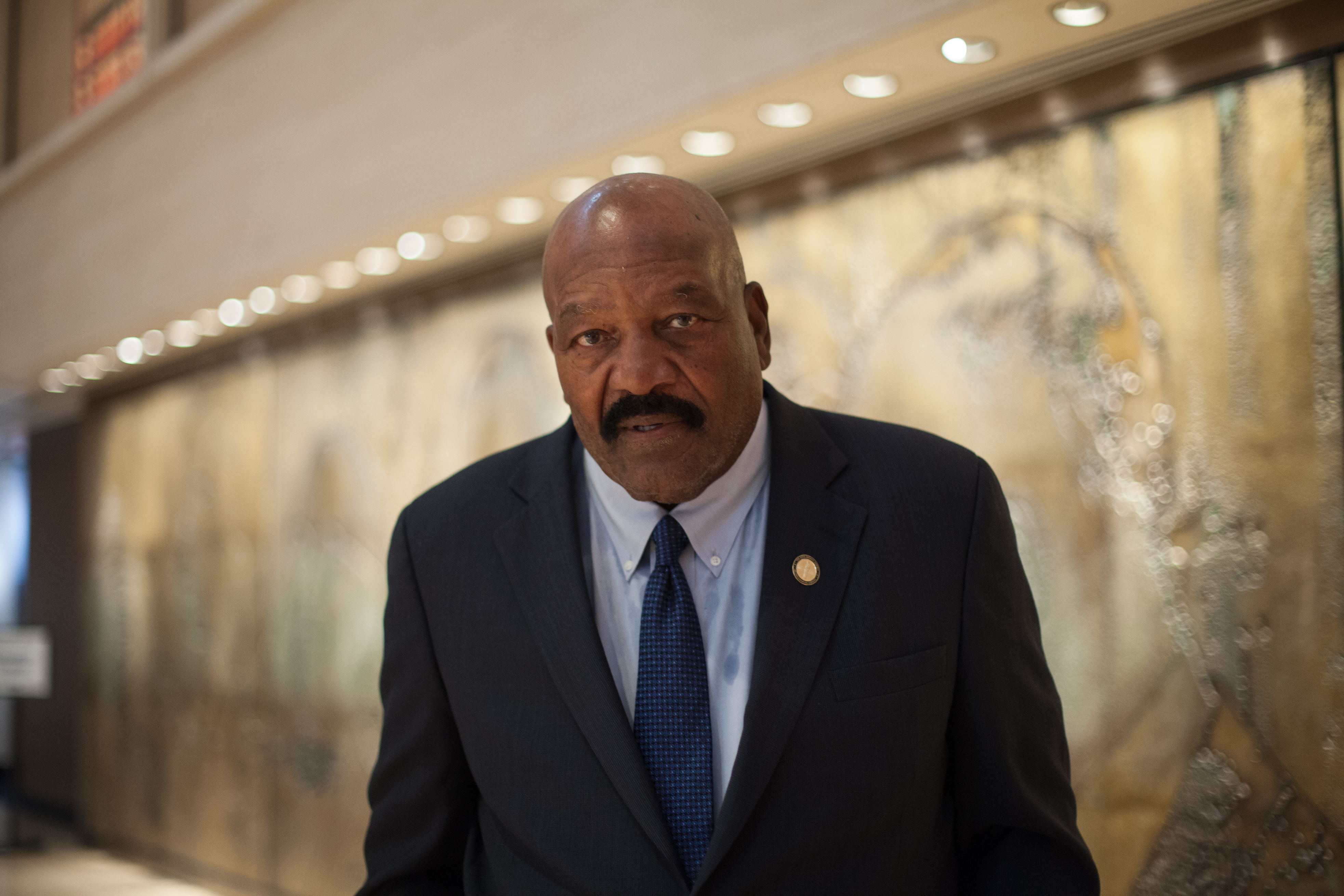
Джим Браун

- Бергер, Хельмут (78) — австрийский актёр[178].
- Браун, Джим (87) — игрок в американский футбол, лякросс и баскетбол, актёр[179].
- Брегман, Альберт[англ.] (86) — канадский психолог, «отец анализа слуховой сцены[англ.]», член Королевского общества Канады (1995)[180].
- Бучан, Борис[хорв.] (76) — хорватский художник и графический дизайнер, академик HAZU (2006)[181].
- Горохов, Николай Данилович (?) — советский передовик производства, депутат Верховного Совета СССР (1979—1984)[182].
- Ерлинг, Харальд (68) — немецкий гребец, двукратный чемпион Олимпийских игр (1976, 1980), дважды чемпион мира (1978, 1981)[183].
- Зелл, Сэм[англ.] (81) — американский миллиардер[184].
- Казале, Джузеппе[итал.] (99) — итальянский католический прелат, епископ Валло-делла-Лукания[англ.] (1974—1988), архиепископ Фоджи-Бовино (1988—1999)[185].
- Кларк, Марлен[англ.] (73) — американская актриса и модель[186].
- Куанышалин, Жасарал Минажадинович (74) — казахстанский политический деятель, депутат Верховного Совета (1994—1995)[187].
- Лал Катария, Раттан[англ.] (71) — индийский политический деятель, депутат Лок Сабхи (с 2014), министр социальной политики и окружающей среды[188].
- Мао Цзянсэнь[кит.] (89) — китайский вирусолог, член Китайской академии наук (1991)[189].
- Мелджес, Бадди[англ.] (93) — американский яхтсмен, чемпион летних Олимпийских игр в Мюнхене (1972), бронзовый призёр летних Олимпийских игр в Токио (1964)[190].
- Мурад, Хусанаддин[англ.] (65) — индонезийский политик, член Совет народных представителей (Индонезия) (1999—2007)[191].
- Уразаев, Рустам Ренатович (65) — советский, узбекский и российский актёр и режиссёр[192].
- Хаушильд, Вольф-Дитер[англ.] (85) — немецкий дирижёр и композитор, лауреат Национальной премии ГДР (1984)[193].

## 17 мая

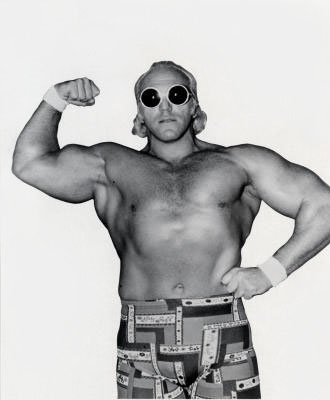
Билли Грэм

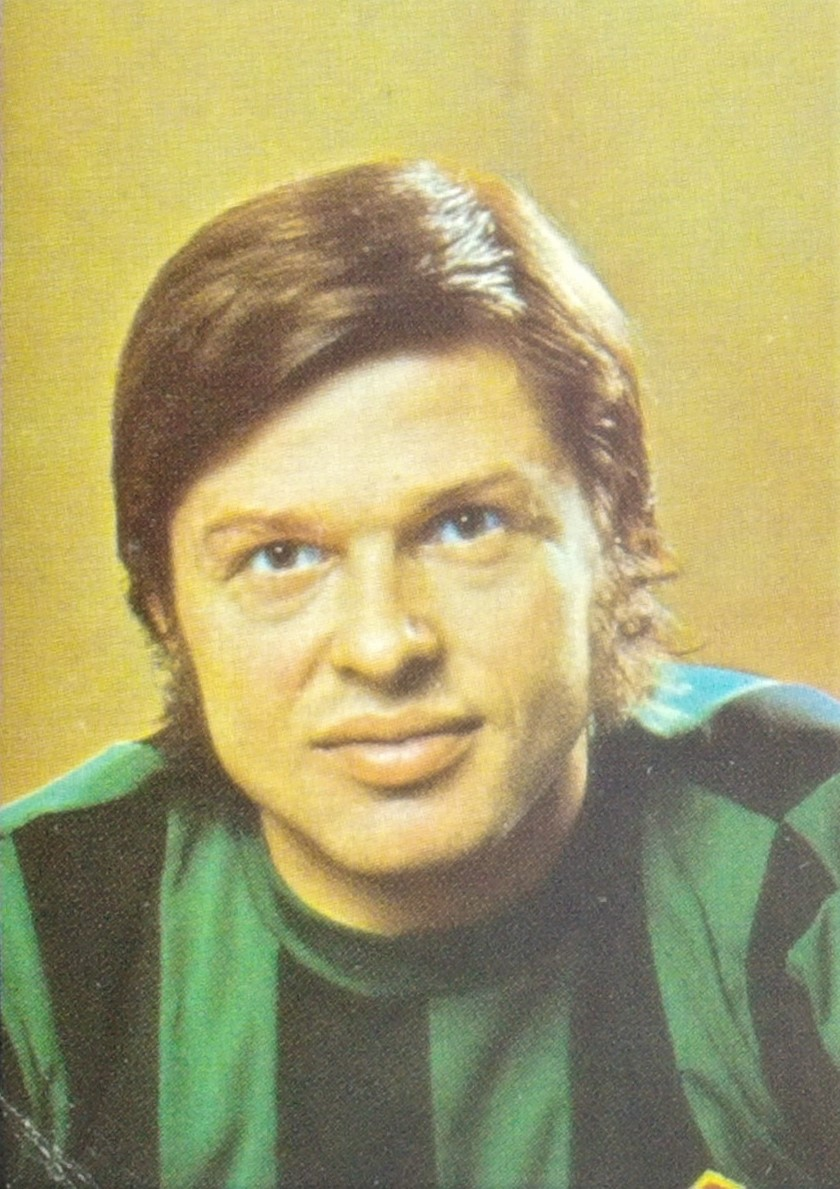
Ян Ульссон

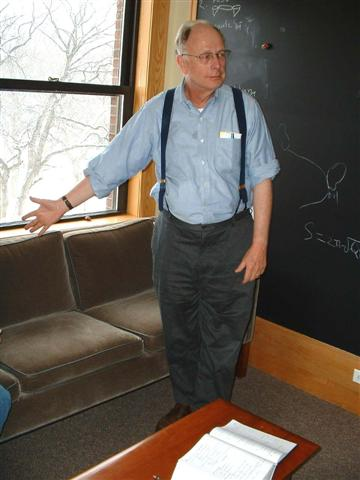
Джеймс Хартл

- Билли Грэм (79) — американский рестлер[194].
- Гипсон, Грэм[англ.] (90) — австралийский спринтер, серебряный призёр летних Олимпийских игр (1956)[195].
- Данилов, Альберт Петрович (88) — советский хоккеист, советский и российский хоккейный тренер, заслуженный тренер РСФСР (1977)[196].
- Дубский, Иван (96) — чешский философ[197].
- Кедар, Двора (98) — израильская актриса[198].
- Лазовский, Мирослав (49) — белорусский военный деятель, основатель организации «Белый легион»; убит[199].
- Латышева, Валентина Яковлевна (87) — белорусский невролог[200].
- Мадлен, Жан[фр.] (99) — французский политик, сенатор (1980—1998)[201].
- Майстренко, Валерий Николаевич (75) — советский и российский химик, член-корреспондент АН Башкортостана (2006)[202].
- Остин, Рэй[англ.] (90) — британский режиссёр, сценарист, актёр и каскадёр[203].
- Педраса Ортега, Телесфоро[исп.] (77) — колумбийский политик и дипломат, член Палаты представителей (2002—2006, 2009—2018), посол в Нидерландах[204].
- Райхель, Алисия Дюссан де[исп.] (102) — колумбийский антрополог[205].
- Саузерн, Эдди[англ.] (85) — американский спринтер, серебряный призёр Олимпийских игр в беге на 400 м с барьерами (1956)[206].
- Синявский, Виктор Васильевич (88) — советский и российский учёный в области космических ядерных энергетических установок[207].
- Сирин, Андрей Артурович (67) — российский учёный в области лесоведения, член-корреспондент РАН (2022)[208].
- Соловьёв, Константин Николаевич (90) — советский и белорусский физик, член-корреспондент НАН Беларуси (1994)[209].
- Стенхольм, Чарльз[англ.] (84) — американский бизнесмен и политик, член Палаты представителей (1979—2005)[210].
- Ульссон, Ян (79) — шведский футболист[211].
- Уорд, Элджи[англ.] (63) — британский бас-гитарист, композитор и певец, участник групп The Saints, The Damned, основатель группы Tank[212].
- Хартл, Джеймс (83) — американский физик, Член Национальной АН США (1991)[213].
- Хиндуджа, Шричанд[англ.] (87) — британский и индийский миллиардер[214].

## 16 мая

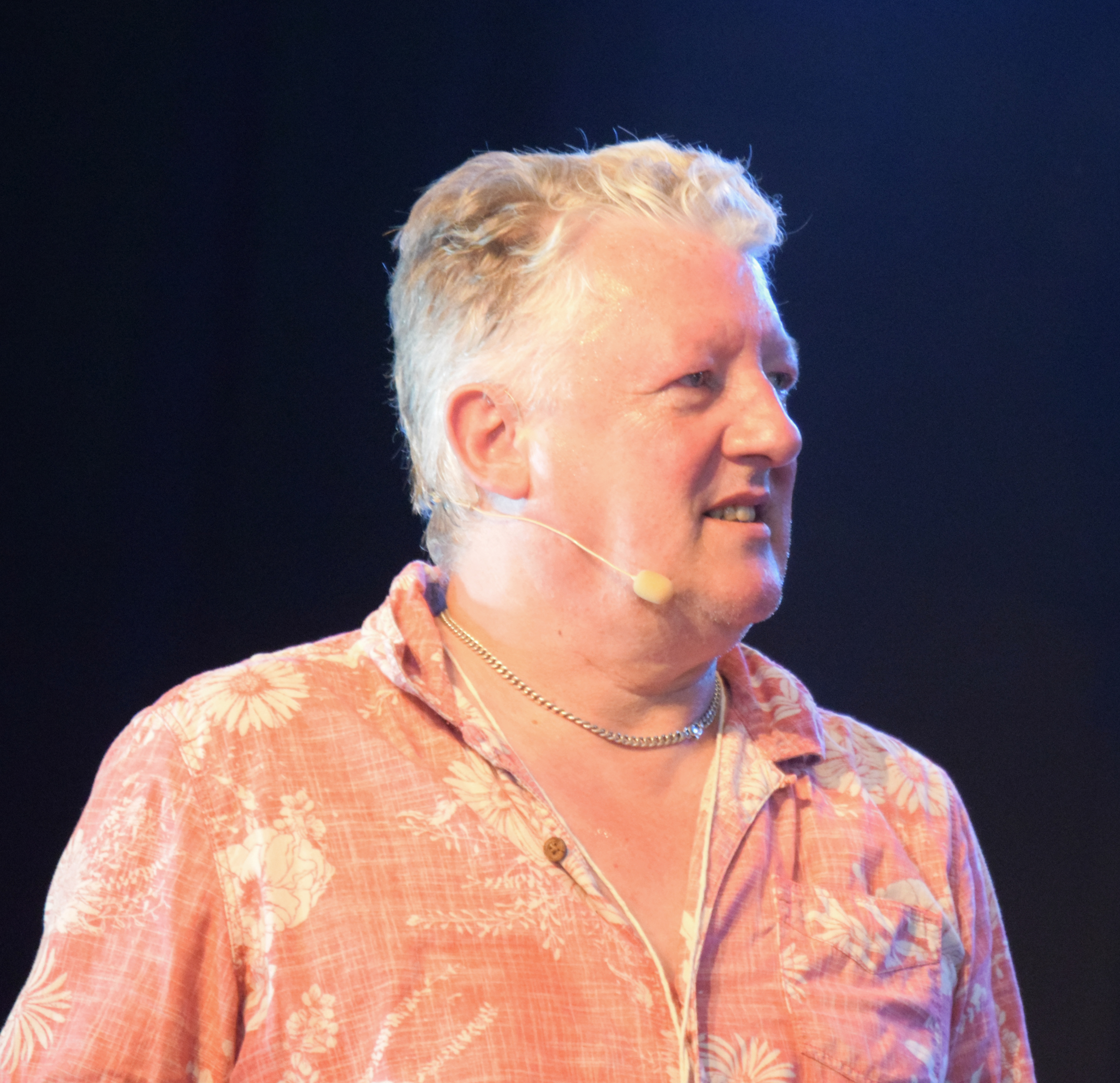
Энди Смарт

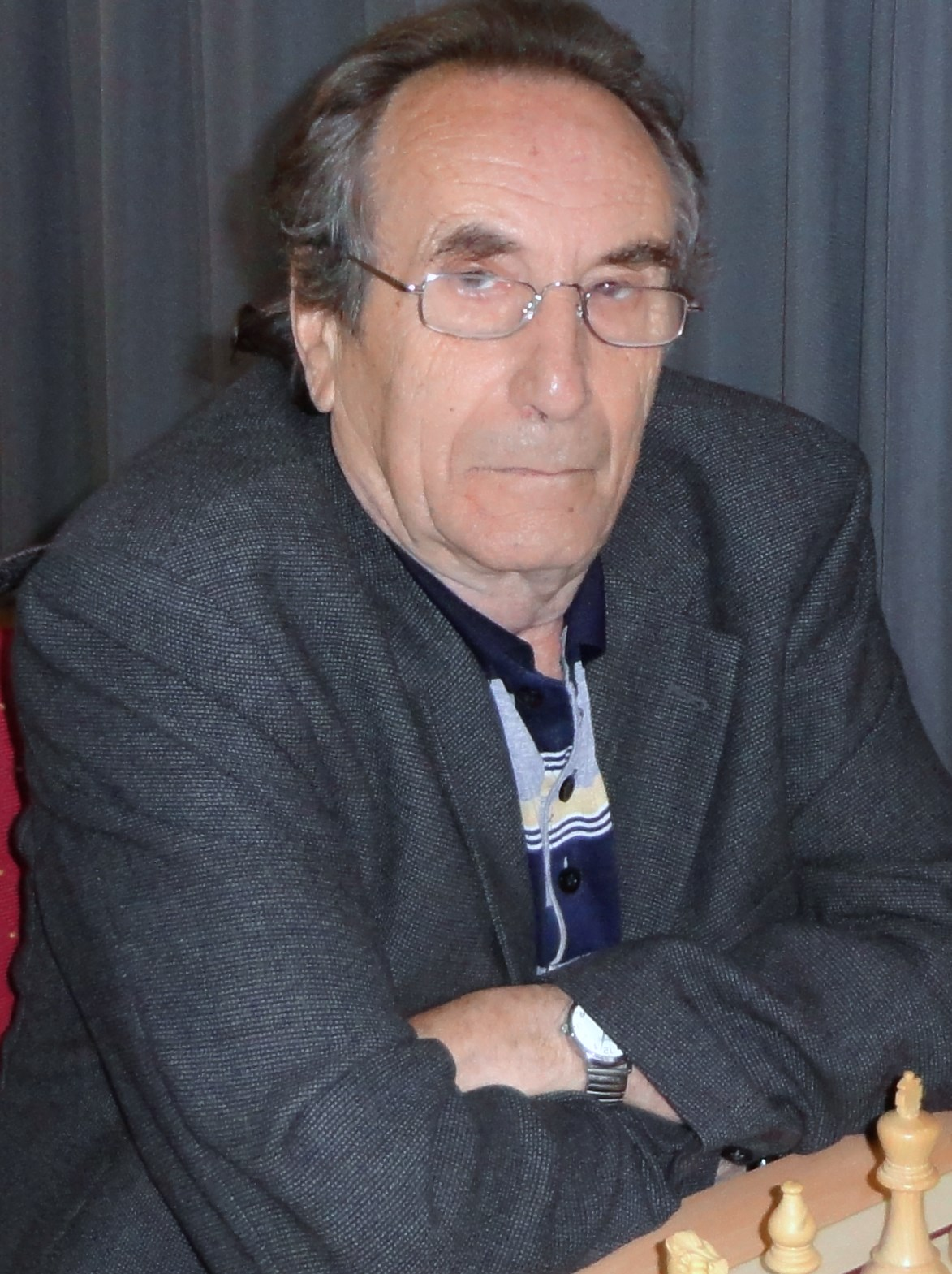
Борис Хануков

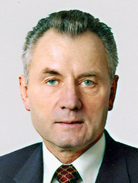
Николай Шаклеин

- Бастьен, Фредерик[англ.] (53) — канадский историк и журналист[215].
- Дутковский, Лев Тарасович[укр.] (80) — советский и украинский музыкант и композитор, основатель и руководитель ВИА «Смеричка», народный артист Украины (1997)[216].
- Китцингер, Уве[англ.] (95) — британский экономист[217].
- Лэндис, Ричард[англ.] (77) — американский музыкант, певец и автор песен, музыкальный продюсер, лауреат Country Music Association Awards за лучший альбом (1994)[218].
- Ноулз, Дороти[англ.] (96) — канадская художница, член Королевской канадской академии искусств[219].
- Рёнтвед, Пер (74) — датский футболист, игрок национальной сборной[220].
- Роза, Нелсиньо (85) — бразильский футболист и футбольный тренер[221].
- Сандберг, Ингер[швед.] (92) — шведская детская писательница[222].
- Смарт, Энди (63) — британский комик, актёр и писатель[223].
- Стерлинг, Лестер[англ.] (87) — ямайский трубач и саксофонист[224].
- Хануков, Борис Григорьевич (84) — советский, украинский и немецкий шахматист[225].
- Хёгберг, Ульф[швед.] (77) — шведский бегун на средние дистанции, участник летних Олимпийских игр в беге на 1500 метров (1972, 1976)[226].
- Шаклеин, Николай Иванович (79) — российский государственный деятель, губернатор Кировской области (2004—2009), член Совета Федерации (2009—2011), депутат Государственной думы (1997—2003)[227].
- Шульга, Михаил Андреевич (93) — советский партийный деятель, первый секретарь Ставропольского горкома КПСС (1978—1985)[228].

## 15 мая

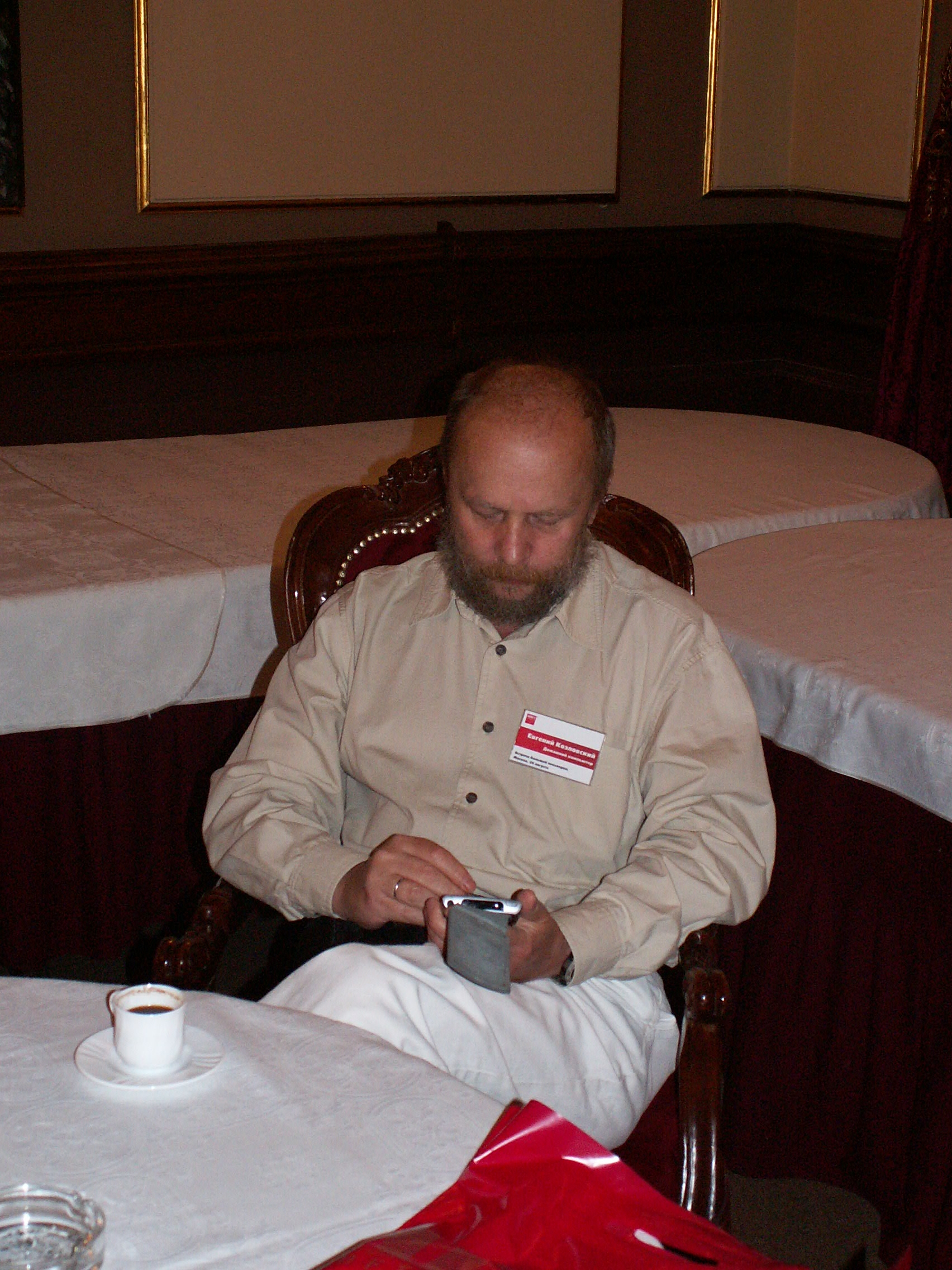
Евгений Козловский

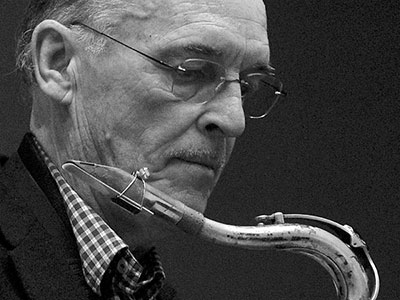
Бернт Русенгрен

- Абдрахманова, Нина Лукична (84)  — советский передовик производства, стерженщица ЧТЗ, Герой Социалистического Труда (1983)[229].
- Гайтон, Билли[англ.] (33) — новозеландский игрок в регби[230].
- Гилянчук, Юрий Владимирович (38) — украинский военнослужащий, солдат, участник российско-украинской войны, Герой Украины (2024, посмертно); погиб в бою.
- Качмарек, Збигнев[пол.] (76) — польский тяжелоатлет, бронзовый призёр Олимпийских игр (1972), чемпион мира (1970, 1971)[231].
- Козловский, Евгений Антонович (76) — российский писатель, драматург, журналист, режиссёр театра и телевидения[232].
- Лукас, Роберт (85) — американский экономист, лауреат Нобелевской премии по экономике (1995)[233].
- Мис, Мария[нем.] (92) — немецкий социолог[234].
- Норткотт, Рон (87) — канадский кёрлингист, трёхкратный чемпион мира и Канады, член национального и международного Залов славы[235].
- Позаич, Валентин[хорв.] (77) — хорватский религиозный деятель, вспомогательный епископ Загреба[236].
- Русенгрен, Бернт (85) — шведский джазовый музыкант, саксофонист[237].
- Свободова, Йитка[чеш.] (81) — чешская художница[238].
- Удэ, Анимчукву[англ.] (81) — нигерийский политик, сенатор (2007—2011)[239].
- Фарук[англ.] (74) — бангладешский актёр и политик, депутат парламента (с 2018)[240].
- Халилов, Шавкат Мухамаджонович (66) — таджикский актёр и режиссёр, народный артист Таджикистана (2020)[241].
- Хашми, Шоаиб[англ.] (84) — пакистанский драматург[242].
- Эван, Эссамбо[англ.] (70) — камерунский дзюдоист, участник летних Олимпийских игр (1980, 1984)[243].

## 14 мая

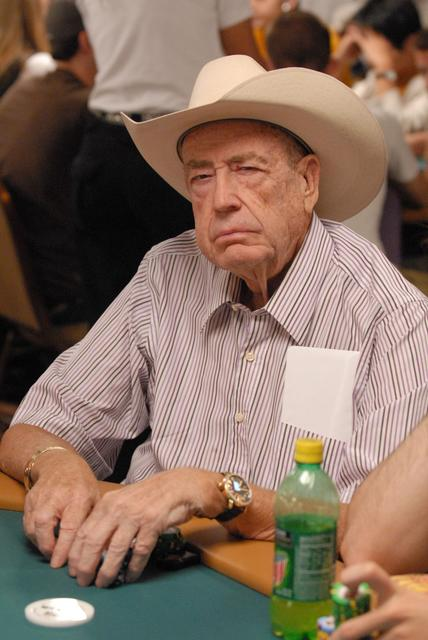
Дойл Брансон

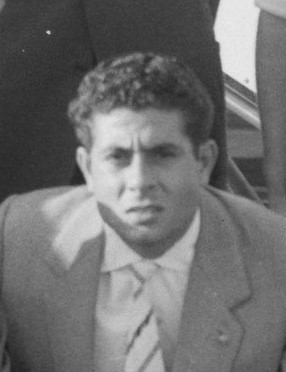
Ферран Оливелья

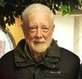
Уолтер Уонхэм

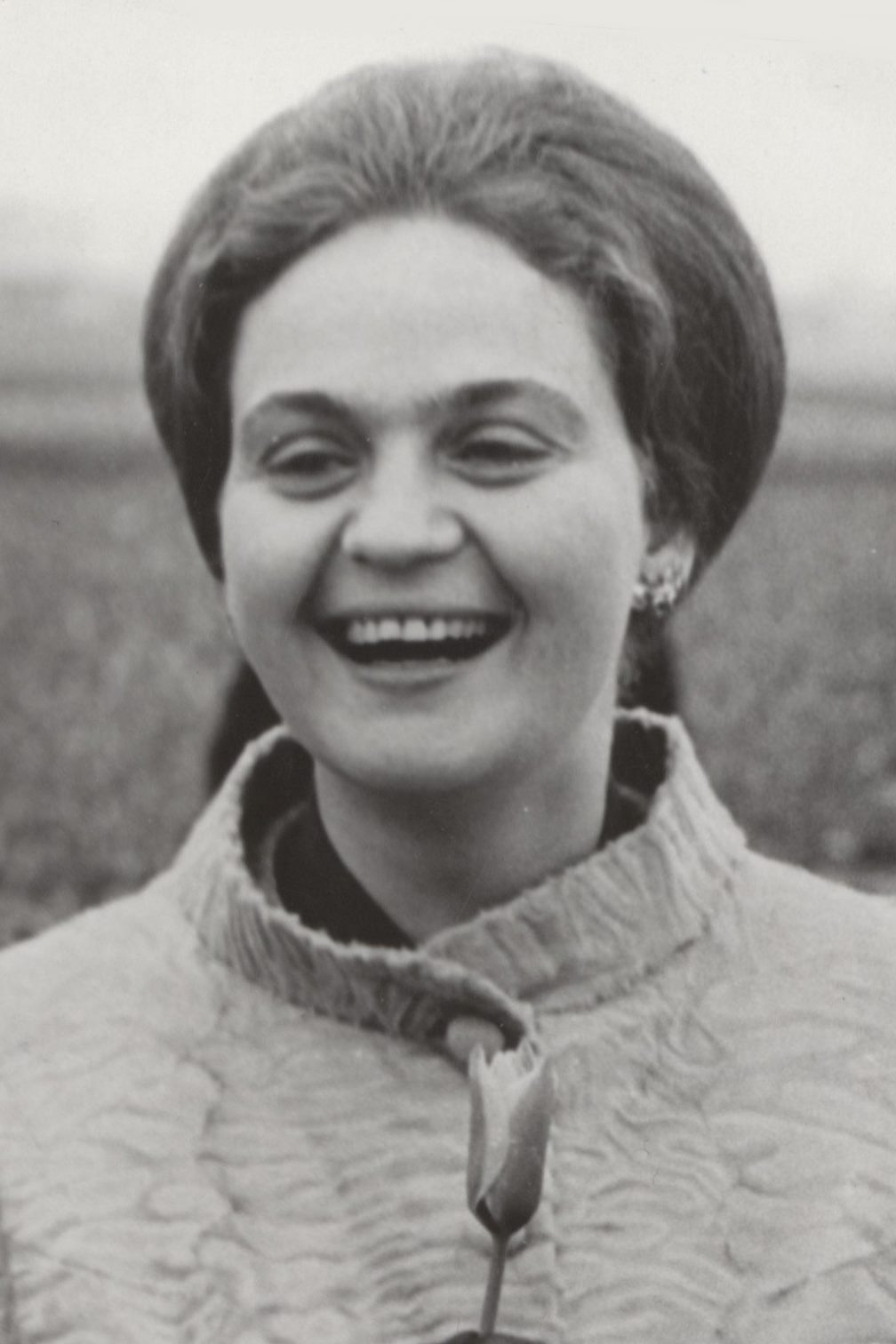
Ингрид Хеблер

- Авидзба, Людмила Борисовна (76) — абхазская политическая деятельница и врач, министр здравоохранения (1999—2005)[244].
- Афолаби, Мерфи[йоруба] (49) — нигерийский актёр[245].
- Ач, Йожеф[венг.] (92) — венгерский скульптор и медальер[246].
- Брансон, Дойл (89) — американский профессиональный игрок в покер, член Зала славы покера с 1988 года[247].
- Вайнштейн, Саманта (28) — канадская актриса[248].
- Гиблин, Джон[англ.] (71) — британский гитарист[249].
- Джаллоу, Омар Амаду (76) — гамбийский политик, министр сельского хозяйства (2017—2018)[250].
- Корнилий (Родусакис) (87) — епископ Иерусалимской православной церкви, старец-митрополит Петрский[251].
- Мазетла, Билли[англ.] (68) — южноафриканский политик, глава Национального разведывательного управления (2005—2006)[252].
- Оливелья, Ферран (86) — испанский футболист, чемпион Европы (1964)[253].
- Разума, Регина (71) — советская и латвийская актриса[254].
- Рефуа, Джон[англ.] (58) — американский монтажёр, лауреат премии Ассоциации кинокритиков за лучший монтаж (2009)[255].
- Уонхэм, Уолтер Маррей (88) — канадский теоретик и инженер систем управления машиностроения[256].
- Уоррен, Марко[англ.] (29) — бермудский футболист, игрок национальной сборной; ДТП[257].
- Хеблер, Ингрид (93) — австрийская пианистка и педагог[258].
- Хессе, Карл[англ.] (86) — немецкий католический прелат, епископ Кавиенги (1980—1990), архиепископ Рабаула (1990—2011)[259].
- Ходжиева, Ойдин (81) — советская и узбекская поэтесса, народная поэтесса Узбекистана[260].
- Шевелёв, Иосиф Шефтелевич (99) — советский и российский архитектор-реставратор, заслуженный архитектор Российской Федерации[261].

## 13 мая

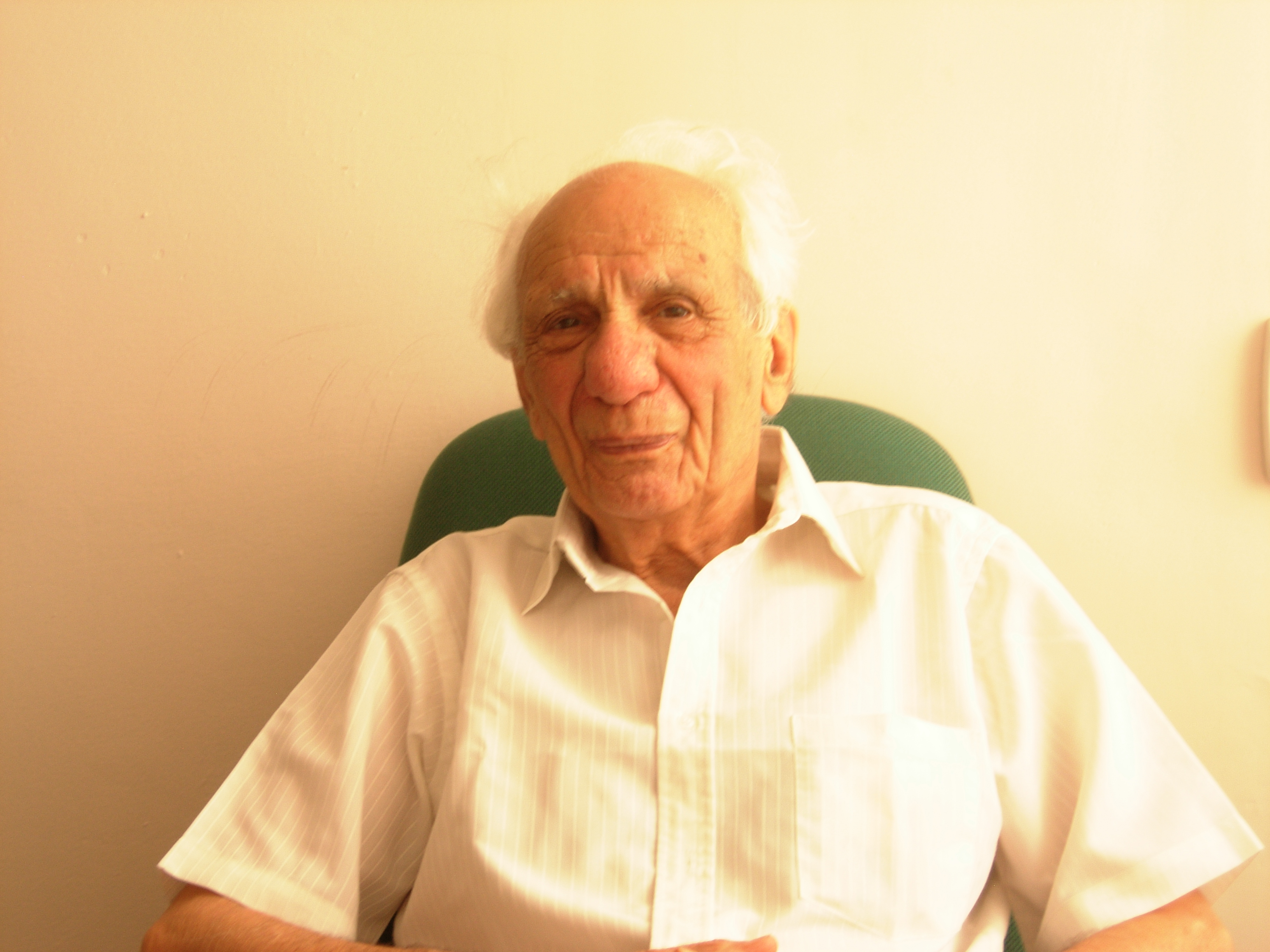
Борис Кузник

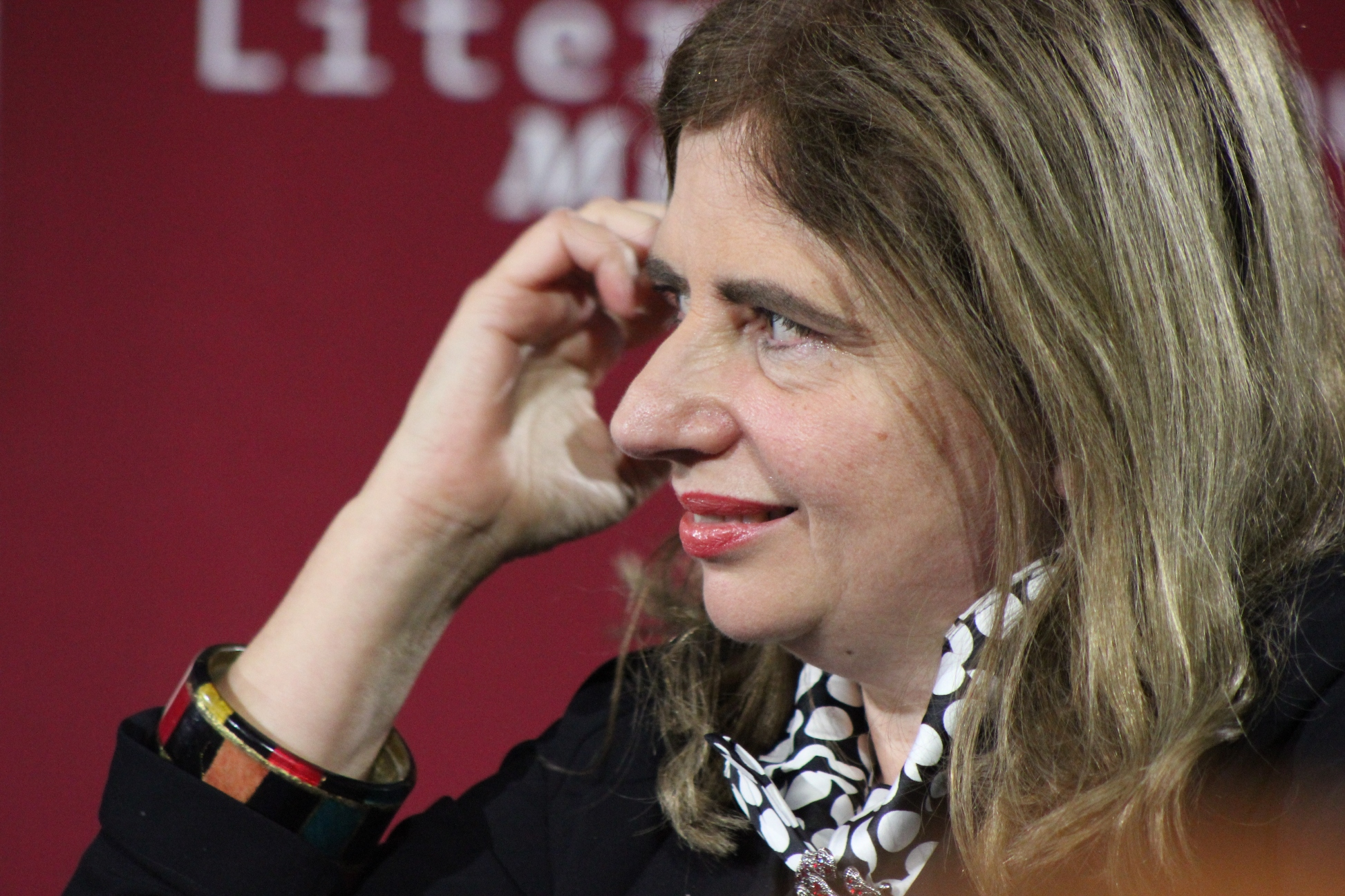
Сибилла Левичарофф

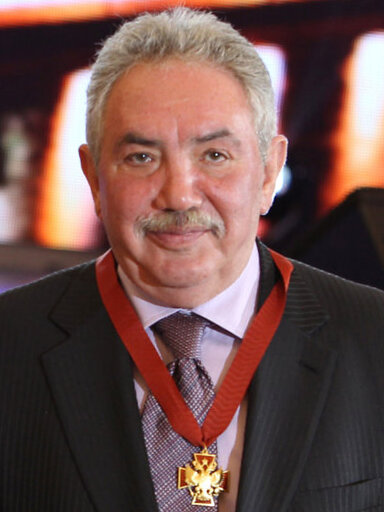
Эдуард Сагалаев

- Бадняревич, Предраг (60) — сербский баскетбольный тренер[262].
- Белаиз, Тайеб[араб.] (74) — алжирский юрист и политик, министр юстиции (2004—2012), министр внутренних дел (2013—2015)[263].
- Биццарини, Джотто (96) — итальянский автомобильный дизайнер и инженер[264].
- Брук, Питер[англ.] (89) — британский политик, председатель Консервативной партии (1987—1989), министр по делам Северной Ирландии (1989—1992) и по вопросам национального достояния (1992—1994), член Палаты общин (1977—2001) и Палаты лордов (2001—2015)[265].
- Василий (Циопанас) (84) — архиерей Константинопольской православной церкви, епископ Аристийский (1976—2023), викарий Германской митрополии[266].
- Веймер, Арно[эст.] (50) — эстонский рок-музыкант[267].
- Грабарчик, Винценты[пол.] (91) — польский актёр[268].
- Гулликсен, Йохан[фин.] (86) — финский яхтсмен, участник летних Олимпийских игр (1964), призёр чемпионатов мира[269],
- Ильясов, Сиражутдин Магомедович (79) — советский и российский государственный, общественный и политический деятель, председатель Махачкалинского горисполкома (1986—1990)[270].
- Кузник, Борис Ильич (95) — советский и российский врач, учёный-физиолог, доктор медицинских наук[271].
- Левичарофф, Сибилла (69) — немецкая писательница[272].
- Лисяный, Николай Иванович (77) — украинский нейроиммунолог, член-корреспондент НАМН Украины (2011)[273].
- Нарейко, Татьяна Фёдоровна (64) — тренер сборной Белоруссии по лёгкой атлетике[274].
- Олсон, Уэлдон[англ.] (90) — американский хоккеист, чемпион (1960) и серебряный призёр (1956) Олимпийских игр[275].
- Сагалаев, Эдуард Михайлович (76) — российский журналист, президент Национальной ассоциации телерадиовещателей (с 1995)[276].
- Танака-Икэда, Кэйко[яп.] (89) — японская гимнастка, чемпионка мира, участница Олимпийских Игр (1956, 1960, 1964)[277].
- Трампф, Юрген[нем.] (91) — немецкий дипломат и политик, генеральный секретарь Совета Европейского союза (1994—1999), Верховный представитель Союза по иностранным делам и политике безопасности (1999)[278].
- Кавун, Александр Васильевич (34) — украинский военнослужащий, младший сержант, участник российско-украинской войны, Герой Украины (2024, посмертно); погиб в бою.

## 12 мая

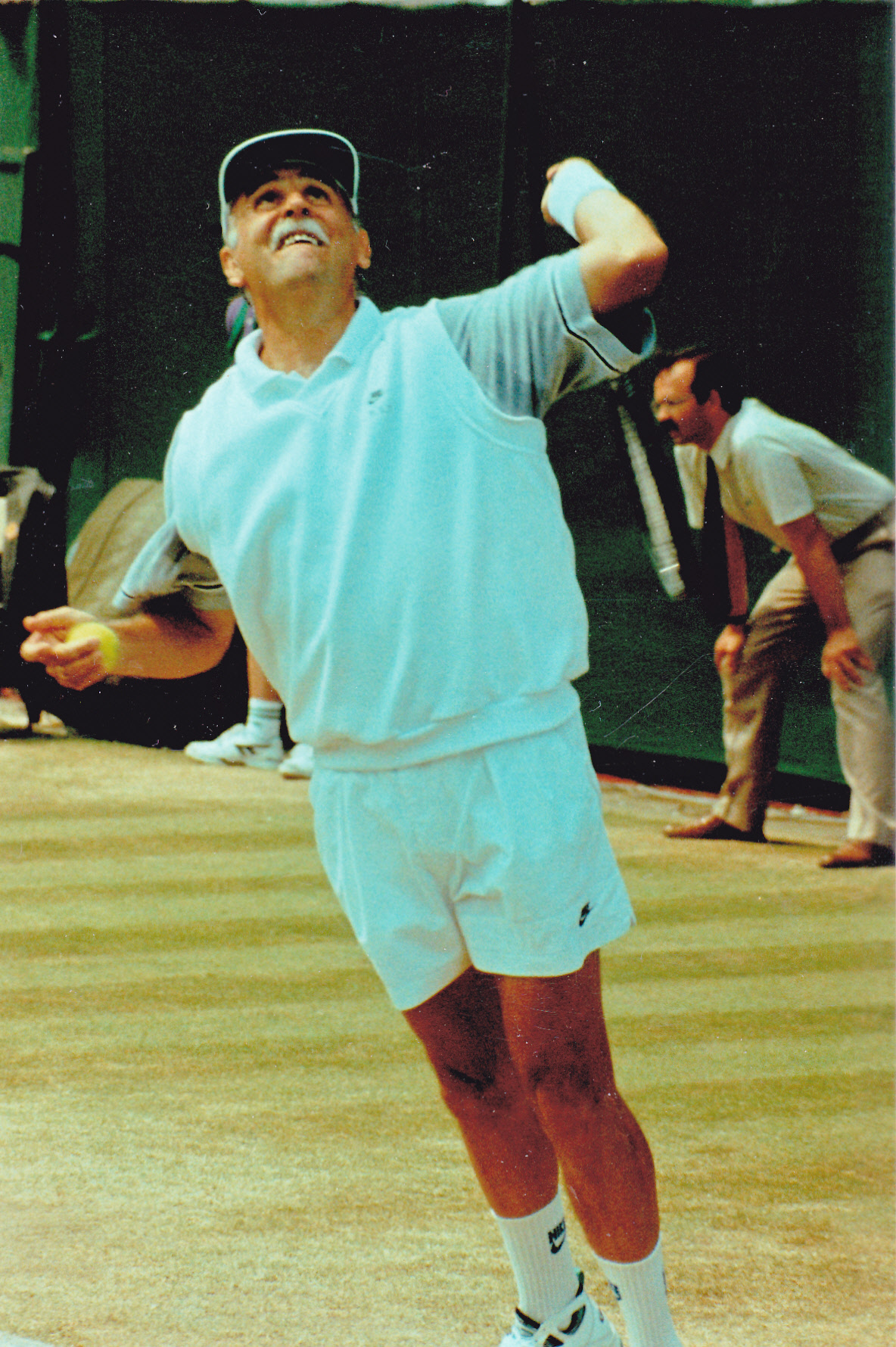
Оуэн Дэвидсон

- Буонокоре, Альфонсо[англ.] (90) — итальянский спортсмен, участник Олимпийских игр (1952 — в плавании, 1956 — в водном поло)[279].
- Волынский, Эдуард Иосифович (85) — советский и российский музыковед, немецкий пианист и композитор[280].
- Гудрамович, Вадим Сергеевич (86) — советский и украинский учёный, член-корреспондент НАН Украины (1995)[281].
- Дэвидсон, Оуэн (79) — австралийский теннисист и теннисный тренер[282].
- Климчук, Александр Борисович (66) — советский и украинский гидрогеолог, член-корреспондент НАН Украины (2018)[283].
- Котляр, Марк Ефимович (48) — российский поэт, музыкант и певец[284].
- Мембе, Бернард[англ.] (69) — танзанийский политик, министр иностранных дел (2007—2015)[285].
- Монкман, Фрэнсис (73) — британский рок-музыкант, основатель рок-группы Curved Air[286].
- Поллок, Дэвид[англ.] (81) — британский гуманист, президент Европейской федерации гуманистов[англ.] (2006—2012)[287].
- Панере, Филипп[фр.] (82) — французский архитектор-урбанист[288].
- Пластинин, Василий Васильевич (93) — советский и российский физик, доктор физико-математических наук, профессор, ректор Омского государственного университета (1974—1979) и Карачаево-Черкесского педагогического института (1983—1987)[289].
- Харт, Джерри[англ.] (75) — канадский хоккеист[290].

## 11 мая

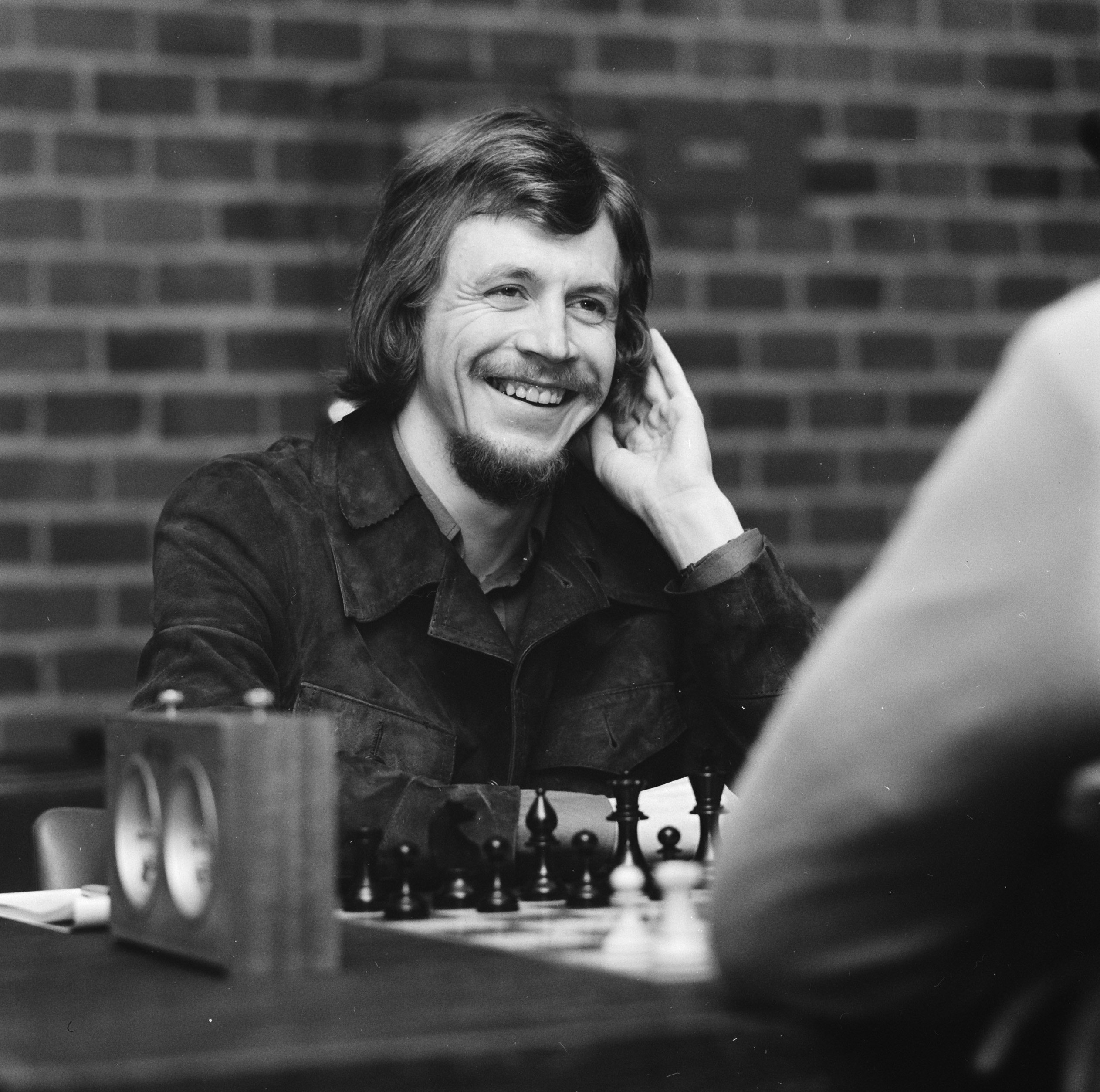
Андраш Адорьян

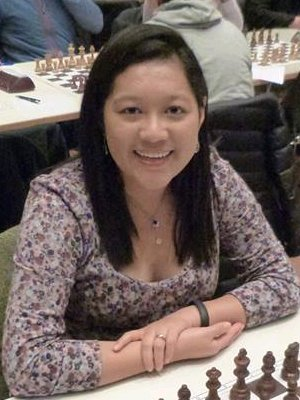
Сью Маророа

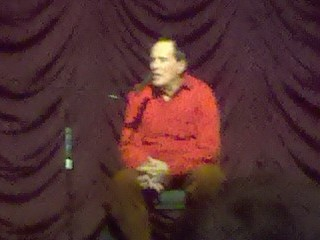
Кеннет Энгер

- Адорьян, Андраш (73) — венгерский шахматист, гроссмейстер (1973)[291].
- Боргу, Паула[порт.] (29) — бразильская волейболистка, игрок женской национальной сборной, чемпионка Южной Америки (2019)[292].
- Весельев, Анатолий Павлович (93) — советский хозяйственный деятель, заместитель министра строительства предприятий нефтяной и газовой промышленности СССР (1979—1991)[293].
- Гарсия, Джо А.[англ.] (70) — американский общественный деятель, президент Национального конгресса американских индейцев (2006—2009)[294].
- Горгатти, Гвидо[исп.] (103) — аргентинский актёр[295].
- Куравский, Зиновий Васильевич (78) — советский и украинский политик и дипломат, первый секретарь Ивано-Франковского обкома КПУ (1990—1991), генеральный консул Украины в Кракове (1997—2001) и в Гданьске (2002—2006)[296].
- Лагорс, Марсель[фр.] (90) — французский трубач[297].
- Маророа, Сью (32) — новозеландская и британская шахматистка[298].
- Минкаилов, Эльбрус Салаудыевич (67) — советский и российский чеченский писатель[299].
- Мытник, Игорь Георгиевич (58) — советский и белорусский футболист и тренер[300].
- Ньюман, Барри[англ.] (92) — американский киноактёр[301].
- Окунев, Григорий Григорьевич (75) — советский и российский хозяйственный и политический деятель, список народных депутатов России (1990—1993)[302].
- Пикеринг, Шон[англ.] (61) — британский метатель молота, участник летних Олимпийских игр (1996)[303].
- Радева, Эмилия[болг.] (90) — болгарская актриса, народная артистка Болгарии (1980)[304].
- Хитрук, Николай Николаевич (75) — советский и российский тренер по велоспорту, заслуженный тренер России[305].
- Хмиль, Александр Васильевич (42) — украинский хоккеист, игравший в национальной сборной, участник российско-украинской войны; погиб в бою[306].
- Энгер, Кеннет (96) — американский актёр, режиссёр, монтажёр и писатель[307].
- Энгерман, Стэнли (87) — американский экономист и историк экономики[308].

## 10 мая

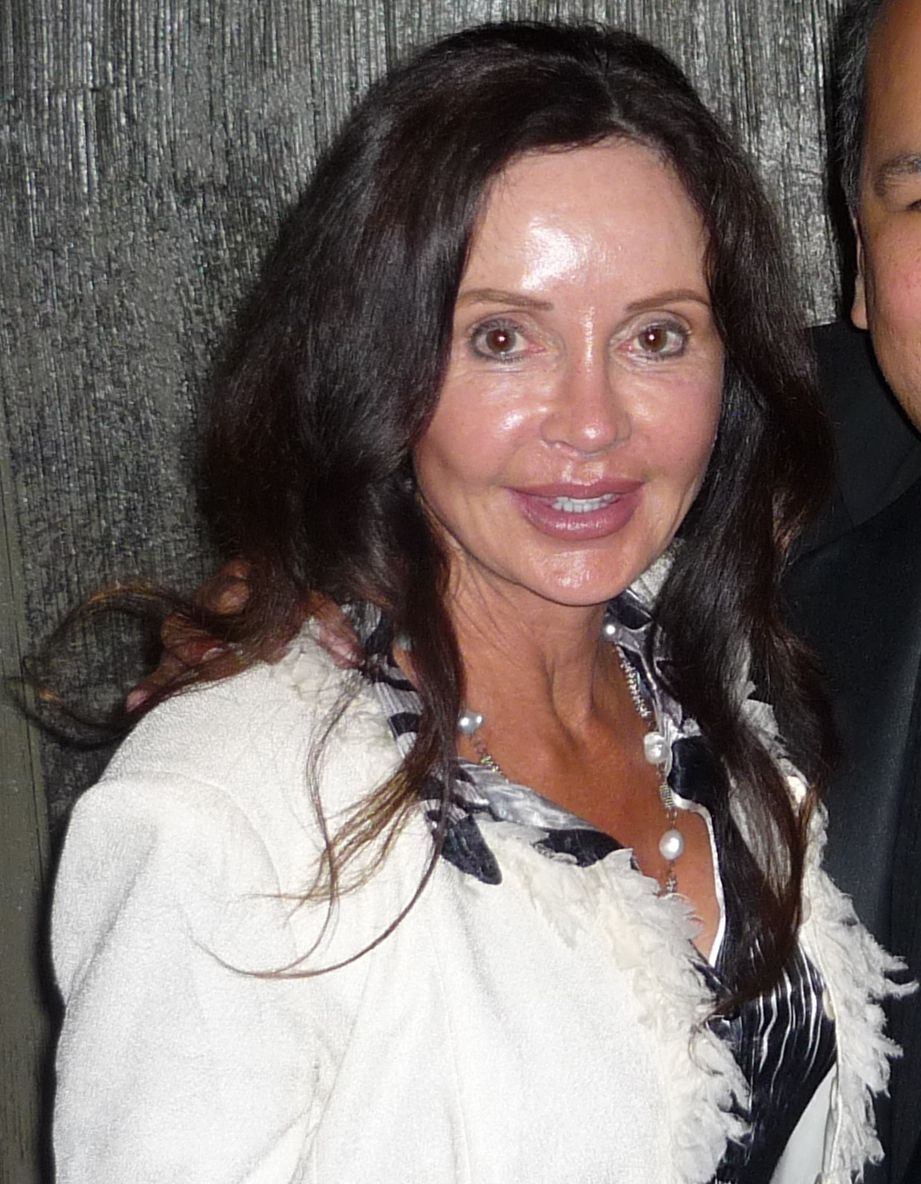
Жаклин Зимэн

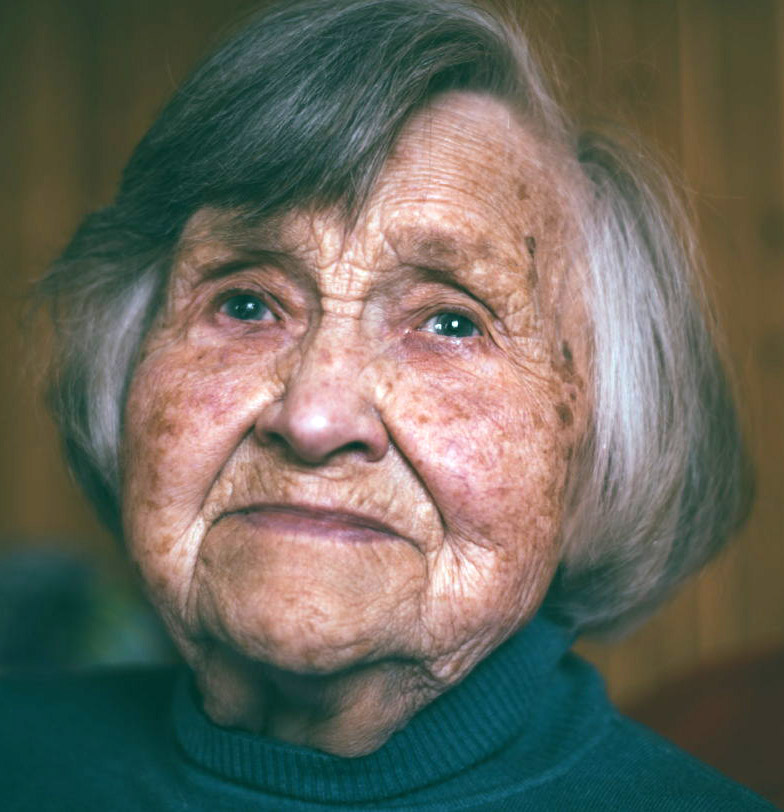
Елена Маркова

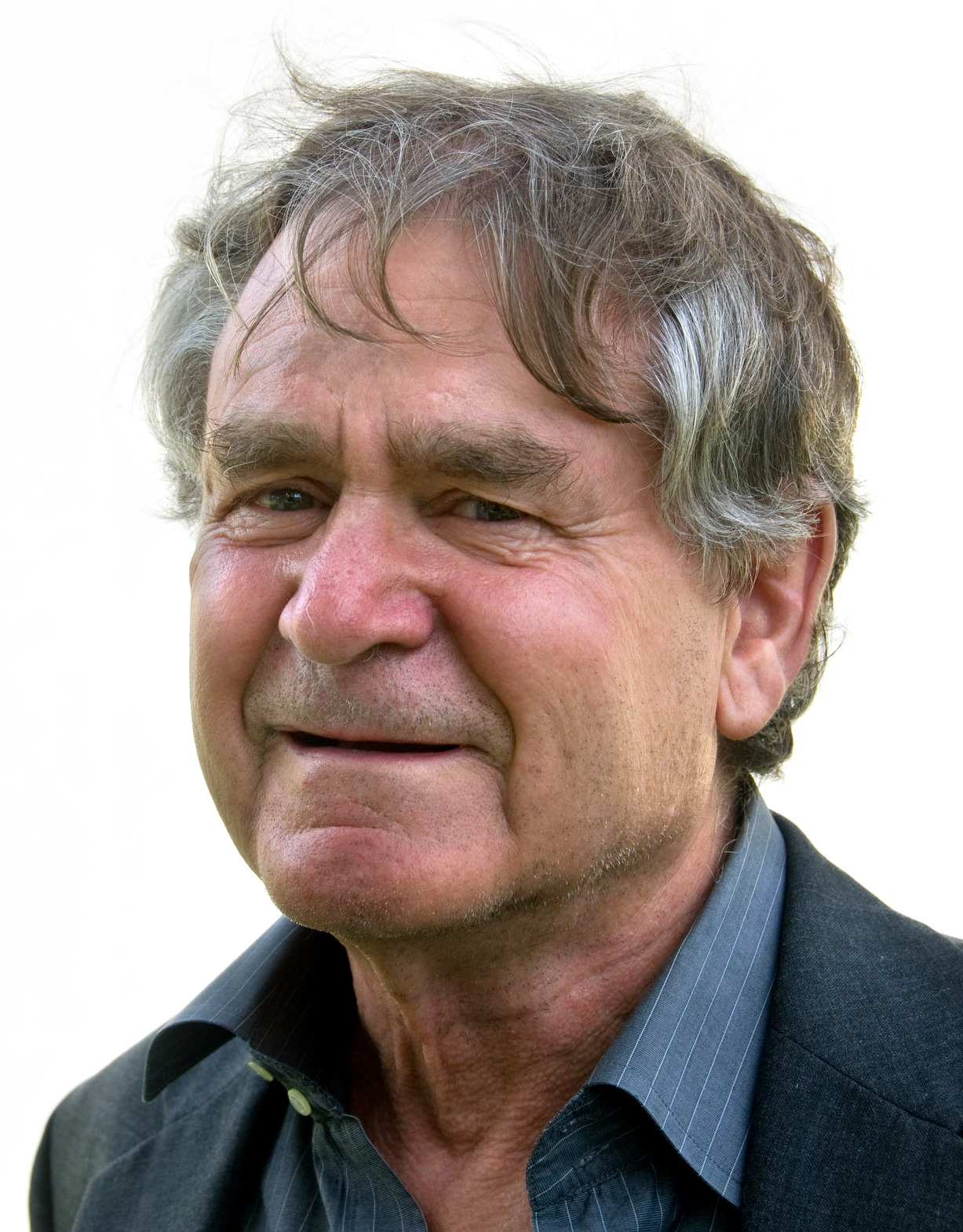
Ян Хакинг

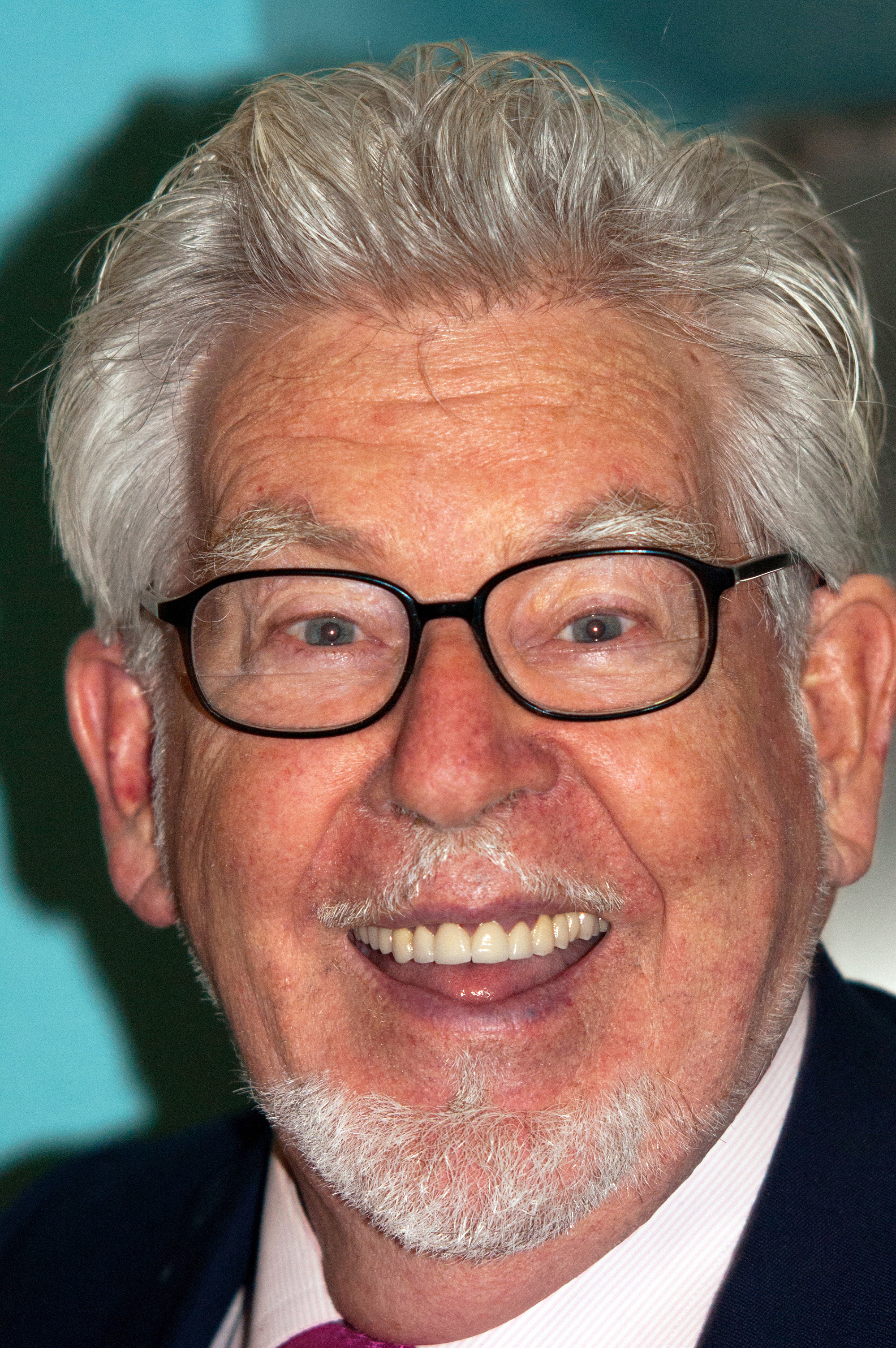
Ролф Харрис

- Боржес, Луиш Карлуш[порт.] (70) — бразильский музыкант-исполнитель и композитор[309].
- Зимэн, Жаклин (70) — американская актриса[310].
- Костиков, Валерий Иванович (85) — советский и российский материаловед, директор «НИИграфита» (1976—2006), член-корреспондент РАН (1997)[311].
- Кроссли, Розмари (78) — австралийский специалист по работе с людьми с тяжёлыми нарушениями коммуникации[312].
- Кшинян, Йозеф[чеш.] (96) — словацкий спортивный журналист и публицист[313].
- Лундин, Ян[швед.] (80) — шведский пловец, трёхкратный бронзовый призёр чемпионата Европы (1962, 1966)[314].
- Любенская, Кристина[пол.] (88) — польская актриса[315].
- Маркова, Елена Владимировна (100) — советский и российский кибернетик, доктор технических наук (1971)[316].
- Ольдоини, Энрико (77) — итальянский кинорежиссёр и сценарист[317].
- Пикеринг, Шон[англ.] (61) — британский легкоатлет (толкание ядра), участник летних Олимпийских игр 1996 года[303].
- Савино, Метелло[англ.] (59) — итальянский пловец, участник летних Олимпийских игр 1984[318].
- Севастьянов, Олег Юрьевич (74) — советский актёр[319].
- Флэнаган, Эд[англ.] (79) — игрок в американский футбол[320].
- Фюрстенберг, Вирджиния фон (48) — итальянская художница, поэтесса и модельер; падение с высоты[321].
- Хакинг, Ян (87) — канадский философ науки[322].
- Харрис, Ролф (93) — австралийский шоумен, музыкант и художник[323].
- Хорольская, Алла Борисовна (87) — советская и украинская актриса, заслуженная артистка Украины (1993)[324].

## 9 мая

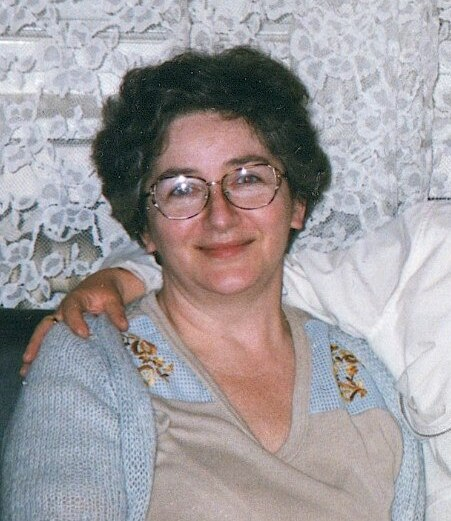
Людмила Ковнацкая

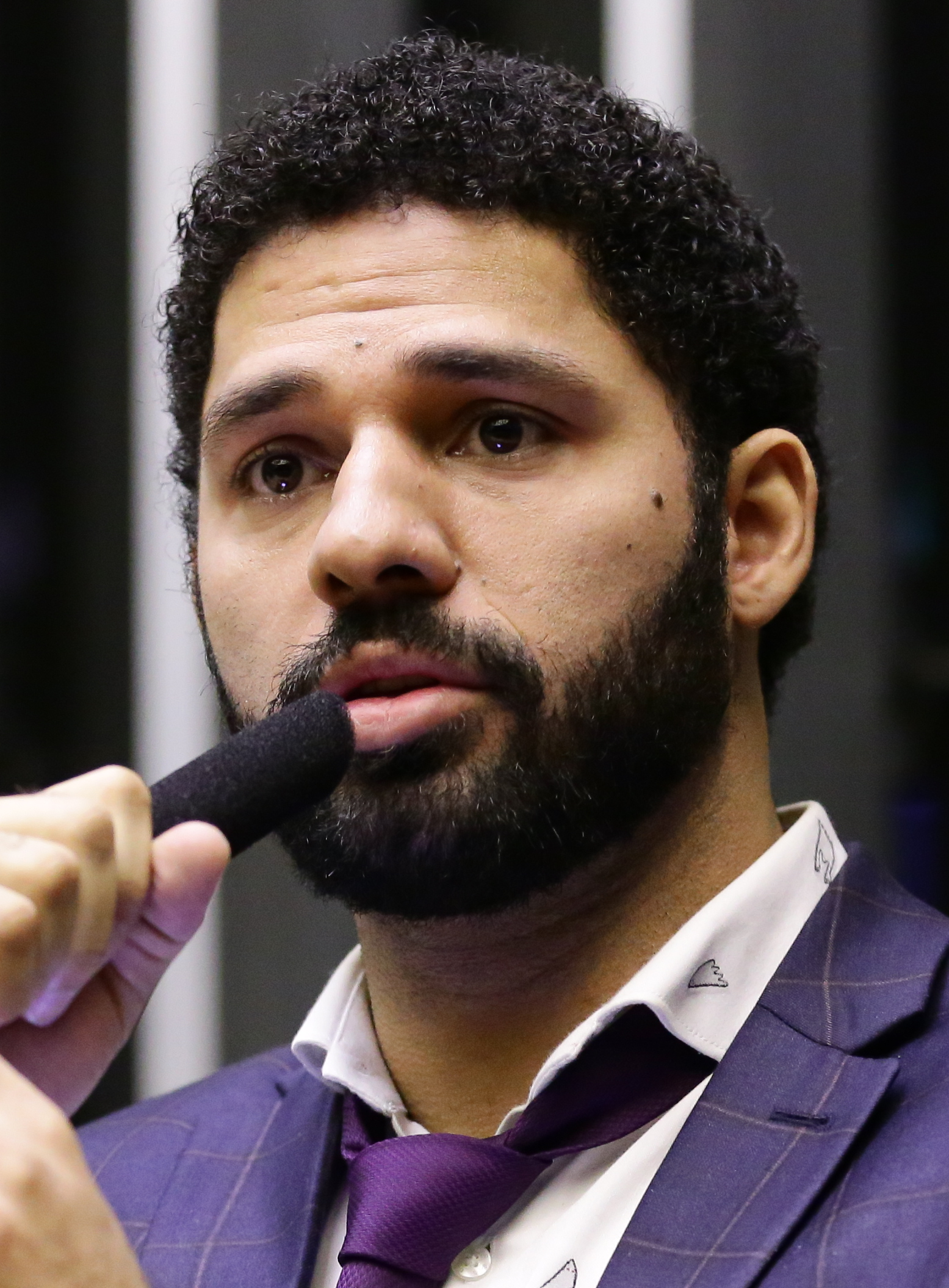
Давид Миранда

- Армстронг, Хезер[англ.] (47) — американская писательница и блогер[325].
- Блэнд, Джон[англ.] (77) — южноафриканский профессиональный игрок в гольф[326].
- Вевель, Гюнтер[нем.] (88) — немецкий оперный певец и телеведущий[327].
- Ёкота, Тадаёси[яп.] (75) — японский волейболист, чемпион (1972) и серебряный призёр (1968) Олимпийских игр[328].
- Ислам, Нурул[англ.] (94) — бангладешский экономист и политик[329].
- Каллен, Эдвард[англ.] (90) — американский католический прелат, епископ Аллентауна (1997—2009)[330].
- Карбахаль, Антонио (93) — мексиканский футболист, сыгравший на пяти чемпионатах мира[331].
- Кёнен, Людвиг (92) — американский филолог-классик и папиролог[332].
- Ковнацкая, Людмила Григорьевна (82) — советский и российский музыковед, доктор искусствоведения (1987), профессор кафедры истории зарубежной музыки Санкт-Петербургской консерватории, заслуженный деятель искусств Российской Федерации (2005)[333].
- Анна Кольбрун Ауднадоуттир (53) — исландский политик, депутат Альтинга (2017—2021)[334].
- Крам, Дэнни[англ.] (86) — американский тренер по баскетболу[335].
- Маделунг, Вильферд (92) — немецко-американский историк-исламовед[336].
- Маккормак, Эрик (85) — канадский писатель шотландского происхождения[337].
- Марьянович, Милосав (91) — сербский математик, действительный член САНУ (1991)[338].
- Махариши, Мохан[англ.] (83) — индийский актёр, театральный режиссёр и драматург[339].
- Миранда, Давид (37) — бразильский журналист и политик, член Палаты депутатов (2019—2023)[340].
- Немет, Тамаш[венг.] (71) — венгерский агрохимик, действительный член Венгерской академии наук (2007)[341].
- Пови, Джон[англ.] (80) — английский музыкант, клавишник «The Pretty Things»[342].
- Рафдаль, Терье (58) — норвежский кёрлингист на колясках, участник сборной Норвегии на зимних Паралимпийских играх 2014 года[343].
- Ромагера, Хоакин[англ.] (90) — американский оперный певец[344].
- Сольден, Арман (32) — французский журналист; взрыв ракеты[345].
- Тлеубаев, Леонид Рахимжанович (72) — советский и казахстанский тренер по боксу, заслуженный тренер СССР (1991)[346].
- Цориев, Султан Татарканович (78) — советский и российский кинооператор и кинорежиссёр, заслуженный работник культуры Российской Федерации[347].
- Чуранов, Владимир Тимофеевич (77) — советский и российский военный деятель, начальник Тыла Вооружённых Сил РФ (1992—1997), генерал-полковник (1993)[348].
- Эмер, Йозеф[англ.] (74) — австрийский историк[349].

## 8 мая

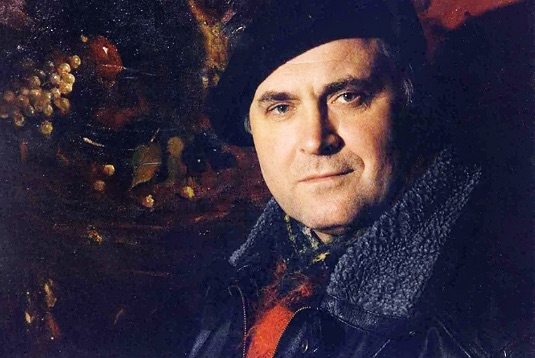
Василий Ганоцкий

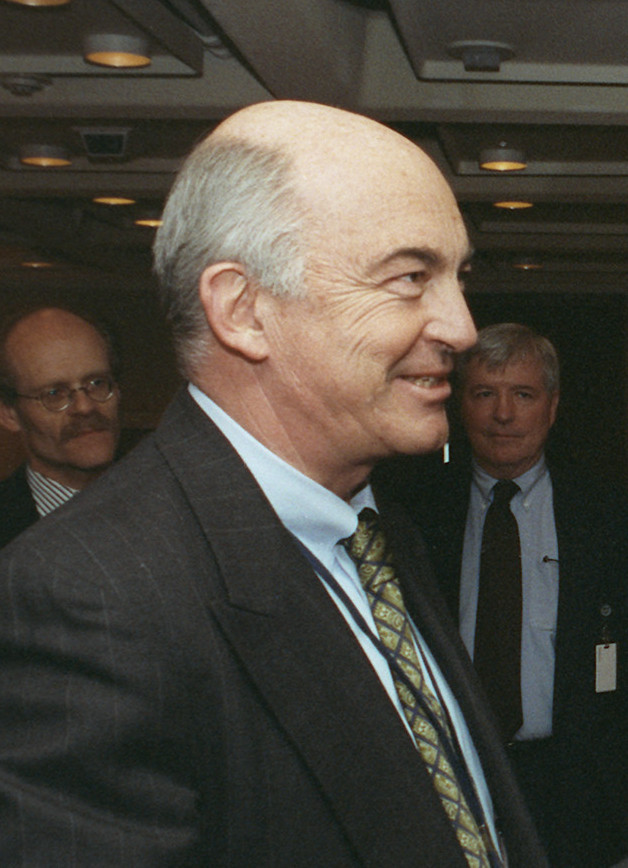
Кемаль Дервиш

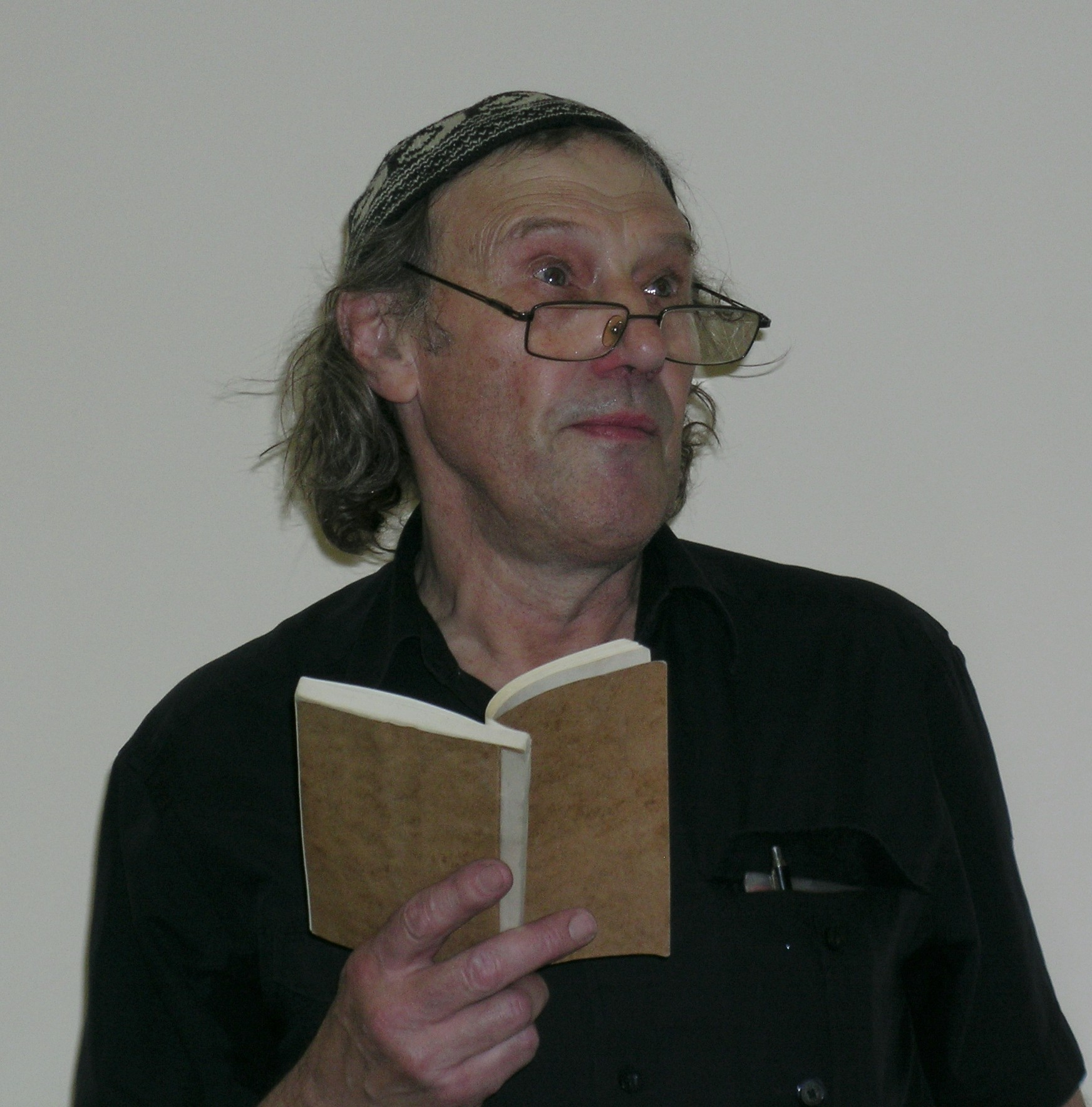
Сергей Дрейден

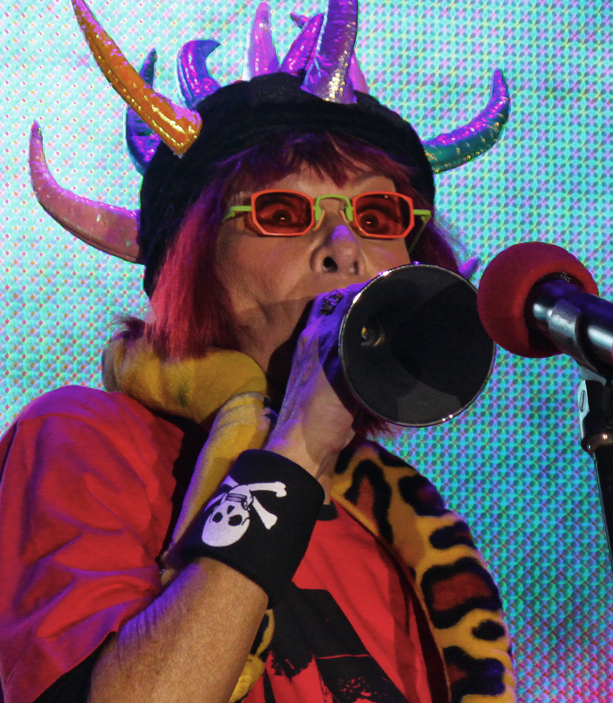
Рита Ли

- Богомолов, Валерий Васильевич (78) — советский и российский учёный в области космической биологии и медицины[350].
- Ганоцкий, Василий Леонтьевич (71) — украинский живописец, народный художник Украины (2008), член-корреспондент Национальной академии искусств Украины (2017)[351].
- Дервиш, Кемаль (74) — турецкий экономист и политик, министр экономики (2001—2002), глава администрации Программы развития ООН (2005—2009)[352].
- Дрейден, Сергей Симонович (81) — советский и российский актёр театра и кино[353].
- Елизаров, Анатолий Александрович (80) — советский и российский актёр и режиссёр, заслуженный артист Российской Федерации (1995)[354].
- Ли, Рита (75) — бразильская рок-певица, композитор и писательница[355].
- Лосев, Вадим Юрьевич (71) — советский футболист[356].
- Мате, Эржи[венг.] (95) — венгерская актриса[357].
- Махадешвар, Вишванат[англ.] (63) — индийский политик, мэр Мумбаи (2017—2019)[358].
- Павони, Бенито[итал.] (86) — итальянский политик, член Палаты депутатов (1987—1992)[359].
- Пема Цеден[англ.] (53) — китайский тибетский кинорежиссёр и сценарист, лауреат премии «Золотой петух» (2005)[360].
- Хардиман, Терренс[англ.] (86) — британский актёр[361].
- Штелига, Ежи[пол.] (69) — польский политик, депутат Сейма (1993—2015)[362].

## 7 мая

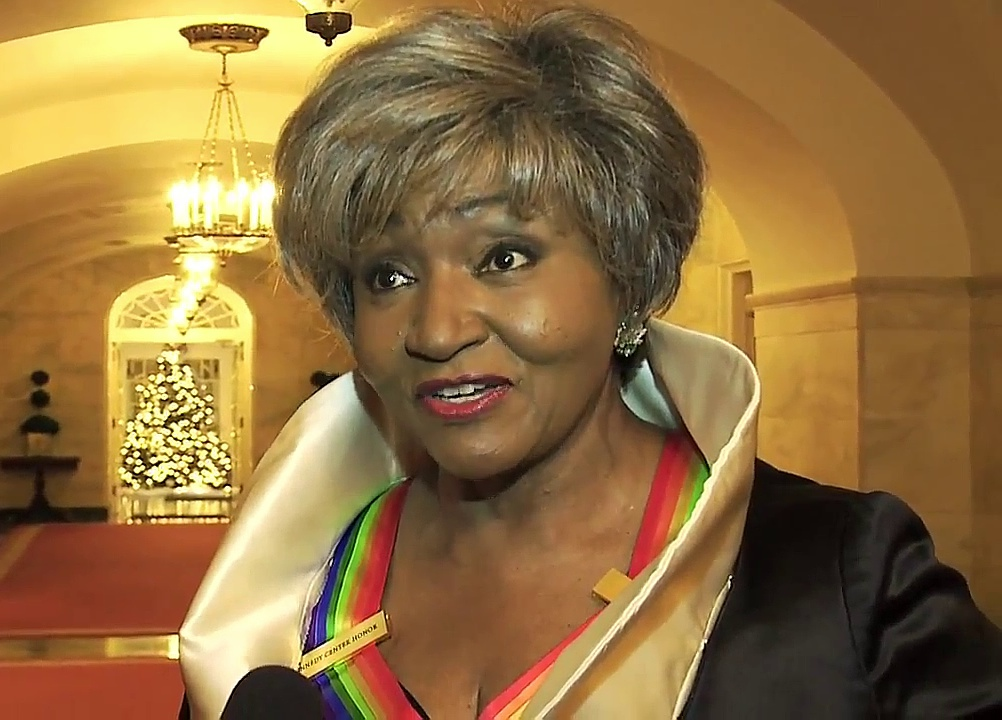
Грейс Бамбри

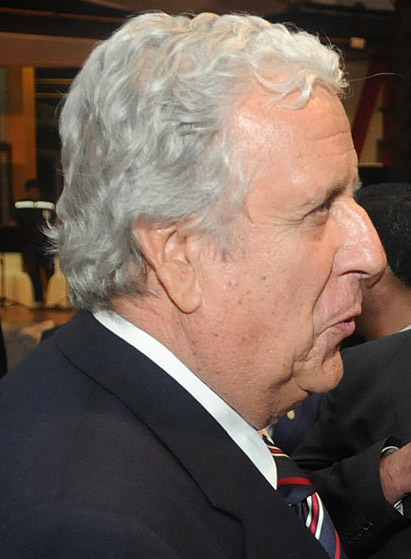
Патрисио Баньядос

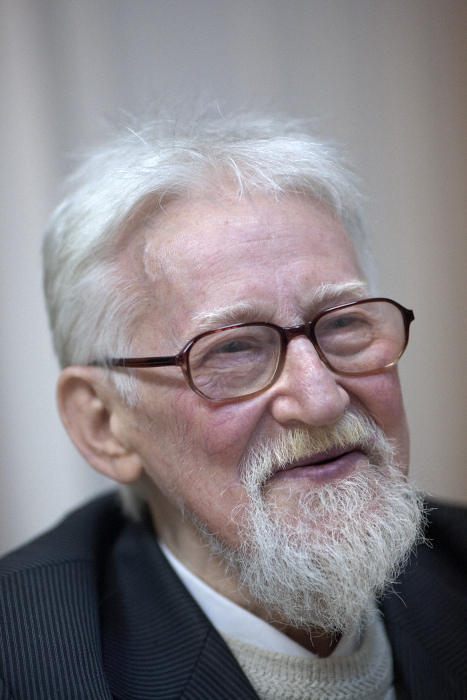
Владимир Дыбо

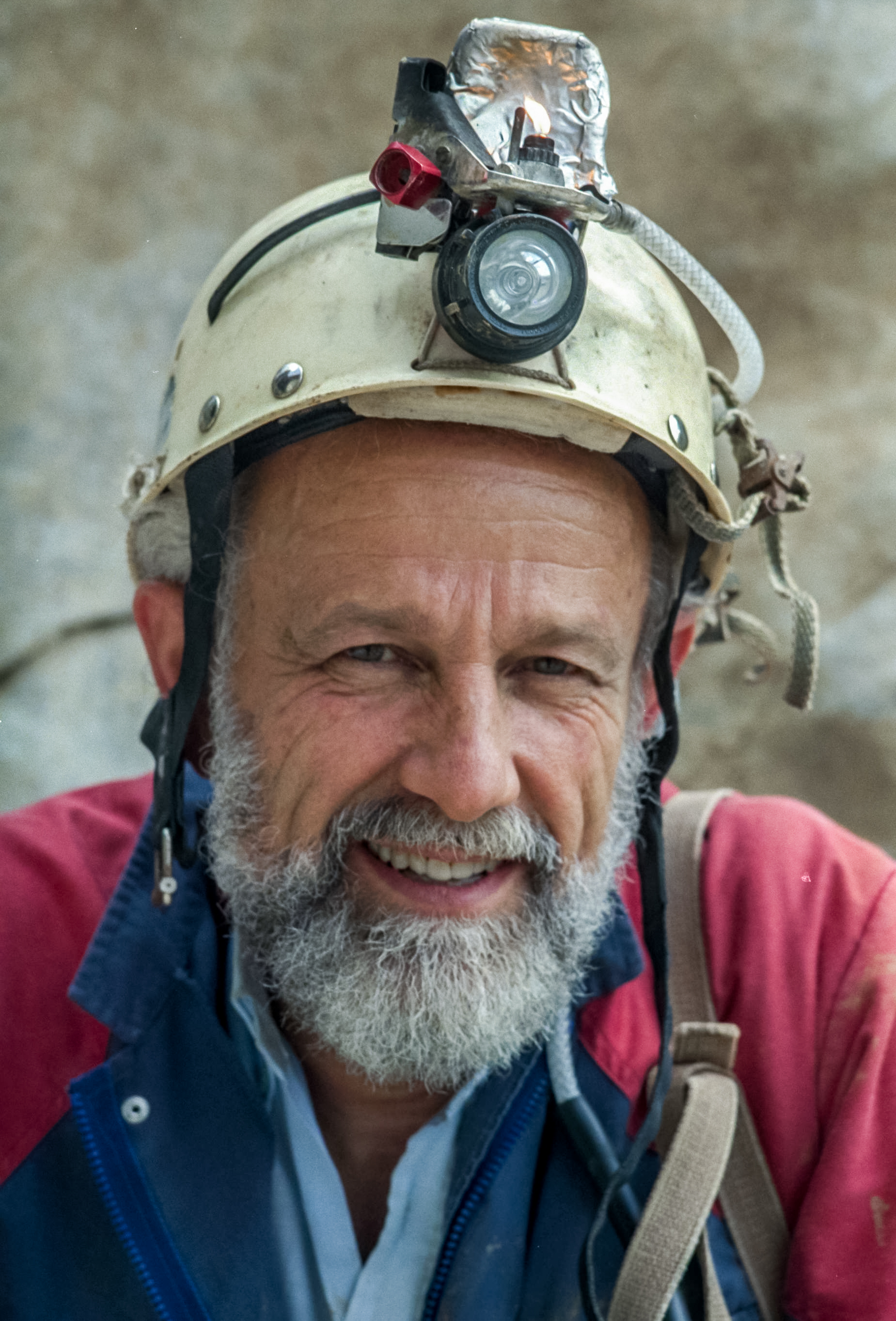
Борис Скет

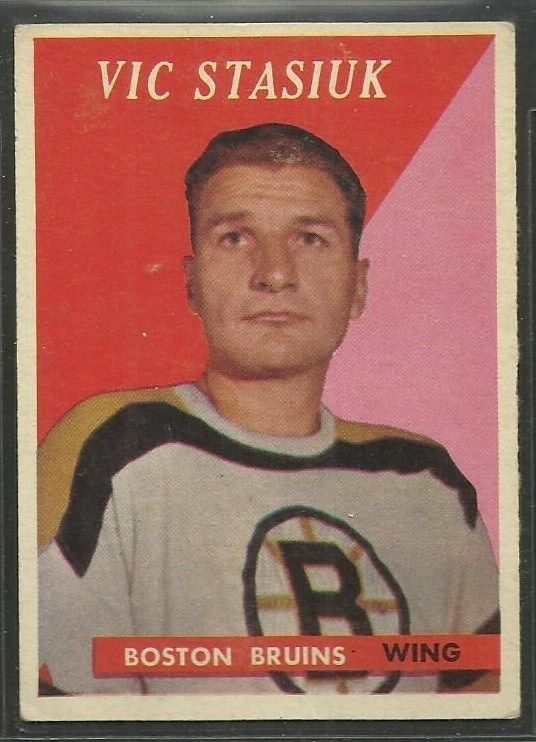
Вик Стасюк

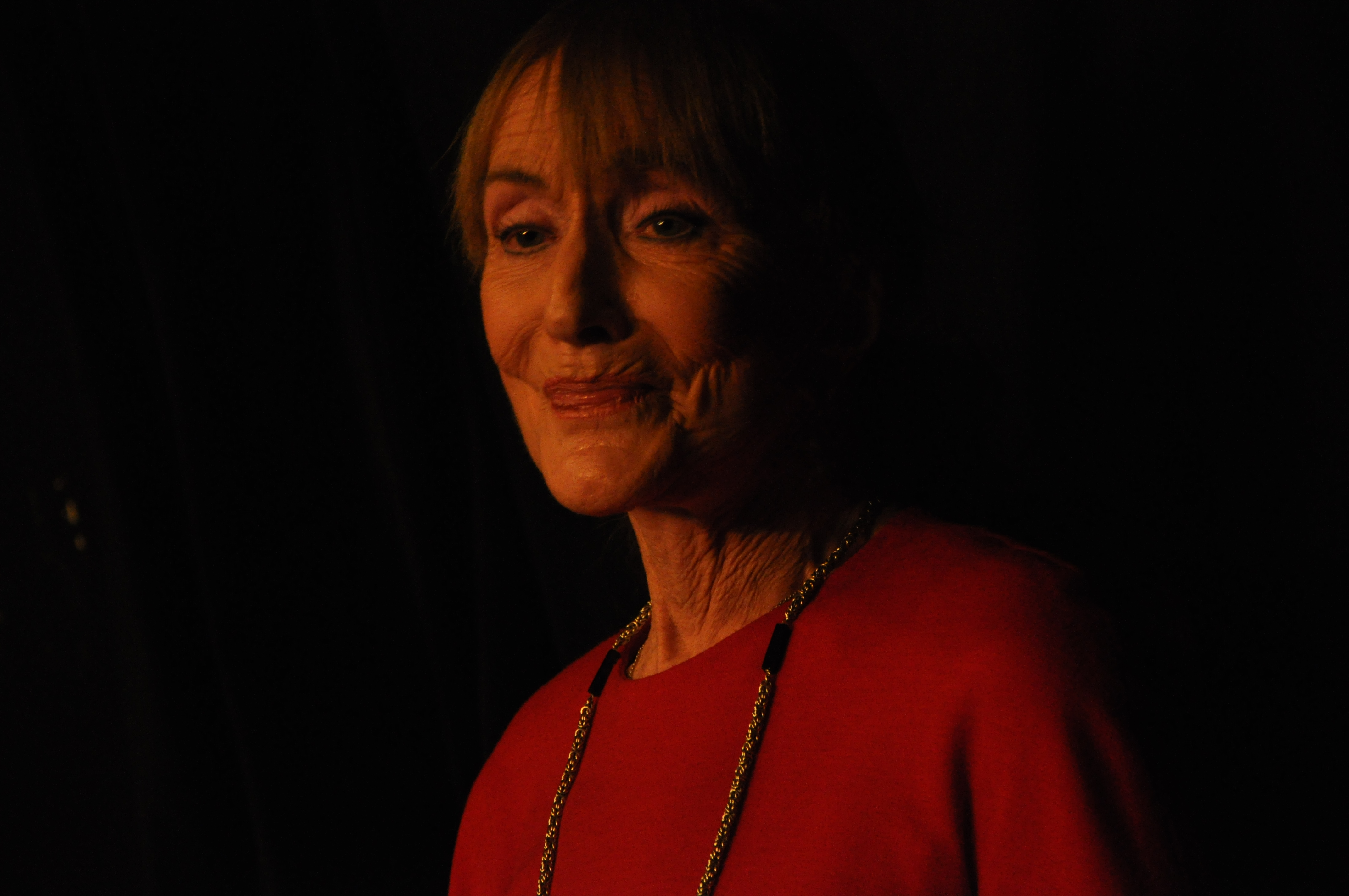
Соня Червена

- Армстронг, Джерри[англ.] (86) — американский боксёр, участник летних Олимпийских игр (1960)[363].
- Бадамянц, Валерий Георгиевич (82) — советский и армянский деятель органов государственной безопасности, председатель КГБ Армянской ССР (1988—1990), народный депутат СССР (1989—1991), генерал-майор (1988)[364].
- Бамбри, Грейс (86) — американская оперная певица (меццо-сопрано)[365].
- Баньядос, Патрисио (87) — чилийский журналист, радиоведущий и телеведущий[366].
- Джалилов, Виктор Романович (71) — советский и узбекский футболист и тренер[367].
- Дыбо, Владимир Антонович (92) — советский и российский лингвист, академик РАН (2011)[368].
- Кин, Шон[англ.] (76) — ирландский скрипач (The Chieftains)[369].
- Кисум, Вильям[англ.] (91) — датский киноактёр[370].
- Кузьмин, Анатолий Андреевич — российский автогонщик, победитель ралли «Дакар» (1996)[371].
- Лалонд, Марк (93) — канадский политик и государственный деятель, министр национального здравоохранения и социального обеспечения (1972—1977), министр юстиции и генеральный прокурор (1978—1979), министр финансов (1982—1984), член Палаты общин (1972—1984)[372].
- Ленартович, Станислав[пол.] (83) — польский режиссёр анимации[373].
- Макграт, Патрик Джозеф[англ.] (77) — ирландский католический прелат, епископ Сан-Хосе (1999—2019)[374].
- Мэхэн, Ларри (79) — американский родео-ковбой, многократный чемпион мира[375].
- Скет, Борис (86) — словенский зоолог и биоспелеолог, действительный член SAZU (2017)[376].
- Стасюк, Вик (93) — канадский хоккеист и тренер, трёхкратный обладатель Кубка Стэнли в составе «Детройт Ред Уингз» (1952, 1954, 1955)[377].
- Тютрюмов, Александр Аркадьевич (64) — российский актёр, кинорежиссёр и продюсер, заслуженный артист Российской Федерации (2019)[378].
- Фортин, Рэй[англ.] (82) — канадский хоккеист («Сент-Луис Блюз»)[379].
- Червена, Соня (97) — чешская оперная певица (меццо-сопрано)[380].
- Шуляковский, Виктор Александрович (77) — советский и российский актёр, заслуженный артист Российской Федерации (2008)[381].

## 6 мая

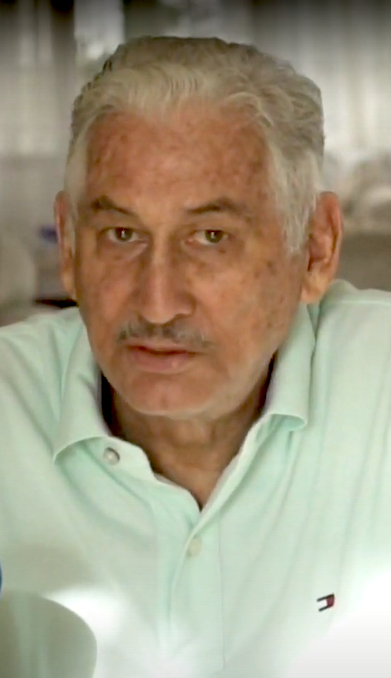
Гари Прадо Сальмон

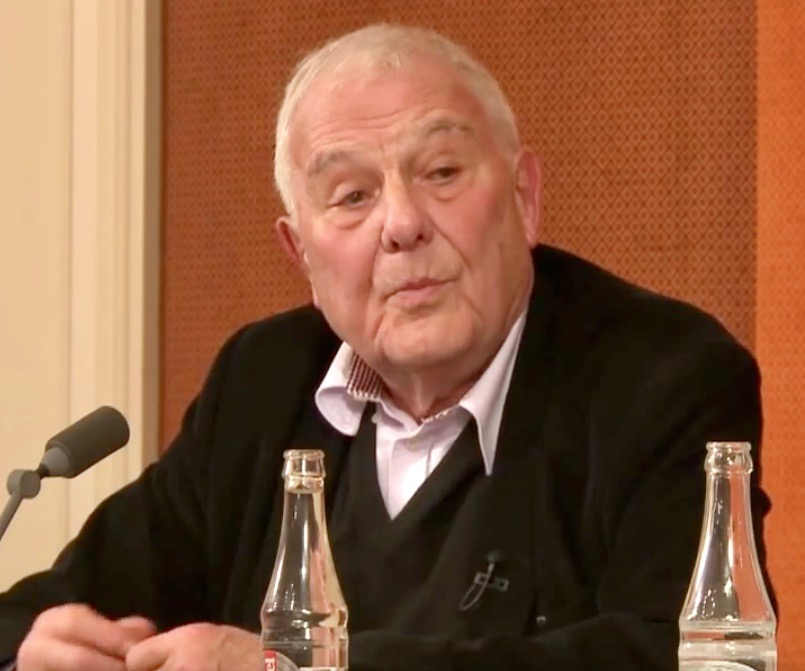
Филипп Соллерс

- Банзен, Уве (88) — немецкий журналист, писатель и переводчик[382].
- Баруччи, Пьетро[итал.] (100) — итальянский архитектор[383].
- Бизяк, Иван[словен.] (67) — словенский математик и политик, министр внутренних дел (1993—1994), министр юстиции (2000—2004)[384].
- Блю, Вида[англ.] (73) — американский бейсболист, трёхкратный победитель Мировой серии в составе клуба «Окленд Атлетикс» (1972—1974)[385].
- Дараев, Махмут Марипович (74) — советский, казахский и уйгурский актёр театра[386].
- Китинг, Дерек[англ.] (67) — ирландский политик, член Палаты представителей (2011—2016)[387].
- Матамала, Нестор[исп.] (82) — чилийский футбольный тренер[388].
- Матыяс, Эугениуш[пол.] (71) — польский государственный деятель, воевода Лешненского воеводства (1990—1994)[389].
- Миноу, Ньютон[англ.] (97) — американский адвокат, председатель Федеральной комиссии по связи (1961—1963), кавалер Президентской медали Свободы (2016)[390].
- Оразаев, Гасан Магомедрасулович (76) — советский и российский тюрколог, историк, публицист[391].
- Питкин, Ханна Фенихель (91) — американский политолог[392].
- Прадо Сальмон, Гари (84) — боливийский политический деятель, министр планирования и координации (1978—1979), участник захвата Че Гевары[393].
- Пресслер, Менахем[англ.] (99) — израильско-американский пианист[394].
- Соллерс, Филипп (86) — французский писатель и литературный критик[395].
- Тонетти, Джанлука[итал.] (56) — итальянский шоссейный велогонщик[396].
- Хайду, Йожеф (77) — венгерский футболист («Ференцварош»)[397].
- Хорнбейн, Том[англ.] (92) — американский альпинист[398].
- Чааб, Хабиб[англ.] (49) — шведско-иранский политический активист, создатель и лидер сепаратистской повстанческой группы Арабское боевое движение за освобождение Ахваза; казнён[399].
- Шустрова, Петрушка[чеш.] (75) — чешский диссидент (Хартия-77), журналистка и переводчица[400].

## 5 мая

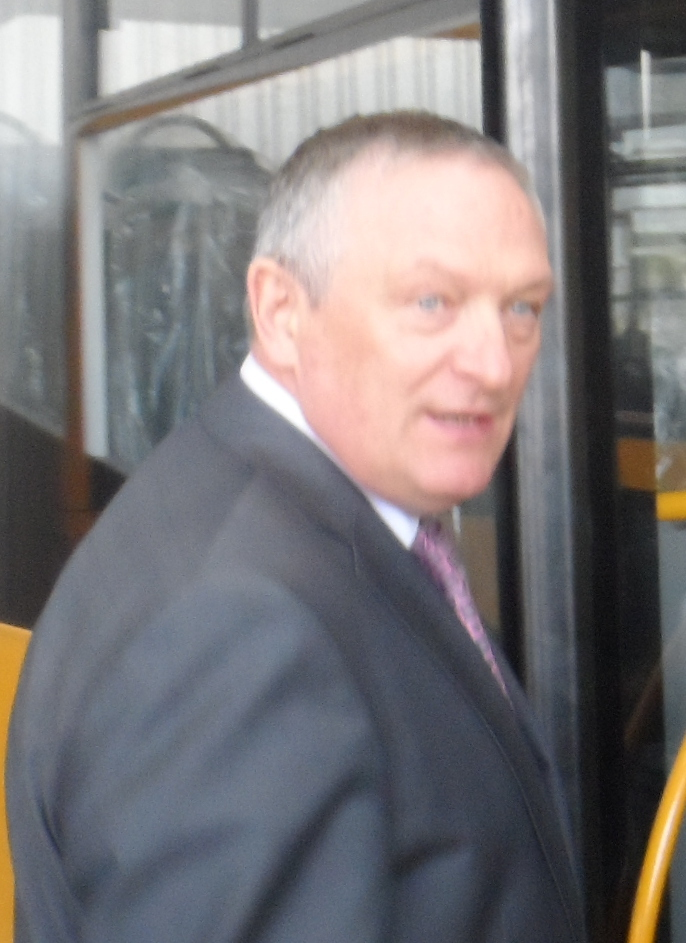
Валерий Баранов

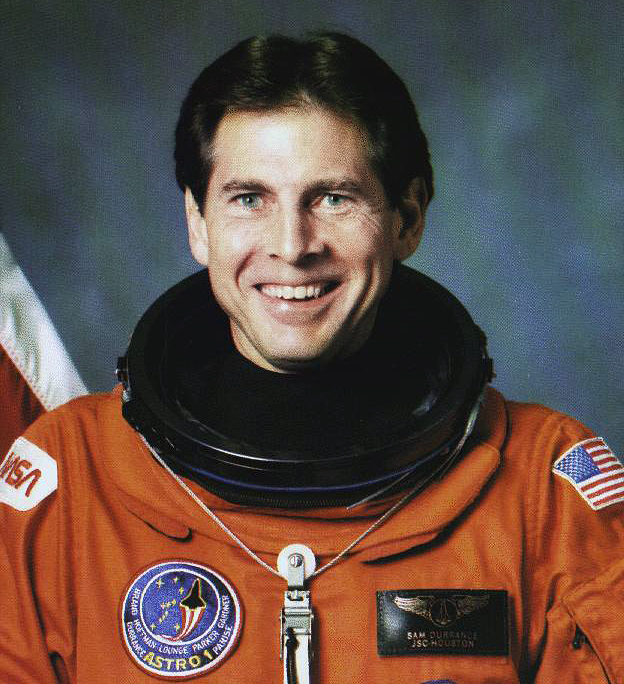
Сэмюэл Дарранс

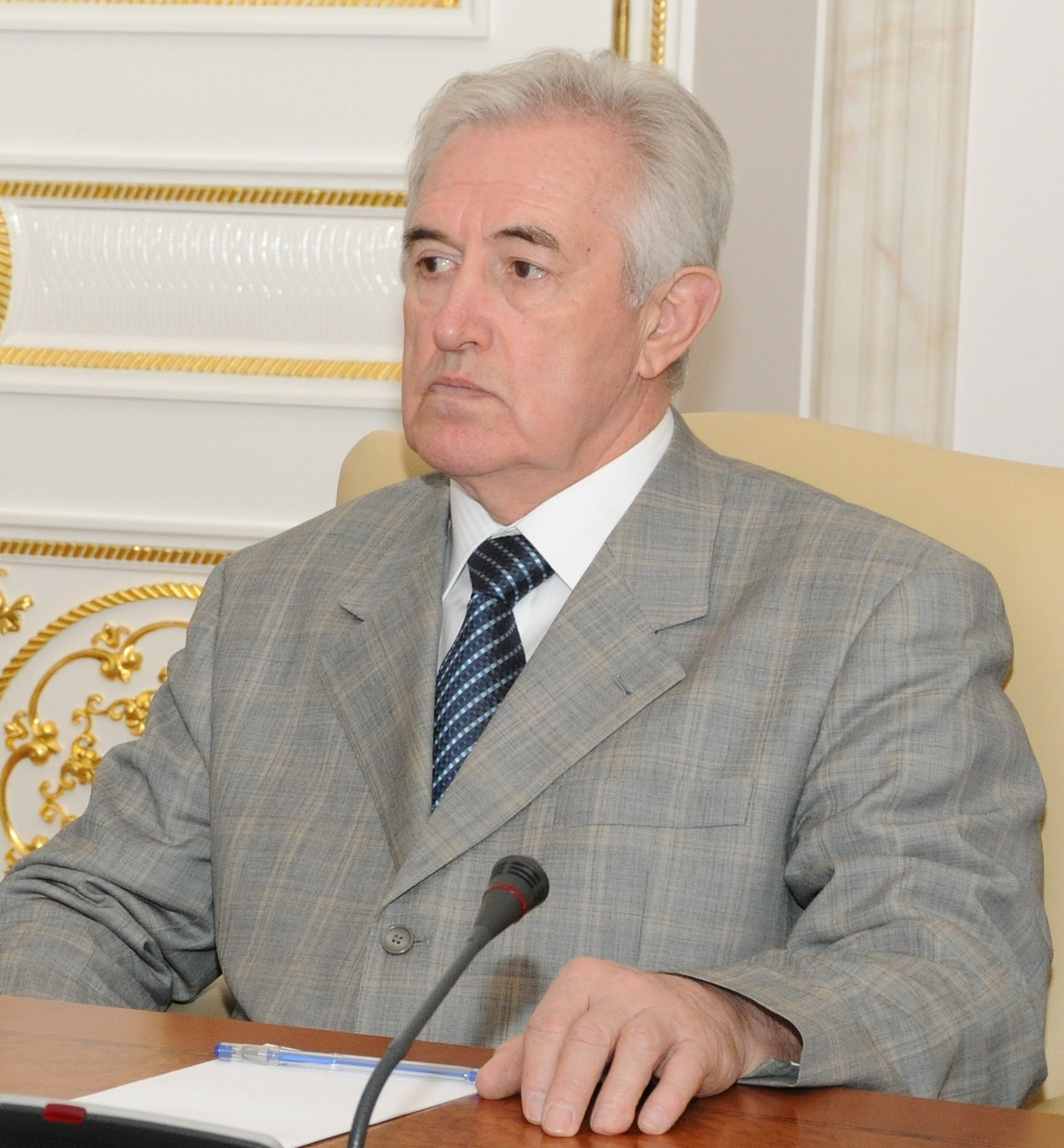
Юрий Коноплёв

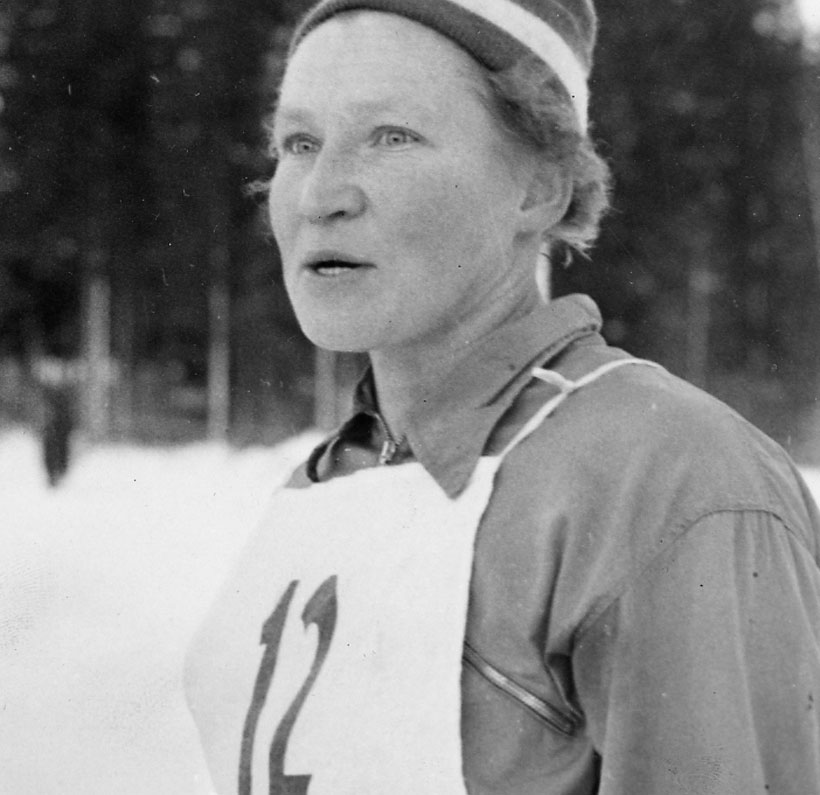
Сийри Рантанен

- Айха, Мартти[фин.] (70) — финский скульптор[401].
- Баранов, Валерий Алексеевич (66) — украинский политик и общественный деятель, депутат Верховной рады VI созыва (2007—2012), председатель Запорожской облгосадминистрации (2014)[402].
- Виликовский, Ян[словац.] (85) — словацкий литературовед, переводчик и дипломат, посол Словакии в Великобритании (1993—1996)[403].
- Дарранс, Сэмюел Торнтон (79) — американский астронавт[404].
- Зайцев, Владимир Алексеевич (33) — российский бобслеист, серебряный призёр чемпионатов России (2014, 2015) и Кубка мира (2015)[405].
- Иглесиас, Арсенио[исп.] (92) — испанский футболист и тренер[406].
- Коноплёв, Юрий Геннадьевич (83) — советский и российский учёный-механик, ректор Казанского государственного университета (1990—2001), заслуженный деятель науки Российской Федерации[407].
- Корде, Мишель[фр.] (77) — французский актёр, писатель, режиссёр и скульптор; самоубийство[408].
- Лонг, Кристофер, Уильям[англ.] (85) — британский политик и дипломат, посол в Швейцарии (1988—1992), Египте (1992—1995) и Венгрии (1995—1998)[409].
- Маккенна, Брайан[англ.] (77) — канадский режиссёр документальных фильмов[410].
- Макколл, Брюс[англ.] (87) — канадский писатель и книжный иллюстратор[411].
- Манча, Хесус[исп.] (81) — испанский политик, сенатор (1996—2000), член Конгресса депутатов (2000—2008)[412].
- Падилья, Карлос[англ.] (78) — филиппинский политик, член Палаты представителей (1987—1992, 1995—2004, 2007—2016), губернатор провинции Нуэва-Виская (с 2016)[413].
- Прайс, Мэри[англ.] (79) — английский игрок в боулинг, чемпионка мира в помещении (1991)[414].
- Рантанен, Сийри (98) — финская лыжница, олимпийская чемпионка в эстафете 3 х 5 км (1956)[415].
- Рогожкин, Николай Александрович (29) — российский баскетболист[416].
- Роуз, Джеральд[англ.] (87) — британский иллюстратор детских книг, лауреат медали Кейт Гринуэй[англ.] (1960)[417].
- Скалерич, Урош[словен.] (78) — словенский пародонтолог, действительный член SAZU (2009)[418].
- Фуше, Джордж[англ.] (57) — южноафриканский автогонщик[419].
- Хайдар, Хайдар[араб.] (87) — сирийский писатель[420].
- Хлебородов, Михаил Львович (56) — российский кинорежиссёр, сценарист и продюсер[421].
- Эрдынеев, Доржи Осорович (86) — советский и российский прозаик и драматург, народный писатель Бурятии[422].

## 4 мая

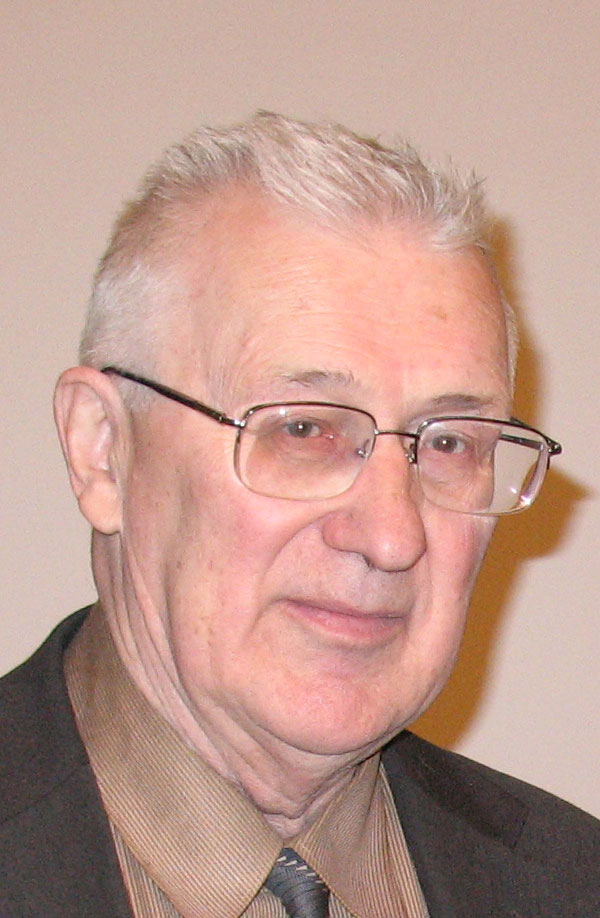
Владимир Нейланд

- Амиров, Шаукат Сабирович (75) — советский и российский балалаечник, народный артист Российской Федерации (2006), ректор Уральской государственной консерватории имени М. П. Мусоргского (2003—2010)[423].
- Анри Кулонж (86) — французский писатель[424].
- Берг, Йооп ван ден[нидерл.] (81) — нидерландский политик, член Палаты представителей (1988—1994)[425].
- Вайд, Роберт[англ.] (89) — канадский политик, мэр Гамильтона (2000—2003)[426].
- Гильен, Рафаэль[исп.] (90) — испанский поэт[427].
- Карсвелл, Роберт[англ.] (88) — британский юрист, лорд-верховный судья Северной Ирландии (1997—2004)[428].
- Клима, Петр (58) — чехословацкий и чешский хоккеист, обладатель Кубка Стэнли в составе клуба «Эдмонтон Ойлерз» (1990)[429].
- Кэри, Габриэль[англ.] (64) — австралийская писательница[430].
- Мубарок, Ахмад[англ.] (77) — индонезийский политик, депутат Народного консультативного конгресса (1999—2009)[431].
- Нейланд, Владимир Яковлевич (90) — советский и российский учёный в области аэродинамики, директор ЦАГИ (1994—1998), член-корреспондент РАН (1991; член-корреспондент АН СССР с 1987)[432].
- Некрасов, Александр Владимирович (61) — российский архитектор, автор проектов ряда станций Московского метрополитена, член-корреспондент РАХ (2020)[433].
- Растодер, Рифат (72) — черногорский политик, вице-президент Скупщины и вице-президент Социал-демократической партии, и. о. президента (2003)[434].
- Спенсер, Том[англ.] (75) — британский политический деятель, депутат Европарламента (1979—1984, 1989—1999)[435].
- Ставрос, Ясмин[хорв.] (68) — хорватский поп-музыкант[436].
- Стойковски, Георгий (81) — болгарский легкоатлет (тройной прыжок), участник летних Олимпийских игр 1964 и 1968 годов[437].
- Стратас, Диана[англ.] (90) — канадский политик, член Палаты общин (1979—1980)[438].
- Чайлдс, Брюс[англ.] (88) — австралийский политик, сенатор (1981—1997)[439].

## 3 мая

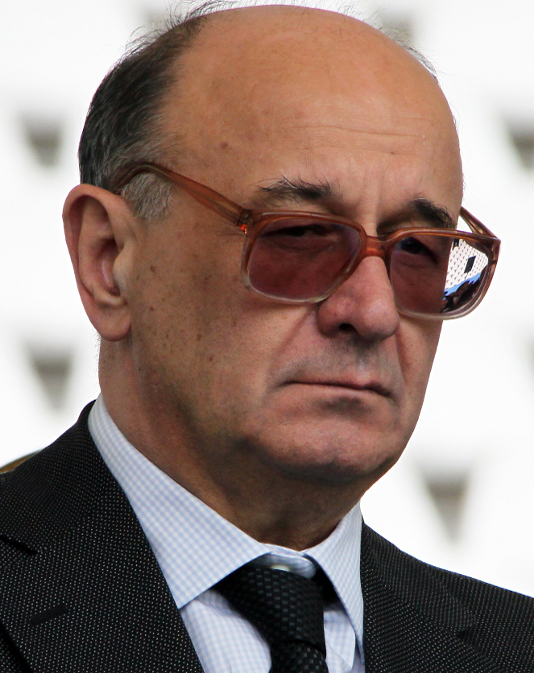
Никица Валентич

- Абдельмаджид, Азия (80) — суданская актриса; убита во время конфликта 2023 года в Судане[440].
- Бленкс, Лэнс[англ.] — американский баскетболист («Детройт Пистонс», «Миннесота Тимбервулвз») и тренер («Финикс Санз»)[441].
- Валентич, Никица (72) — хорватский политик, премьер-министр (1993—1995)[442].
- Д’Алатри, Алессандро[итал.] (68) — итальянский режиссёр, сценарист и актёр, двукратный лауреат премии «Давид ди Донателло» (1991, 1995)[443].
- Дуглас, Густав[швед.] (85) — шведский аристократ и бизнесмен, член Шведской королевской академии инженерных наук (2007)[444].
- Кульгавый, Забой Богуслав[словац.] (86) — словацкий художник[445].
- Ленц, Йозеф[нем.] (88) — западногерманский саночник, чемпион Европы (1962)[446].
- Льюис, Линда[англ.] (72) — британская певица и автор песен[447].
- Манобала (69) — индийский актёр и кинорежиссёр[448].
- Милонгейру, Велью[порт.] (83) — бразильский певец и автор песен[449].
- Нил, Вики[англ.] (39) — британский математик и писательница[450].
- Осьмова, Маркиана Николаевна (99) — советский и российский учёный-экономист и педагог, доктор экономических наук, заслуженный профессор МГУ (1998), заслуженный работник высшей школы Российской Федерации (1998)[451].
- Панасюк, Тамара Ивановна (82) — советская и российская актриса, заслуженная артистка РСФСР (1990)[452].
- Сайфуллин, Ренат Саляхович (92) — советский и российский химик-технолог, доктор технических наук (1970), профессор (1971), заслуженный деятель науки и техники РСФСР (1990)[453].
- Стейли, Тони[англ.] (83) — австралийский политик, член Палаты представителей (1970—1980), министр связи (1977—1980)[454].
- Тодорова, Татяна (92) — болгарская баскетболистка, игрок национальной сборной, шестикратная чемпионка Болгарии (1953—1957, 1959), чемпионка Европы (1958), бронзовый призёр чемпионата мира (1964)[455].
- Хоссейн, Кабир[англ.] (84) — бангладешский политик, депутат Национальной ассамблеи (1991—2006), министр местного самоуправления, развития сельских районов и кооперативов (1991—2005)[456].
- Шорт, Дон[англ.] (90) — британский журналист и писатель[457].
- Яржаб, Йозеф[чеш.] (85) — чешский литературовед и политик, ректор Университета Палацкого (1990—1997), сенатор (1996—1998, 2000—2006)[458].
- Яхья, Рази[англ.] (92) — индонезийский политик, губернатор провинции Бенкулу (1989—1994)[459].

## 2 мая

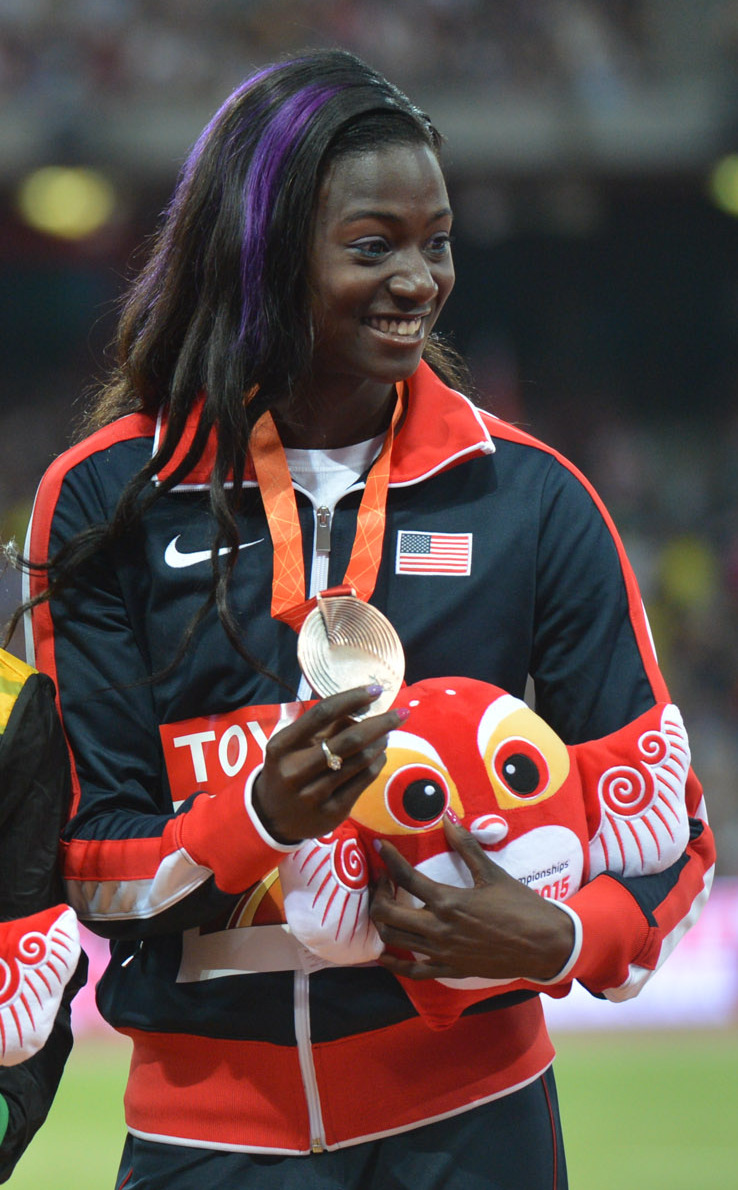
Тори Боуи

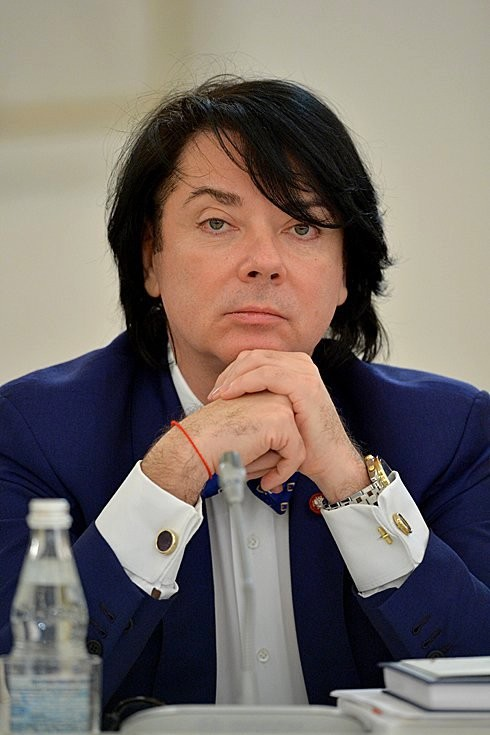
Валентин Юдашкин

- Аднан, Хадер (45) — палестинский активист и израильский политзаключённый, умер в тюрьме после 87-дневной голодовки[460].
- Беденичук, Эугениюш[англ.] (62) — польский легкоатлет (тройной прыжок), участник летних Олимпийских игр 1992 года, и тренер[461].
- Боуи, Тори (32) — американский спринтер, олимпийская чемпионка (2016) и двукратная чемпионка мира (2017)[462].
- Брайн, Барбара[англ.] (94) — британско-американская актриса[463].
- Ганди, Акун Маниал[англ.] (89) — индийский и американский общественный деятель и писатель, внук Махатмы Ганди[464].
- Канищенко, Леонид Алексеевич (94) — советский и украинский экономист и педагог, ректор Тернопольского финансово-экономического института (1971—1975), действительный член НАПН Украины (1992)[465].
- Кэри, Габриэль[англ.] (64) — австралийская писательница[430].
- Ларьеп, Кристиан[фр.] (63) — французский футболист и футбольный тренер[466].
- Порта, Рут[исп.] (66) — испанский политик, сенатор (2007—2011)[467].
- Сабах, Сули[греч.] (91) — греческая певица и актриса[468].
- Саккони, Гвидо[итал.] (74) — итальянский политический деятель, депутат Европейского парламента (1999—2009)[469].
- Суджуди, Ахмад[англ.] (82) — индонезийский врач и государственный деятель, министр здравоохранения (1999—2004)[470].
- Урбинати, Джованни[итал.] (76) — итальянский керамист и скульптор[471].
- Хумарашвили, Ушанги (74) — советский и грузинский художник[472].
- Чеснок, Валерий Фёдорович (81) — советский и российский историк, директор археологического музея-заповедника «Танаис» (1972—2002)[473].
- Шолман, Дамир[серб.] (74) — югославский баскетболист, серебряный призёр Олимпийских игр (1968, 1976), чемпион мира (1970)[474].
- Энгола, Чарльз[англ.] (64) — угандийский политический деятель, депутат Парламента (2016—2021); убит[475].
- Юдашкин, Валентин Абрамович (59) — советский и российский модельер, народный художник Российской Федерации (2005), академик РАХ (2012)[476].

## 1 мая

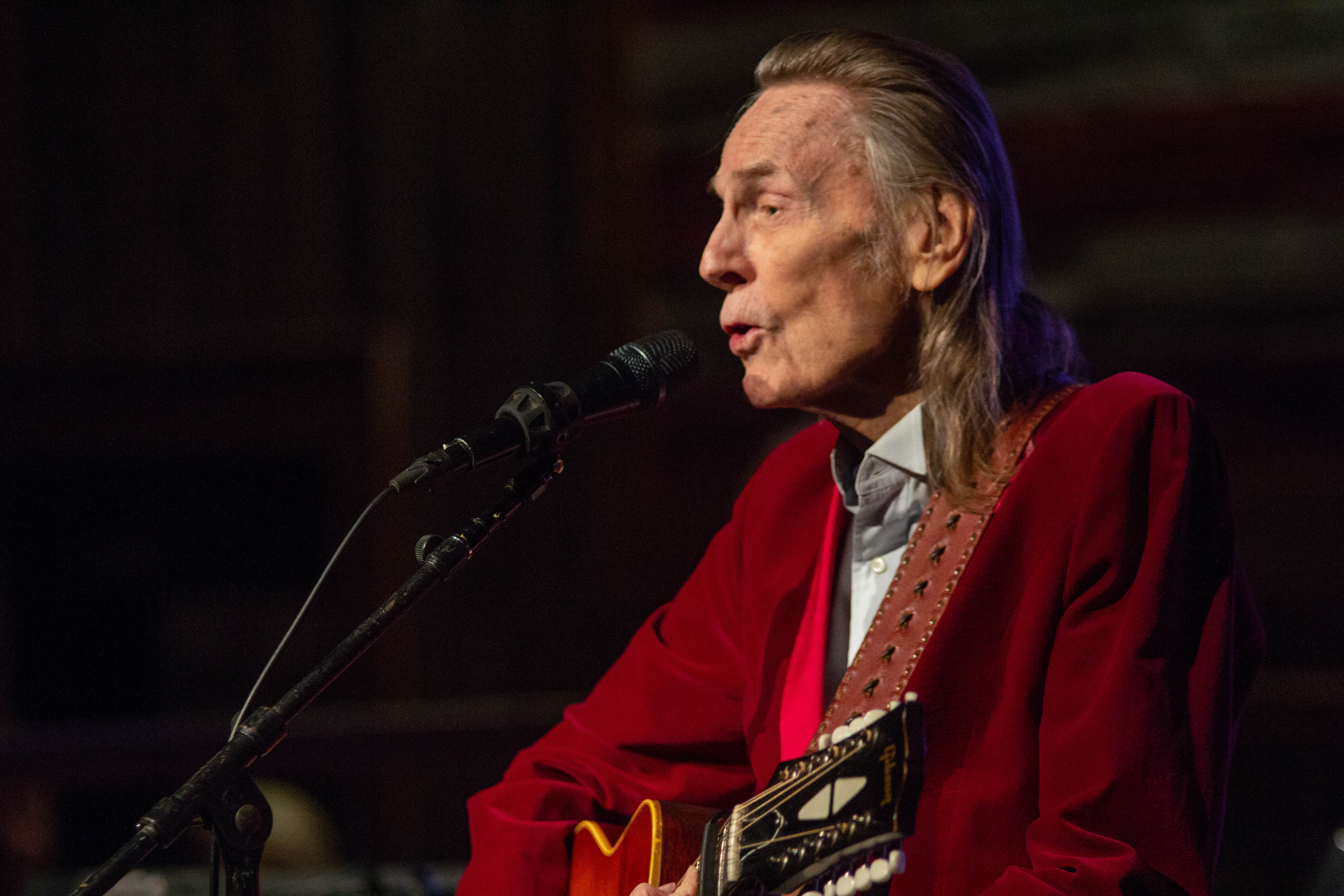
Гордон Лайтфут

- Бувин-Сундберг, Лотта[швед.] (63) — шведская журналистка и телеведущая[477].
- Дэвис, Кэлвин[англ.] (51) — американский легкоатлет, бронзовый призёр летних Олимпийских игр в беге на 400 метров с барьерами (1996), чемпион мира в помещении в эстафете 4 × 400 метров (1995)[478].
- Дэнмор, Джон[англ.] (99) — новозеландский историк и писатель, доктор наук, профессор[479].
- Лайтфут, Гордон (84) — канадский певец и автор песен[480].
- Лукиянов, Сергей Пантелеймонович (64) — российский архитектор, заслуженный архитектор Российской Федерации (2021)[481].
- Лундберг, Ола[швед.] (81) — шведский актёр[482].
- Малосолов, Андрей Владимирович (50) — российский спортивный журналист[483].
- Олин, Пер[швед.] (91) — шведский режиссёр анимации[484].
- Рогефельдт, Пью[швед.] (76) — шведский музыкант, певец и композитор[485].
- Саки, Айлин[англ.] (79) — американская киноактриса[486].
- Тусет, Гастон (80) — мексиканский актёр и режиссёр аргентинского происхождения[487].
- Якубек, Збигнев[пол.] (61) — польский пианист, аранжировщик, композитор[488].